# Histoire de Palerme

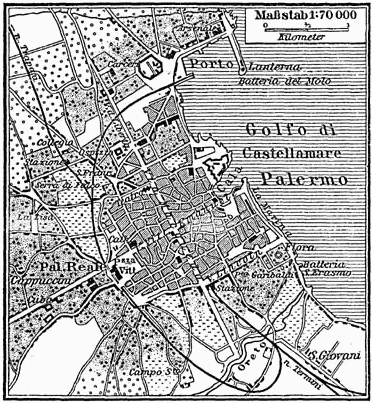
Carte de Palerme en 1888.

L'histoire de Palerme débute à la Préhistoire. La cité, déjà comptoir commercial, est fondée vers 878 avant J.C par les Phéniciens, et devient à partir de la conquête arabe la capitale de la Sicile. Palerme connaît, tout au long des siècles, de multiples souverains d'origines très diverses : Carthaginois, Romains, Musulmans, Normands, Angevins, Aragonais, Espagnols.
Rivale de Messine au Moyen Âge et à l'époque moderne, son sort, comme celui de la Sicile, est associé à celui du royaume de Naples auquel les Palermitains s'opposent régulièrement jusqu'en en 1861, quand l'île rejoint le royaume d'Italie alors en formation.
Depuis 1947, Palerme est le siège de la région autonome sicilienne.

## Origines

### Préhistoire et premiers habitants

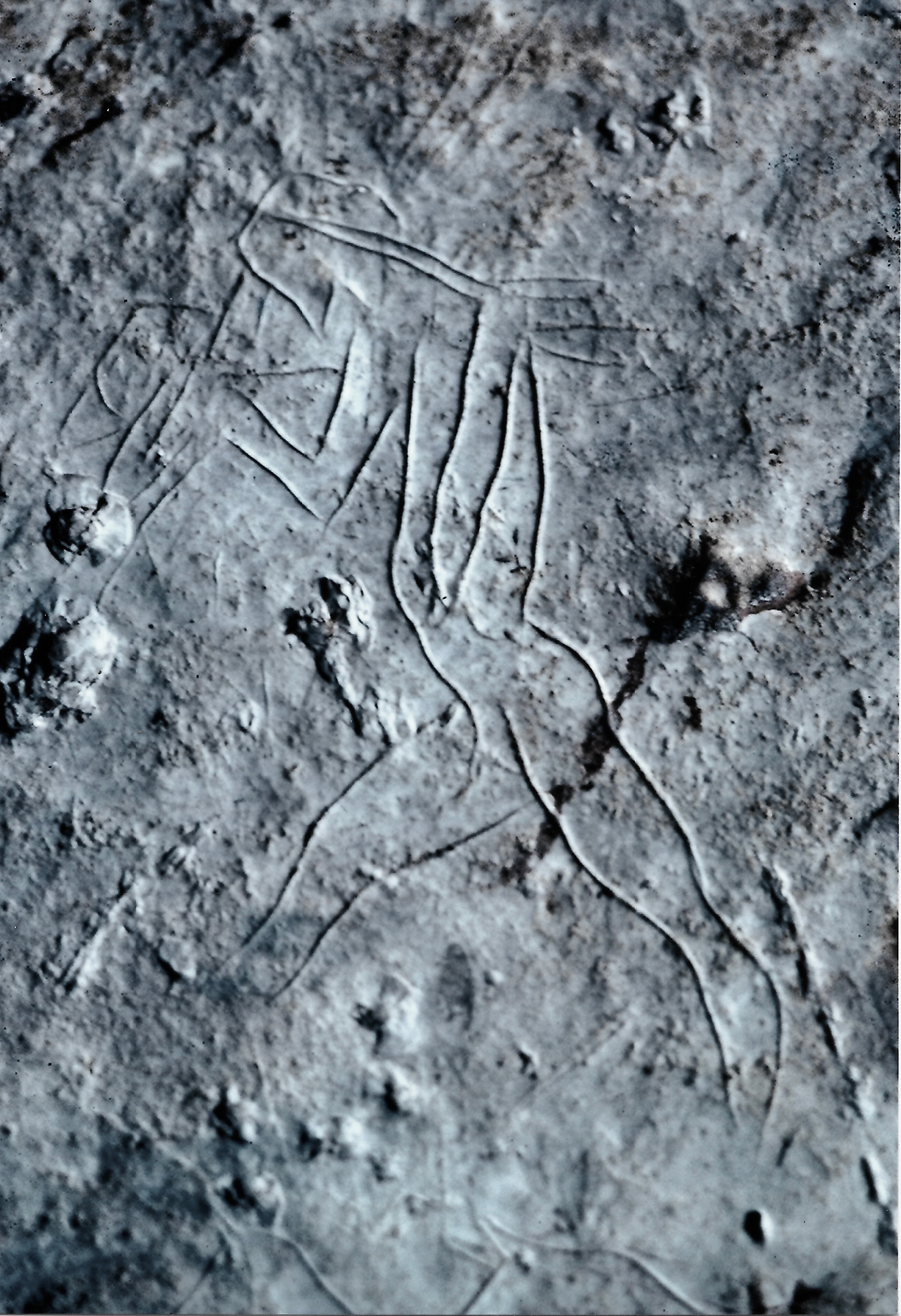
Gravure pariétale de la grotte d'Addaura.

La présence humaine à Palerme est, depuis la préhistoire, attestée comme l'une des plus anciennes de Sicile.
La province de Palerme présente une importante concentration de témoignages d'art préhistorique dans les grottes de Puntali à Carini, de Capo Gallo et du Monte Pellegrino, dont les gravures pariétales du  Paléolithique supérieur trouvées dans les grottes de l'Addaura par l'archéologue Jole Bovio Marconi en 1953.
Si seulement deux sépultures de Mésolithique ont été mises au jour dans la province, à Grotta della Molara au nord-ouest de Palerme, des découvertes attestent une occupation continue au Néolithique, à l'Âge du cuivre, à l'âge du bronze et à l'âge du fer.
A l'Âge du cuivre apparait la culture archéologique dite de la Conca d'Oro, proche de celle de San Cono-Piano Notaro qui perdure jusqu'aux environs du 23e ou 22e siècle avant J.-C. A cette période et pour la première fois, tout le territoire de l'actuelle ville métropolitaine est occupé (notamment à Valdesi, Partanna, Mondello, Boccadifalco, Baida et sous le Corso Pisani, le long du ruisseau Cannizzaro) par des établissements humains faits de cabanes vraisemblablement couvertes d'argile sur une structure en bois, dans lesquels se pratiquent la pêche et le tissage, le filage et la chasse à l'arc. Des tombes à four ont été repérées près de l'ancien littoral (sous le Palazzo delle Ferrovie dello Stato et le bâtiment Standa dans la Via Roma, et au Mercato Ortofrutticolo de la Piazza Giachery). 
Dans les derniers siècles du IIIe millénaire avant J.-C., la Sicile occidentale connait une influence occidentale avec l'introduction du gobelet campaniforme, des dolmens (Mura Pregne, Sciara) et ldes boutons en os en forme de « V » (nécropole de l'Uditore). Le village de Boccadifalco, où a été découverts des huttes, à plan elliptique ou pseudo-circulaire et à murs en pierres sèches, ainsi que de la poterie grise et lisse, est un rare témoignage de l'âge de bronze qui correspond à une période de dépeuplement de la province de Palerme.
Après les Sicanes, les Sicules et les Élymes s'installent à l'est de la Sicile entre les XVe et Xe siècles av. J.-C..

### Zyz phénicienne et Panormos grecque

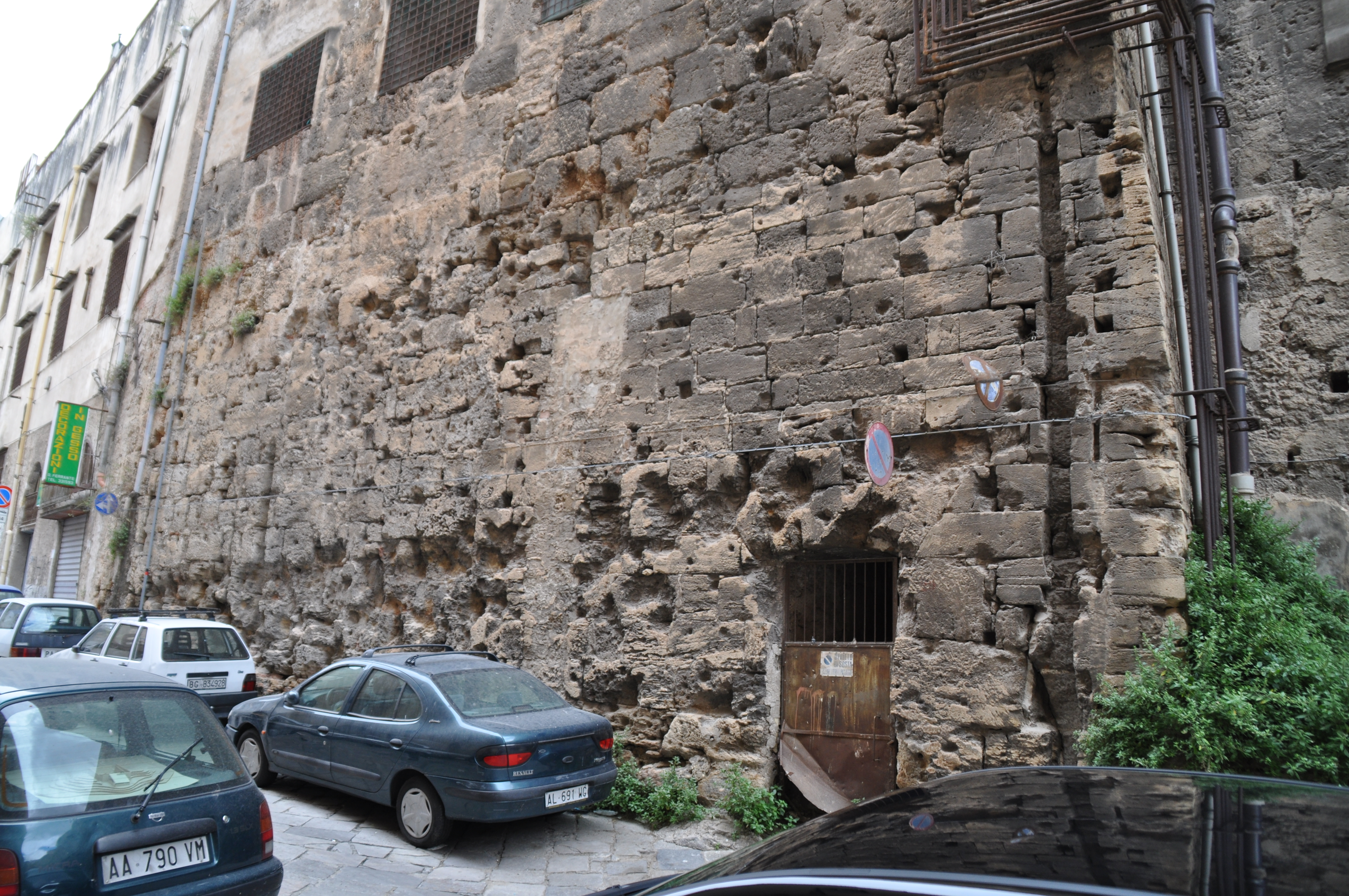
Vestige de la muraille phénicienne de Palerme, via degli Schioppettieri. Partiellement démantelés sous la domination aragonnaise, les remparts puniques sont encore visibles au XV, et étudiés au XVI par Tommaso Fazello.

Toute la région de Palerme est occupée à partir du début de l'âge du fer (Xe-VIIIe siècle) par un réseau d'établissements indigènes, majoritairement dans l'arrière-pays. Les plus gros établissements sont situés sur des positions élevés, naturellement défendables, d'où peuvent être contrôlées les ressources agricoles et minérales et les principales vallées fluviales qui constituent les axes de circulation (Eleuterio, San Leonardo, Torto, l'Imera Settentrionale, l'Iato, le Belice et Alto Sosio). 
Selon la tradition, les Phéniciens ouvrent des comptoirs commerciaux en Sicile au milieu du IXe siècle av. J.-C., et fonde Palerme au VIIe siècle av. J.-C., comme l'un de leurs trois comptoirs fortifiés à l'ouest de la Sicile, avec Motyé et Solonte, en réponse à la colonisation grecque de la côté orientale de l'île. Jusqu'à cette période, la ville est un lieu de commerce et une base pour le nord-ouest de la Sicile, ce qui rend possible selon certains chercheurs contemporains que la fondation ait pu bénéficier d'apports indigènes et surtout helléniques. Ainsi coexistent autour de Palerme différentes populations (Sicanes, Elymes, Phéniciens et Grecs) qui échangent et s'affrontent.  
Les premières attestations d'occupation phéniciennes remontent à la fin du VIIe siècle av. J.-C., et les traces d'occupation sont plus fréquentes à partir du VIe siècle av. J.-C., principalement des tombes des nécropoles à l'ouest de la ville.
Le nom de la ville n'est pas établi avec certitude, mais de nombreuses pièces de Palerme de l'époque phénicienne comportent le mot Zyz,. L'importance de Palerme pour les Phéniciens rend probable qu'elle possédait sa propre monnaie. Le nom pourrait dériver de la conformation de la ville qui, coupée par deux rivières, rappelle la forme d'une fleur.
La cité acquiert une certaine importance commerciale grâce à son établissement sur un plateau calcaire d'origine pléistocène à proximité du bassin fertile de la Conca d'Oro, protégés par les hauts reliefs à l'ouest et la mer à l'est, et par les deux rivières, le Kemonia au sud et le Papireto au nord. Le premier noyau urbain, Paleapolis, se serait élevé sur la partie la plus élevée du plateau, entre ces deux cours d'eau, à l'emplacement de la partie supérieure de l'actuel corso Vittorio-Emanuele, occupée aujourd'hui par le palais des Normands, la place de la Victoire, la caserne Dalla Chiesa-Calatafimi et les bâtiments de l'archevêché.

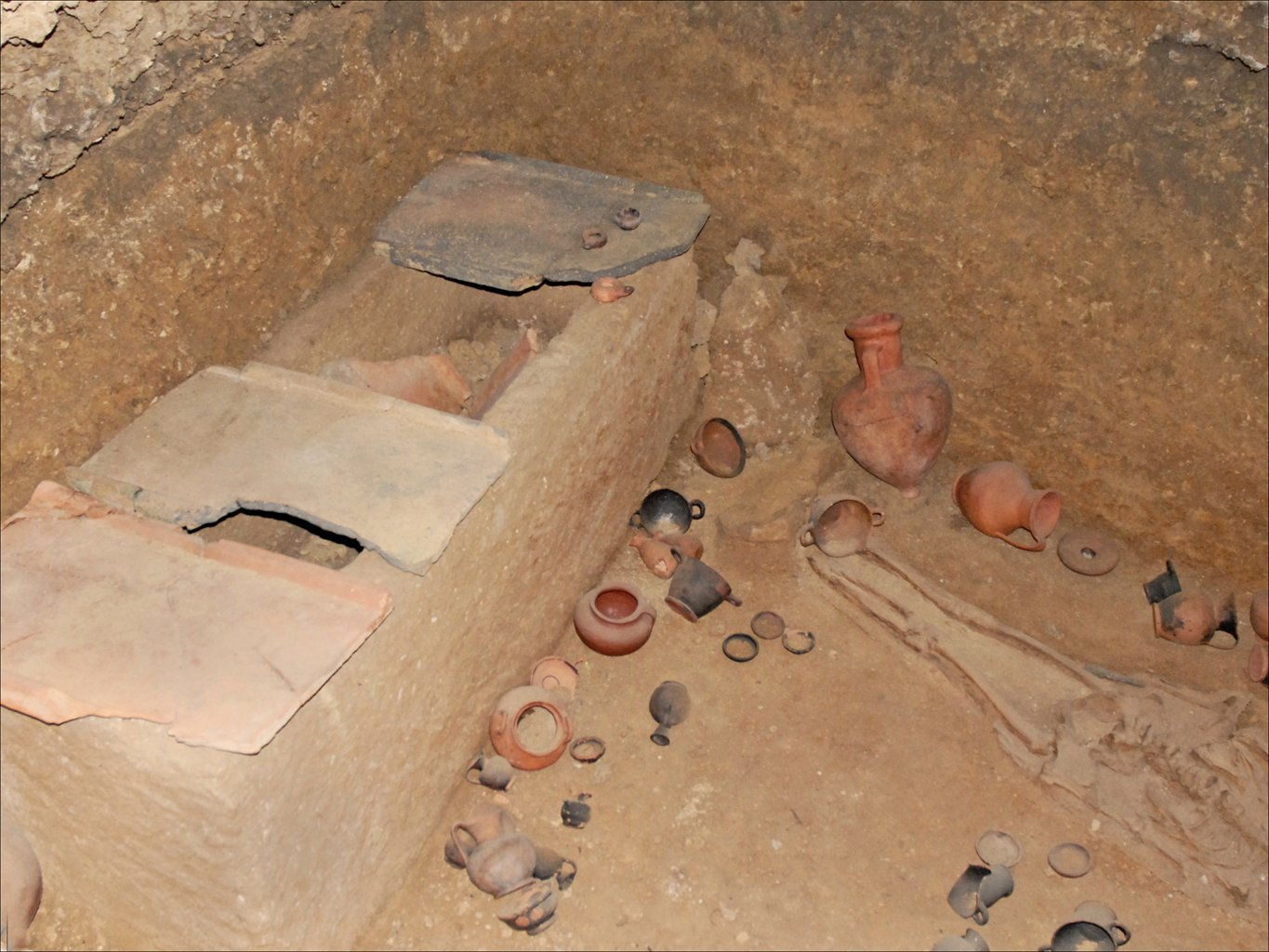
Cimetière punique de Palerme.

La nécropole, régulièrement fouillées depuis 1746, s'étend entre l'actuelle Piazza Indipendenza, le corso Calatafimi, le corso Pisani, et les rues Cuba, Cappuccini et Pindemonte, une zone dans laquelle ont été découvertes plusieurs centaines de tombes, étudiées puis recouvertes détruites pour la plupart, sauf dans le secteur de la Caserne Tuköry sur le corso Calatafimi où les sépultures, datées du VIe siècle av. J.-C. au début du IIIe siècle av. J.-C., présentent plusieurs types de tombes (hypogées, sarcophages en pierre, vases cinéraires, fosses...) et de rites (incinération et inhumation).
Dès la fin du VIe siècle, la ville, ceinturée de remparts, occupe tout le plateau jusqu'à la mer, le trait de côté de la lagune suivant alors la via Roma. Le plus important vestige de la muraille punique a été découvert sous la Sale Duca di Montalto du Palais des Normands. Établissement primitif et nouveaux quartiers auraient été séparés par une enceinte, selon les fouilles d'Antonino Salinas au début du XXe siècle à l'angle nord-est de la Piazza Vittoria, sans confirmation depuis.
Les activités, liées au port, s'implantent peut-être au-delà du Kemonia. Paleapoli et Neapoli semblent s'organiser avant la conquête romaine sur un même axe est-ouest, dont le corso Vittorio-Emanuele hérite son tracé, au croisement duquel naissent plusieurs rues perpendiculaires nord-sud qui persistent également aujourd'hui grossièrement. Si le tracé est typiquement grec, l'unité de mesure utilisée paraît punique.
La cité devient un objectif pour les Grecs qui peuplent la partie orientale de la Sicile sans jamais réussir à conquérir la cité qu'ils appellent Panormos (du grec παν-όρμος, tout port, en raison des deux rivières qui l'entourent et créent un immense port naturel, ou hormos, signifiant collier). Ce nom se répand en raison du renforcement de l'influence grecque dans l'île. 

## Guerres et invasions

### Guerres puniques
Diodore, dans l'évocation connue la plus ancienne de Palerme, évoque le refuge trouvé dans le port par la flotte carthaginois d'Hamilcar en 480 av. J.-C. contre les Grecs. Relativement autonome de Carthage, la ville semble imprenable au point que ses ennemis hésitent à l'attaquer et préfèrent piller les campagnes avoisinantes, comme Hermocrate qui défait les Palermitains devant les murs de la ville en 408-408 av JC et obtient un riche butin, puis Denys l'Ancien en 398-397 av. J.-C. Pyrrhus met fin à la réputation d'inexpugnabilité en 278 et maitrise la cité jusqu'à son départ de Sicile.
La ville reste sous contrôle phénicien jusqu'à la première guerre punique (264-241 av. J.-C.) durant laquelle Palerme est le centre d'importants combats entre les Carthaginois et les Romains. En 258, le général carthaginois Hamilcar résiste à l'attaque du consul romain Aulus Atilius Calatinus. En 254 av. J.-C., l'armée romaine assiège la ville par terre et par mer et s'introduit dans la neapolis par une brèche créée dans le mur par la destruction d'une tour sur le rivage. Réfugiés dans la vieille ville, les habitants négocient la capitulation : 13 000 des 40 à 50 000 habitants sont réduits en esclavage, 14 000 versent un lourd tribut pour retrouver la liberté.
Hasdrubal tente de récupérer la ville désormais romaine en 251, mais il est tenu en échec par le consul romain Lucius Caecilius Metellus (deuxième bataille de Panormus). Une énième tentative pour tenter de récupérer la ville est faite par Hamilcar en 247 av. J.-C.. Son armée s'installe jusqu'en 244 au pied du mont Pellegrino, à l'époque appelé Erecta, pour essayer à plusieurs reprises de reprendre la ville qui reste aux mains des Romains, lesquels lui accordent, pour sa fidélité, une préture, l'aigle d'or et le droit de frapper la monnaie. Quoique moins importante que Syracuse et Lilibeo, Palerme est l'une des cinq villes libres de l'île ce qui oblige les Carthaginois qui restent sur l'île à abandonner définitivement le territoire palermitain.

### Période impériale, invasions barbares et byzantines

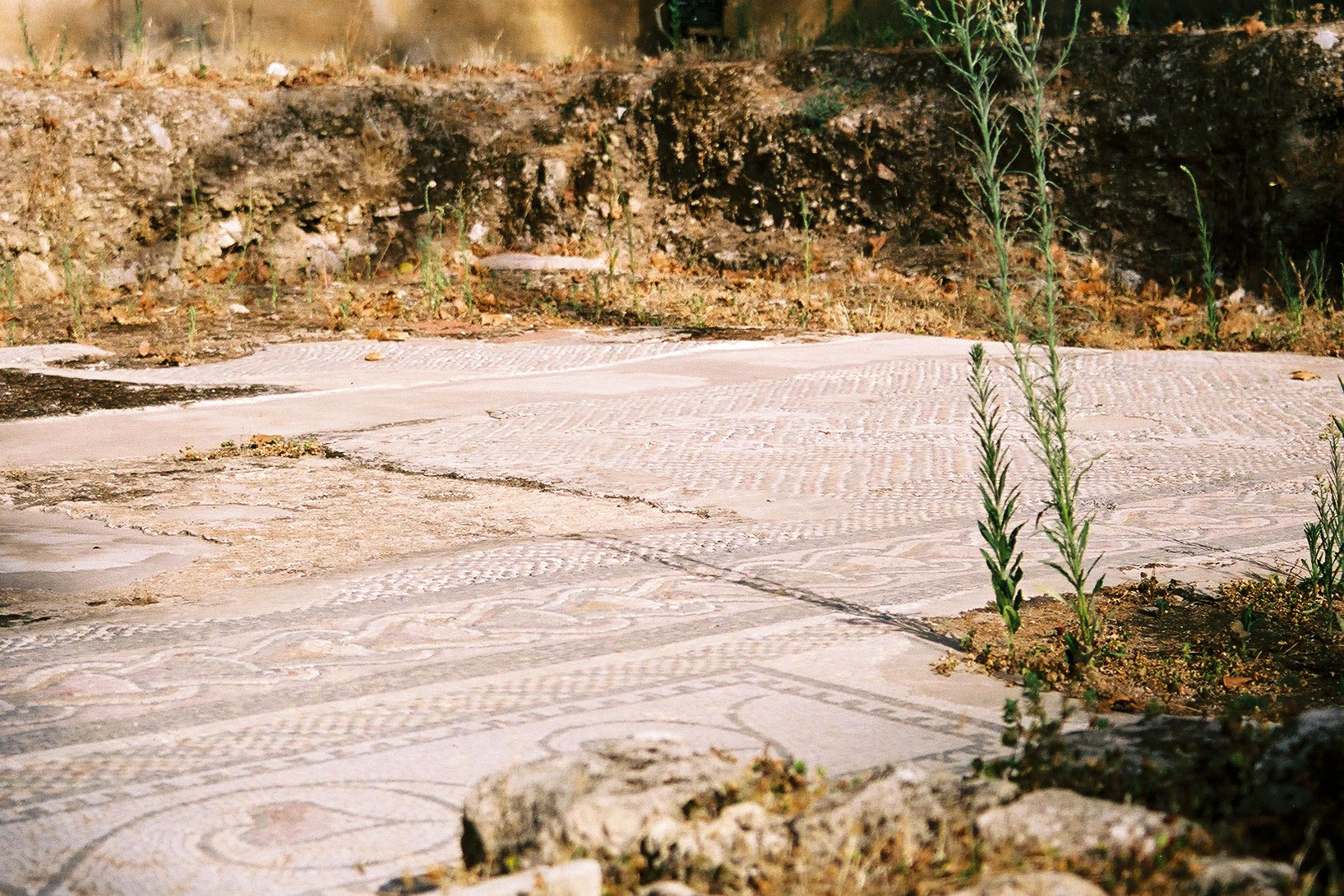
Mosaïques romaines, piazza della Vittoria.

L'activité économique, culturelle et religieuse se maintient sous la République : plusieurs colonies agricoles et villas sont attestés dans la campagne environnante, de riches bâtiments et des termes sont élevés sur l'actuelle Piazza Vittoria, une communauté chrétienne émerge au plus tard au IVe siècle et une communauté juive se forme également. Conservant ses limites fortifiées de l'époque punique, la ville devient le centre principal de la Sicile occidentale et commence à égaler la principale ville de l'île, Syracuse.
À l'époque impériale, Palerme devient une colonie romaine et, comme le raconte Strabon, le grenier à blé de Rome, mais elle subit une décadence après Vespasien, subissant les invasions barbares de 445, avec Genséric, roi des Vandales, et la domination d'Odoacre puis de Théodoric le Grand, chef des Ostrogoths.
En 535, Bélisaire soustrait Palerme aux Ostrogoths en plaçant sa flotte sous les remparts de la ville. La période byzantine débute : « Palerme, derrière ses murs restaurés, avait conservé son extension punico-romaine mais on ignore comment cet espace était habité ». Principale cité byzantine de la Sicile occidentale, elle devient siège épiscopal puis en 592 siège de l'un des deux recteurs gérant en Sicile le patrimoine de la papauté, résidence de riches et puissantes familles, port très sûr protégés par l'une des deux garnisons byzantines de Sicile, lieu d'approvisionnement en céréales pour l'Empire. Au VIIe siècle, les papes Agathon et Serge sont originaires de Palerme.
La domination byzantine dure jusqu'en 831, lorsque les Arabes débarqués à Marsala quatre ans plus tôt, en font la capitale de leur royaume en Sicile.

## Balarm islamique
Au IXe siècle, les musulmans d'Afrique du Nord envahissent la Sicile. Ils débutent la conquête de l'île en 827 et conquièrent Palerme en août-septembre 831, après une année de résistance des Palermitains décimés par la peste. Syracuse, première cité de l'île depuis la période hellénique, tombe près d'un demi-siècle plus tard, perdant ainsi sa prédominance sur une île face à Palerme, qui devient Balarm et perd son élite politique et religieuse byzantine, mais se repeuple de migrants arabes, syriens, irakiens, iraniens et égyptiens et accueille l'administration du puissant émirat des Kalbites.
Les dirigeants musulmans aménagent la vieille Palerme, la madina punique puis byzantine, bâtie sur une élévation elliptique de 900 mètres sur 400 et fortifiée (d'où le nom arabe de Qasr européanisé en Cassaro), et construisent un nouveau quartier, la Khalisa (l'Élue), cité politique, administrative et militaire des gouverneurs fatimides, située en bord de la mer, près des arsenaux, où s'installe l'émir vers 940 après plusieurs révoltes et complots sanglants. Autour de ces deux noyaux principaux, séparés par les deux fleuves et des jardins, divers quartiers s'étendent le long des cours d'eau, animés par les nombreux commerçants et artisans : au nord, au-delà du Papireto, le quartier des Schiavoni (Harat as-Saqaliba), près du port ; au sud le quartier de la mosquée (Harat Masgit), situé entre l'actuel marché Ballaro et la via Lattarini, et le quartier juif (al-Harat al-Giadidah), aujourd'hui quartier de la Magione.
Centre militaire et administratif de la Sicile arabe, capitale de l'Émirat autonome de Sicile sous la dynastie des Kalbides à partir de 948, Palerme devient une ville commercialement prospère et culturellement riche. Elle est dotée de bains publics, marchés, entrepôts, moulins, boucheries, jardins et vergers, le port commerce avec les pays arabes, Amalfi et Pise. Au milieu d'une population désormais majoritairement musulmane, les chrétiens, essentiellement de rite grecs, et les juifs arabophones, cohabitent.
La ville compte alors 300 000 habitants et la plus grande mosquée peut accueillir 7000 fidèles. Selon le géographe et voyageur Ibn Hawqal, la ville est célèbre dans le monde arabe car elle dispose de plus de 300 mosquées. Elle est équipée de toutes les structures bureaucratiques et de services nécessaires à la capitale de la Sicile qu'elle devient officiellement en 965, et qu'elle demeure depuis lors.
Les Pisans entrent dans le port lors de la conquête normande de la Sicile, mais échoue à prendre la ville, qui résiste également aux premières attaques des Hauteville.
Peu de vestiges demeurent de la Palerme arabe, à cause, selon Henri Bresc, de l'utilisation généralisé du pisé (tabiya), alors que la pierre de taille s'impose par la suite.

## Palerme capitale du royaume de Sicile

### Les Normands

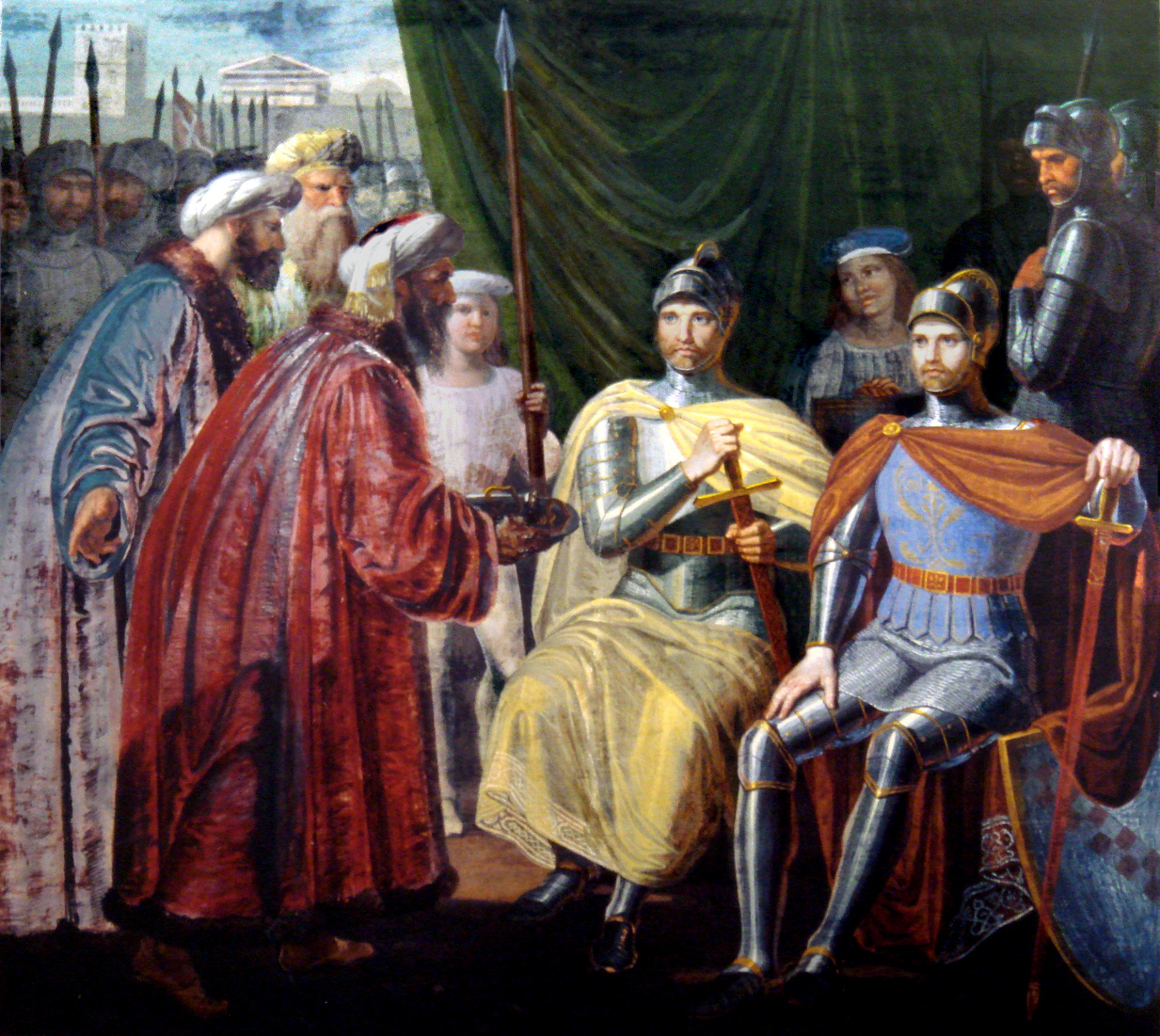
Notables musulmans offrant les clés de Palerme à Robert Guiscard et Roger de Hauteville. Peinture de Giuseppe Patania, plafond de la Salle d'audience du palais des Normands, vers 1835.

Après avoir échoué en 1064, les Normands de Roger de Hauteville, aidés par les navires de son frère Robert Guiscard, parviennent à s'emparer de Palerme en 1072. Ils y maintiennent la liberté religieuse et les tribunaux des musulmans, et rétablissent le culte chrétien dans la ville, sans bouleversement de la population par le faible nombre de migrants latins : les musulmans restent majoritaires dans la ville jusqu'en 1150, essentiellement marchands même si le commerce extérieur est largement contrôlé par les Génois, Pisans, Amalfitains et Vénitiens, privilégiés par les monarques siciliens.
Les Normands ne fixent pas de capitale officielle dans les premières années, mais confirment à Palerme, dont le nom apparaît pour la première fois en 1086, le statut de premier centre sicilien et de siège du qâdi pour tous les musulmans de l'île. Au début du XIIe siècle, la régente Adélaïde fixe sa résidence et celle de la cour à Palerme. Son fils, Roger II, qui y ceint la couronne de roi de Sicile en 1130, officialise le statut de capitale d'un royaume qui comprend le sud de la botte italienne et la côte du Maghreb. Le Palais royal, construit au plus haut de la ville sur les anciennes murailles, comprend, outre la résidence royale, la chapelle palatine, les bureaux de l'administration, le gynécée royal, la Zecca et le tiraz, atelier produisant les luxueux habits princiers.
Roger II comme son petit-fils, l'empereur siculo-normano-germanique Frédéric II de Hohenstaufen, savent recueillir et utiliser l'héritage culturel grec, romain et arabe. Palerme est l'une des plus riches cités d’Occident. Le règne de Roger II de Hauteville est caractérisé par la coexistence de diverses populations et de croyances religieuses, non sans confrontations sanglantes, dans une sorte d'état fédéral avec un premier parlement, créé en 1129, et l'organisation du cadastre selon une conception moderne.
La ville normande s'organise autour des mêmes quartiers : la Galca avec le palais royal, le Cassaro (Qasr) comprenant la cathédrale à l'emplacement de l'ancienne grande mosquée, le quartier de la Khalisa (ou Kalsa), le quartier des Slaves (Seralcadi), le quartier neuf (Hartilgidie, ancien Harat al-Djadida) et le quartier des Juifs (Judayca). De cette période naît l'art arabo-normand qui subsiste par les palais périphériques (sollazzi regi) de la Zisa, le Scibene, la Cuba, la Favara di Maredolce, autrefois entourés de vastes jardins irrigués dans la Conque d'Or, par les cathédrales de Palerme et de Monreale, avec son cloître, et par de nombreuses églises, comme l'église de la Martorana et la chapelle palatine. 100 000 habitants environ vivent dans la ville.
Le géographe arabe Al Idrissi, dans le livre consacré au roi Roger, a laissé le témoignage de cette période de splendeur et de richesse. À son époque, Palerme conserve l'urbanisme de la période arabe, à l'exception de l'emplacement du pouvoir, à l'extrémité orientale du Cassaro, dans le palais des rois normands autour duquel s'est constitué la Galca (de l'ar. halqa, qui signifie « cercle »), quartier privilégié où habitent les serviteurs de la cour. Peu après, en 1184, Ibn Djubayr décrit une Palerme riche, arborée et pluriethnique, où les chrétiens adoptent des pratiques vestimentaires ou culturelles orientales, et où les musulmans se regroupent dans des faubourgs sans chrétiens, travaillent et achètent aux souks, s'arrêtent dans des fondouks, fréquentent à l'appel d'un muezzin les nombreuses mosquées dans lesquelles la khutba semble interdite le vendredi, mais autorisée lors des fêtes, portent leur conflit auprès d'un cadi, nombreuses mosquées où l'on professe le Coran. Pourtant déjà en 1161, l'aristocratie et le clergé massacrent la bourgeoisie administrative et commerciale musulmane qui se replie dans le quartier de Seralcadi (Harat as-Saqaliba) entre le marché Capo et la porte Saint-Georges.
Après le règne de Roger se succèdent Guillaume Ier et Guillaume II, qui tentent de s'opposer aux ambitions de l'empereur Frédéric Barberousse, décidé à détruire le royaume des Normands en Sicile. Après la mort de Guillaume II (1189-1190), de nombreux musulmans quittent la ville vers l'intérieur de l'île pour échapper à la purge organisée par les élites chrétiennes en devenant paysans.
Alors que la langue grecque disparaît à Palerme après la chute de la dynastie normande, la langue arabe perdure jusqu'au XVe siècle, malgré la faiblesse du peuplement arabe grâce à son usage par la population juive locale.

### Les Souabes

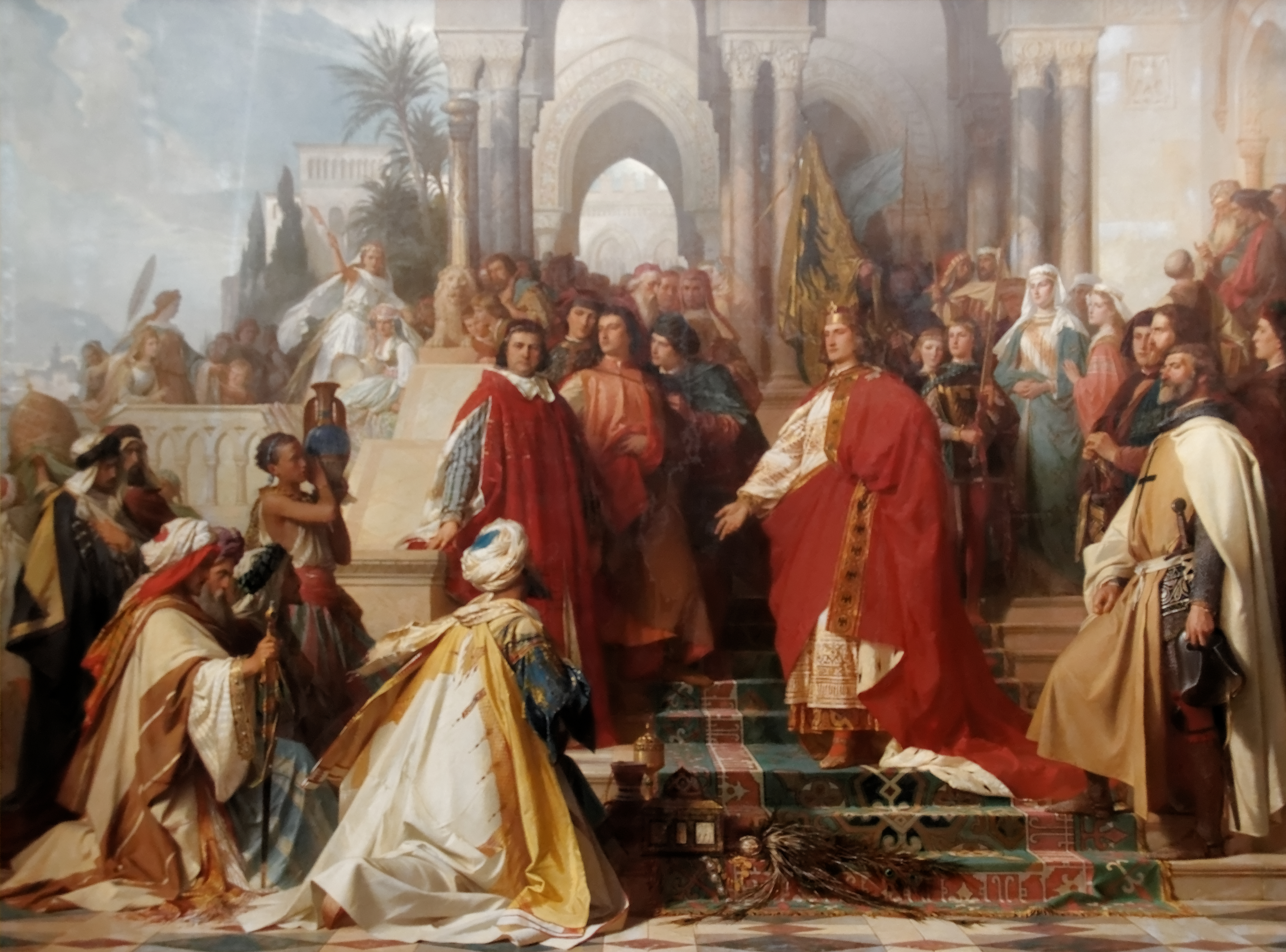
La cour de Frédéric II à Palerme, Arthur von Ramberg, 1865.

En 1185, le mariage entre Henri VI du Saint-Empire et Constance de Hauteville, fille de Roger II de Sicile ouvre la voie à la conquête de la Sicile aux Souabes après la mort de Guillaume II. C'est ainsi que Palerme est conquise par le souverain allemand et que débute la nouvelle dynastie des Souabes de Sicile qui, avec Frédéric II, le fils de Constance atteint son apogée.
Sous Frédéric II de Hohenstaufen, roi de Sicile entre 1198 et 1250, et empereur du Saint-Empire, Palerme perd de son importance. Après avoir vécu à Palerme entre ses trois ans et ses dix-huit ans, le monarque ne revient que très peu par la suite dans cette ville qui passe de capitale du royaume normand à chef-lieu régional, n'accueillant qu'une des vingt-six sessions de la Magna Curia impériale. Économiquement, la ville pâtit du départ des populations musulmanes que ne compense pas l'installation de juifs espagnols et marocains, des luttes pour le pouvoir des XIIe et XIIIe siècles et des absences de la cour souabe. Les marchands italiens (de Pise, Venise et Gênes) obtiennent plus de concessions et de privilèges que les commerçants locaux.
Les Dominicains s'installent en 1221 suivis de peu des Franciscains, alors que les Augustins n'arriveront qu'en 1270.

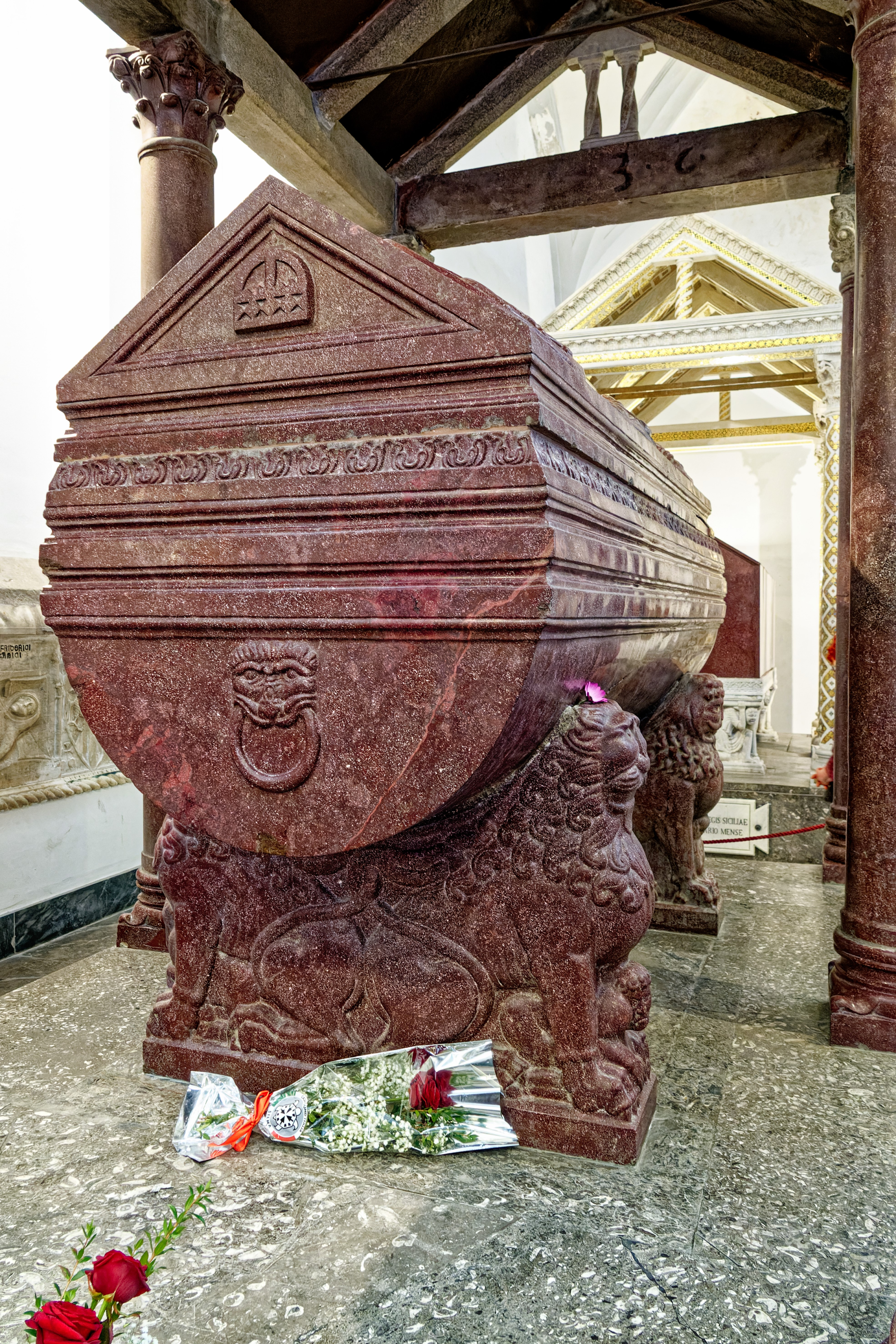
Sarcophage de l'empereur Frédéric II dans la cathédrale de Palerme.

Politiquement, le souverain appelé «Stupor mundi» (« merveille du monde ») anticipe, comme l'écrit Santi Correnti, « l'image du prince de la Renaissance » au travers des Constitutions de Melfi (1231). Son règne, cependant, est caractérisé par la lutte contre la papauté et les communes italiennes, sur lesquelles il remporte des victoires ou obtient des compromis, organisant la sixième croisade et en édifiant, sur l'île et le sud de l'Italie, un réseau de châteaux et des fortifications. Face aux musulmans qui attaquent la ville à plusieurs reprises, Frédéric II écrase les dernières résistances et déportent les survivants. En 1233, il déporte les habitants de Centuripe et Capizzi, qui se sont opposés à son pouvoir, à Palerme, dans le quartier qui prend le nom d'Albergheria Capicii et Centurbii, devenue Albergheria au fil des siècles.
En 1250, année de sa mort, il est enterré dans la cathédrale de Palerme, alors que débute la guerre de succession entre les deux frères, Conrad et Manfred, et contre la papauté. Palerme se livre au légat du pape, Rufin de Plaisance, et signe un traité d'alliance avec Caltagirone. Le pape reconnait la constitution de la Commune de Palerme et confirme les franchises et immunités accordées par les souverains précédents aux Palermitains. En réponse, Conrad IV accorde des faveurs aux massari de Palerme en 1254.
Les Franciscains se réinstallent dans la cité en 1255 vingt ans après leur éloignement causé par les violentes oppositions du clergé local soutenu par la population musulmane, voire le pouvoir politique. Les partisans de Manfred, menés par son oncle Frédéric Lancia, reprennent aux Pontificaux Palerme où le prince est couronné roi le 11 août 1258, octroyant aux Palermitains le privilège d'être jugés dans leur cité.
Manfred est mortellement battu à Bénévent, en 1266, par Charles d'Anjou, frère du roi Louis IX de France. La longue période d'instabilité s'installe.

### Les Angevins

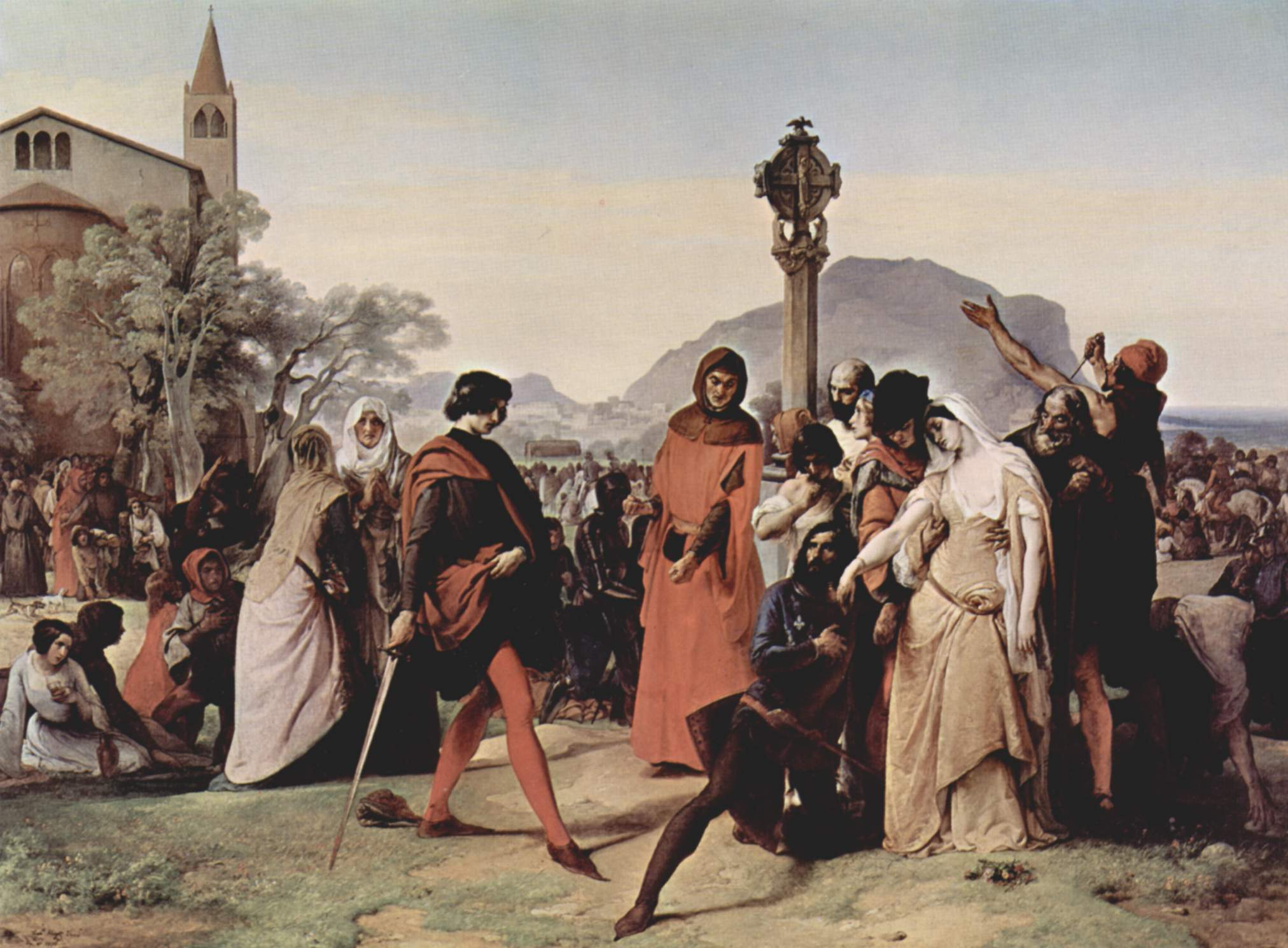
La révolte des Vêpres siciliennes.

Avec Charles d'Anjou commence la domination angevine qui dure jusqu'en 1282. Charles et ses fonctionnaires tentent d'exploiter la Sicile par des taxes tandis que la cour s'installe à Naples et le vicaire de Sicile à Messine, Palerme perdant ses attributs de capitale. De nombreux fiefs sont distribués aux Français. L'élimination et l'exil des grandes familles installées aux époques normande et souabe, non remplacées par les grands nobles français qui préfèrent la nouvelle capitale, laissent la place à la petite noblesse urbaine, aux élites intellectuelles et aux artisans. L'activité se déplace du quartier du Palais royal et du Cassaro vers le port. La classe moyenne administrative, juridique et marchande s’appauvrit.
Le mécontentement culmine avec la révolte des Vêpres siciliennes, le 31 mars 1282, quand éclate, en face de l'église du Saint-Esprit une réaction populaire à la suite de la soi-disant offense d'un certain Drouet à l'encontre d'une dame de Palerme. Cet événement est l'occasion de s'affranchir des Angevins à travers la proclamation d'une éphémère commune libre palermitaine, jusqu'à ce que Pierre III d'Aragon, qui a épousé en 1262 Constance de Sicile, fille de Manfred, s'empare de l'île et devient roi de Sicile (Pierre Ier) de 1282 à 1285. La Sicile se détache de Naples et de la botte italienne. Une guerre s'engage pour 80 ans et se conclut par trois traités : la paix de Caltabellotta en 1302, la paix de Catane en 1347 et le traité d'Avignon en 1372.

### Les Aragonais
La dynastie aragonaise se succède à Palerme : Jacques II, Frédéric III d'Aragon. L'île est déchirée par les rivalités entre les familles nobles telles que les Ventimiglia, les Alagona et les Chiaramonte qui luttent pour le pouvoir sur les terres occidentales de la Sicile. Palerme subit sans tomber deux sièges mais sa campagne environnante est ravagée, puis, sous l'emprise du chef du parti latin, Simone Chiaramonte, ouvre ses portes aux Angevins en 1354. Frédéric IV reprend la ville en 1360,
Le commerce avec Gênes et l'Espagne prospère grâce à l'échange de matières premières et des productions des artisans (orfèvres, armuriers, tisserands), immigrés nombreux après les Vêpres depuis l'Italie du Nord, Barcelone ou Majorque, pour compenser la disparition des maîtres musulmans.

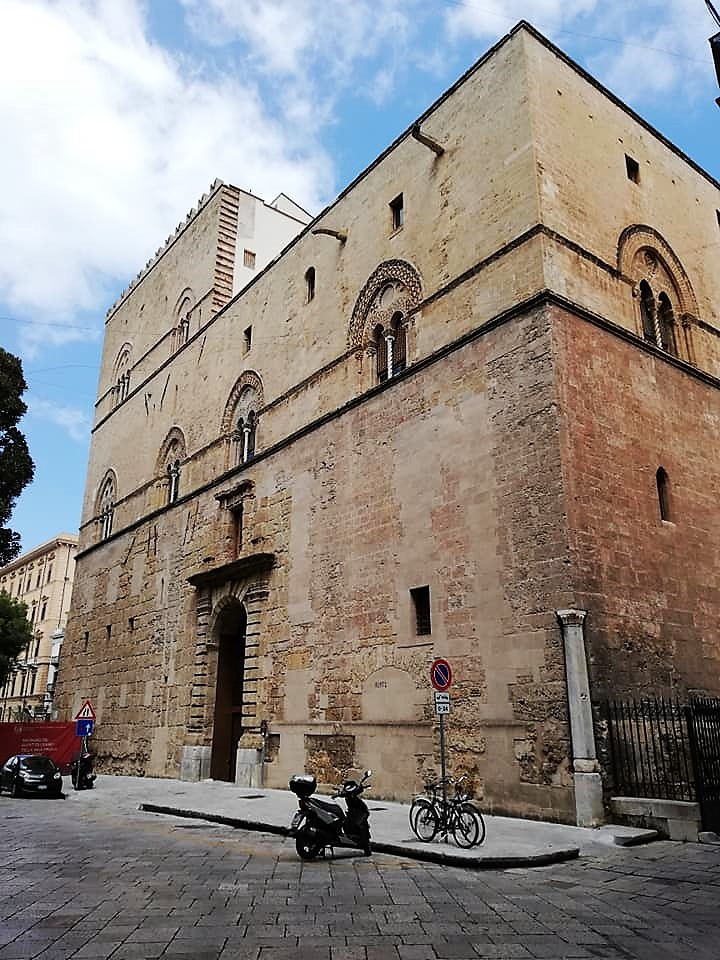
Palais Chiaramonte, construit au début du XIV dans la Kalsa.

La population de la ville tombe à 15 000 habitants sous l'effet conjugué de la crise économique due à l'état de guerre permanent, de l'épidémie de peste de 1348 et de l'absence de la cour aragonaise qui préfère les villes orientales de Catane et Messine, laquelle réclame le statut de capitale à partir d'une fausse charte attribuée à Roger II. Une partie des maisons du quartier noble du Cassaro demeurent abandonnées depuis le départ des musulmans et des juifs. La Kalsa, délaissée sous les Normands, se revitalise, à l'image de Palazzo Chiaramonte qui traduit la nouvelle tendance des aristocrates et des marchands toscans à s'y installer. L'Albergheria, où se dresse le palais Sclafani également de style « Chiaramonte » s'urbanise à l'exception de la partie basse de la rivière Kemonia, Seralcadi est encore largement occupé par des jardins, alors que près de la Porta di Mare, devenue Porta Patitelli à cause des sabotiers installés à proximité, des rues commerçantes et artisanes sont aménagées à la place de la lagune comblée. Les voies (platea, ruga ou darb selon leur importance) prennent le nom du corps de métiers ou de la nation dominante. Le Cassaro, platea marniorea (pavée), reste l'artère principale.
La municipalité est dirigée par un bailli (baiulo) puis préteur, élu chaque année parmi les petits seigneurs et la classe commerçante, et siège dans le Palazzo Pretorio construit à cet effet entre 1326 et 1329 en utilisant les symboles de l'époque romaine : titre de préteur à partir de 1320 et de Urbs pour la municipalité, aigle royal sur la façade évoquant la victoire de Lucius Caecilius Metellus sur Asdrubale…
Sous la domination aragonaise, les exportations de céréales croissent et redonnent à Palerme une place commerciale centrale en Méditerranée tant sur l'axe traditionnel nord-sud que sur celui est-ouest. Le commerce prospère surtout dans le dernier quart du XIVe siècle grâce à la paix signée en 1372 entre Frédéric IV de Sicile et Jeanne Ire de Naples, à l'affaiblissement des barons et à la demande anglo-flamande du sucre de canne, dont la culture s'étend après 1360 et plus encore entre 1400 et 1420. Les vignes s'étendent sur la Conque d'Or, et une main d’œuvre nombreuse et sans qualification arrive de toute la Sicile, mais aussi de Naples et de Calabre.
Martin Ier, dit le jeune épouse à Barcelone, le 29 novembre 1391, Marie, reine de Sicile, fille de Frédéric III le Simple, et de Constance d'Aragon, avec une dispense du pape Clément VII pour cousinage. Il prend aussitôt le titre de roi, et passe en Sicile avec sa femme. Ils débarquent à Trapani le 25 mars 1392. La Sicile, privée de souverains depuis 1379, est alors en proie aux plus grands désordres, déchirée par plusieurs factions, et tyrannisée par les principaux seigneurs. Martin se présente à la tête d'une armée pour reprendre Palerme que le comte Andrea Chiaramonte, tient en son pouvoir. Il résiste un mois, puis est arrêté le 5 avril lors d'une entrevue avec Martin et Cabrera à Monreale. Ses alliés sont libérés, lui est décapité le 1er juin devant son palais. Ses possessions sont données à Cabrera. Martin et la reine Marie sont couronnés en mai 1392 à Palerme.

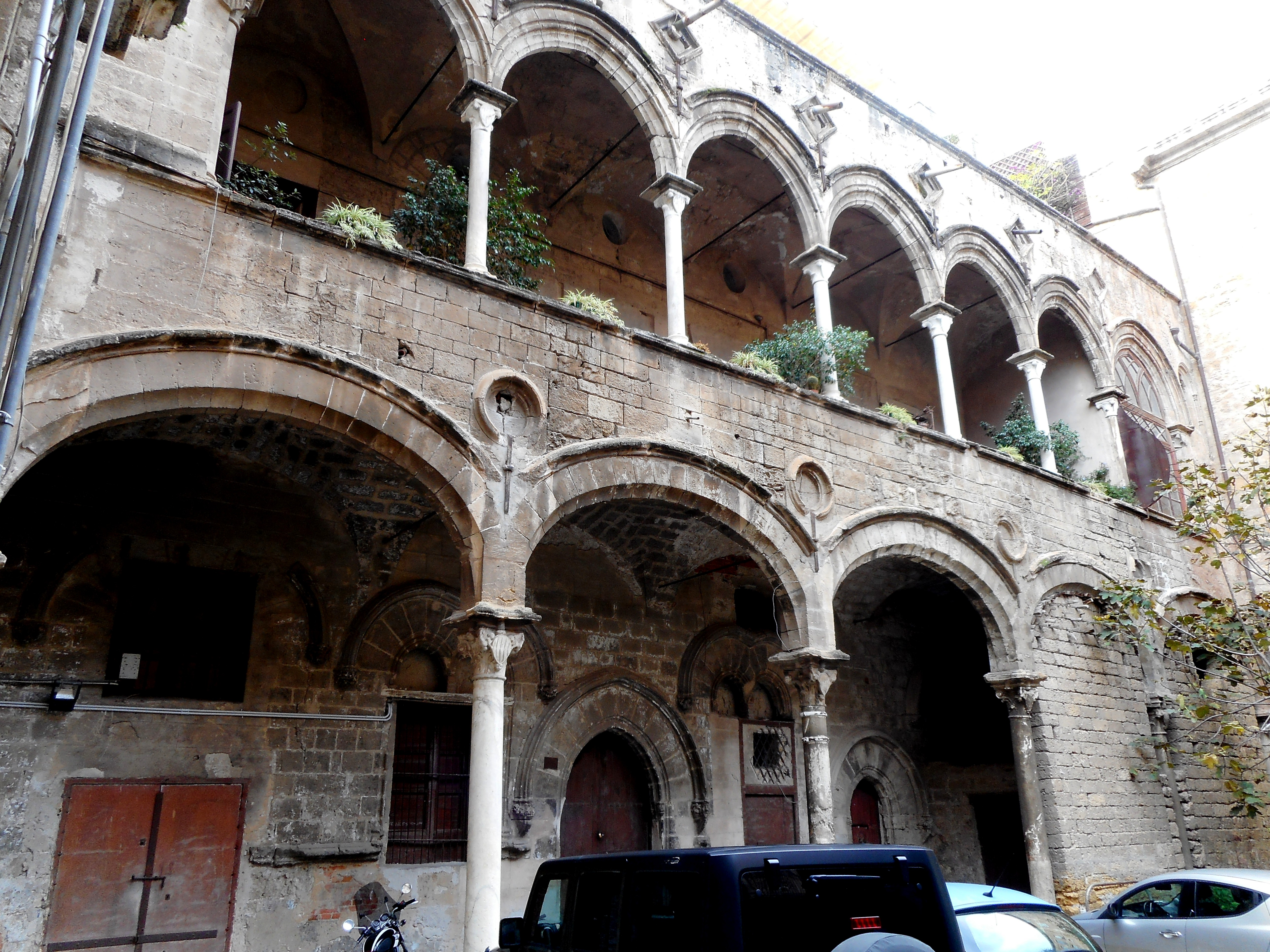
Cour médiévale du palais Aiutamicristo.

Par le compromis de Caspe en 1412, le royaume d'Aragon annexe la Sicile et, en 1442, Alphonse V d’Aragon réunifie les royaumes de Naples et de Sicile. Les vice-rois représentent le pouvoir royal aragonais puis espagnol jusqu'en 1713. Palerme perd sa place de cour royale et voit son rôle de capitale contesté par Messine, mais aussi par Catane, siège de l'unique université à partir de 1444 de la seule université sicilienne et accueillant régulièrement la cour du vice-roi et le Parlement. Elle demeure cependant une ville riche, principal place du commerce internationale sur l'île sous l'égide des Pisans, dont l'un deux, le banquier Guglielmo Aitamicristo, a fait construire à la fin du siècle le palais qui porte son nom, selon les dessins de Matteo Carnilivari. Pourtant, la population affamée se révolte en 1450 contre les fonctionnaires de l'annone et de la noblesse locale, et en 1460, presque toutes les banques privées font faillite vers 1460, et la prostitution se développe.
Aux côtés des palais des riches commerçants et banquiers qui sortent de terre, les maisons du peuple ne possèdent le plus souvent qu'un étage voire une seule pièce avec une mezzanine en bois, donnant sur une cour ou une ruelle étroite (darbi). L'activité agricole (culture du blé, de la canne à sucre et des vignes) occupe l'essentiel de la population et finance le niveau de vie des nobles.
Les rues de Palerme sont élargies et redressées au prix d'expropriations, des nouvelles places sont créées faisant disparaître progressivement l'héritage de la Balarm arabe. Le Palazzo Pretorio est totalement reconstruit en 1463 et un nouveau palais épiscopal s'élève aux côtés de la cathédrale. Les abattoirs sont concentrés, les hôpitaux fusionnés dans le palais Sclafani, plusieurs écoles primaires et secondaires ouvertes par la municipalité et des études supérieures de théologie, philosophie et sciences sont dispensées par les ordres religieux.
Au XVe siècle, la reprise économique accroit lentement la population estimée à 25000 habitants qui se répartissent en 1479 à 24% dans la Kalsa, 23% à l'Albergheria, 14% au Cassaro, et autant à Seralcadi et à Conceria (ancien quartier de Porta Patitelli), et 10% dans le quartier juif, entre Albergheria, Cassaro et Conceria. Malgré des épisodes de violences antisémites, comme en 1474, l'expulsion des Juifs du royaume décidé par Ferdinand II d'Aragon en 1492, est vainement contesté par les édiles de la ville qui perd alors banquiers, commerçants et artisans actifs. La fin du siècle connait alors une récession économique due à ces départs mais surtout à la crise des exportations de sucre et à la concurrence du port de Termini pour l’exportation de produits laitiers. L'inquisition est instaurée, et les privilèges de la noblesse s'accroissent.

### Les Espagnols

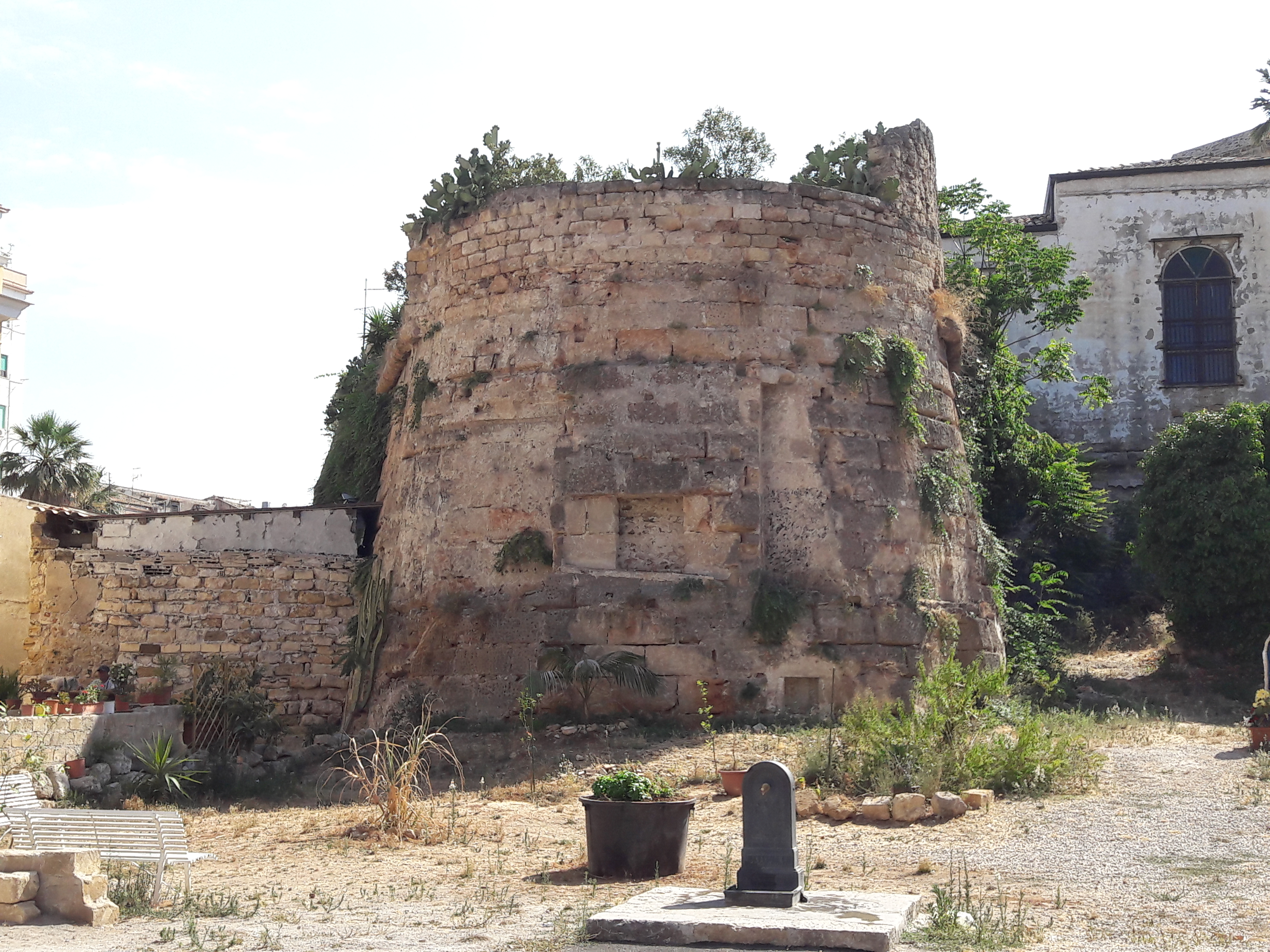
Bastion du Spasimo, construit en 1536.

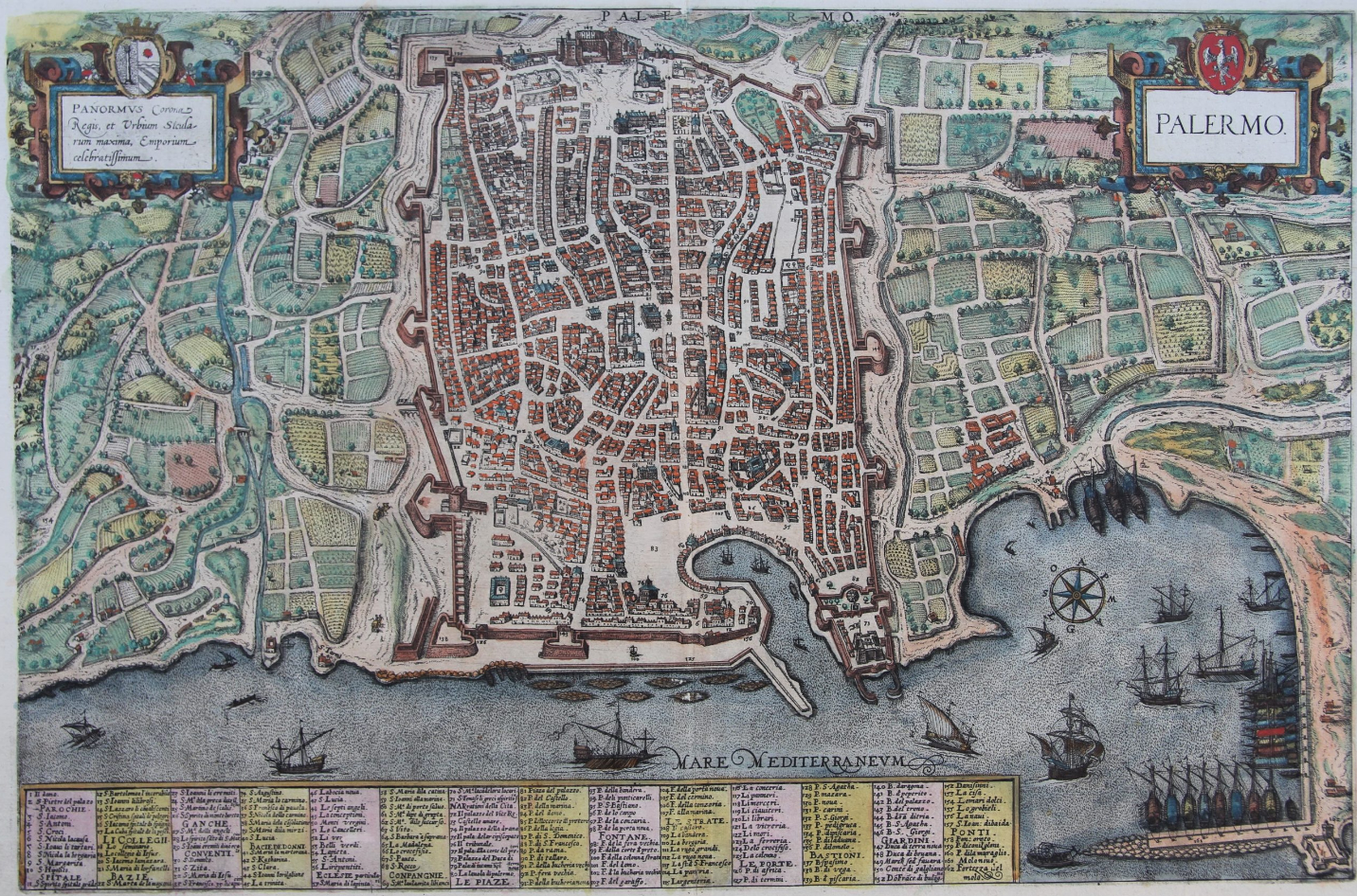
Carte de Palerme dans le Civitates Orbis Terrarum, en 1588.

Après Ferdinand d'Aragon, la couronne de Sicile passe à Charles Quint de la Maison de Habsbourg, et, à sa mort, à la branche principale des Habsbourg, celle d'Espagne, par Philippe II, qui exerce le pouvoir de loin par l'intermédiaire du vice-roi, soutenu par la puissante noblesse locale puissante. Pourtant la ville s'enrichit particulièrement au profit de la noblesse et elle connait une explosion démographique, sa population passant à 114 000 habitants en 1591, le quart résidant à Seralcadi, presque autant à Albergheria, 20 % dans la Kalsa, 18 à Loggia et 13 % à Cassaro. L'urbanisation déborde à l'extérieur des murs, avec la création en 1570 du Borgo di Santa Lucia où logent des pêcheurs, laissant toutefois la Conca d'Oro aux vignes, oliviers et potagers, à l'exception de rares baglios. La richesse des élites attire des prétendants domestiques, artisans et ouvriers, originaires de Sicile mais aussi largement du continent : des Génois, qui accaparent l'exportation de céréales, les Lombards qui maitrisent le commerce du vins et des tissus, des Calabrais, ainsi que des Espagnols. La pauvreté et le vagabondage augmentent également, poussant la fondation du Mont-de-piété (1541) et la création d'une maison pour les mendiants (1605) près du Spasimo.
La ville s'urbanise selon des standards qui s'internationalisent, et connaît une relance de l'activité artistique par la construction de bâtiments publics tels que l'Église Santa Maria dello Spasimo et les portes d'entréede la ville, mais aussi de commandes d'aristocrates et de grands bourgeois récemment anoblis. Alors que l'architecture chiaramontaine a dominé le XVe siècle sicilien, la Renaissance sicilienne s'exprime apparaît à travers la sculpture de Domenico Gagini et Francesco Laurana et le maniérisme de la Porta Nuova, la Porta Felice et la Fontana Pretoria.
Palerme accentue son statut de ville aristocratique face à Messine qui lui dispute le siège de la vice-royauté. De nouvelles constructions voient le jour : le Cassaro est élargi à partir de 1567 et, devenu via Toledo, est prolongé en 1581 par le vice-roi Marcantonio Colonna jusqu'à la Porta Felice, la place Bologna est créée en 1566, la via Maqueda est ouverte en 1600, la place des Quattro Canti avec des statues érigées à l'effigie des rois qui marque le début du baroque à Palerme en 1609 en divisant Palerme en quatre quartiers, baptisés selon les noms des saintes patronnes de la ville : Santa Cristina (Albergheria), Santa Ninfa (Capo), Santa Oliva (Loggia), Sant'Agata (Kalsa). La Strada Colonna (aujourd'hui Foro Italico) est créé par le vice-roi et ornée de statues et de fontaines, devenant le lieu des promenades de la noblesse. De nouveaux remparts renforcent la défense de la ville face à la généralisation de l'artillerie. On détourne la Kemonia hors de la ville et assèche le marais du Papireto. Le port de la Cala, devenu trop petit face à l'expansion du trafic, est délaissé pour un nouveau port plus grand doté d'une grande jetée (1567-1590) au pied du Monte Pellegrino.

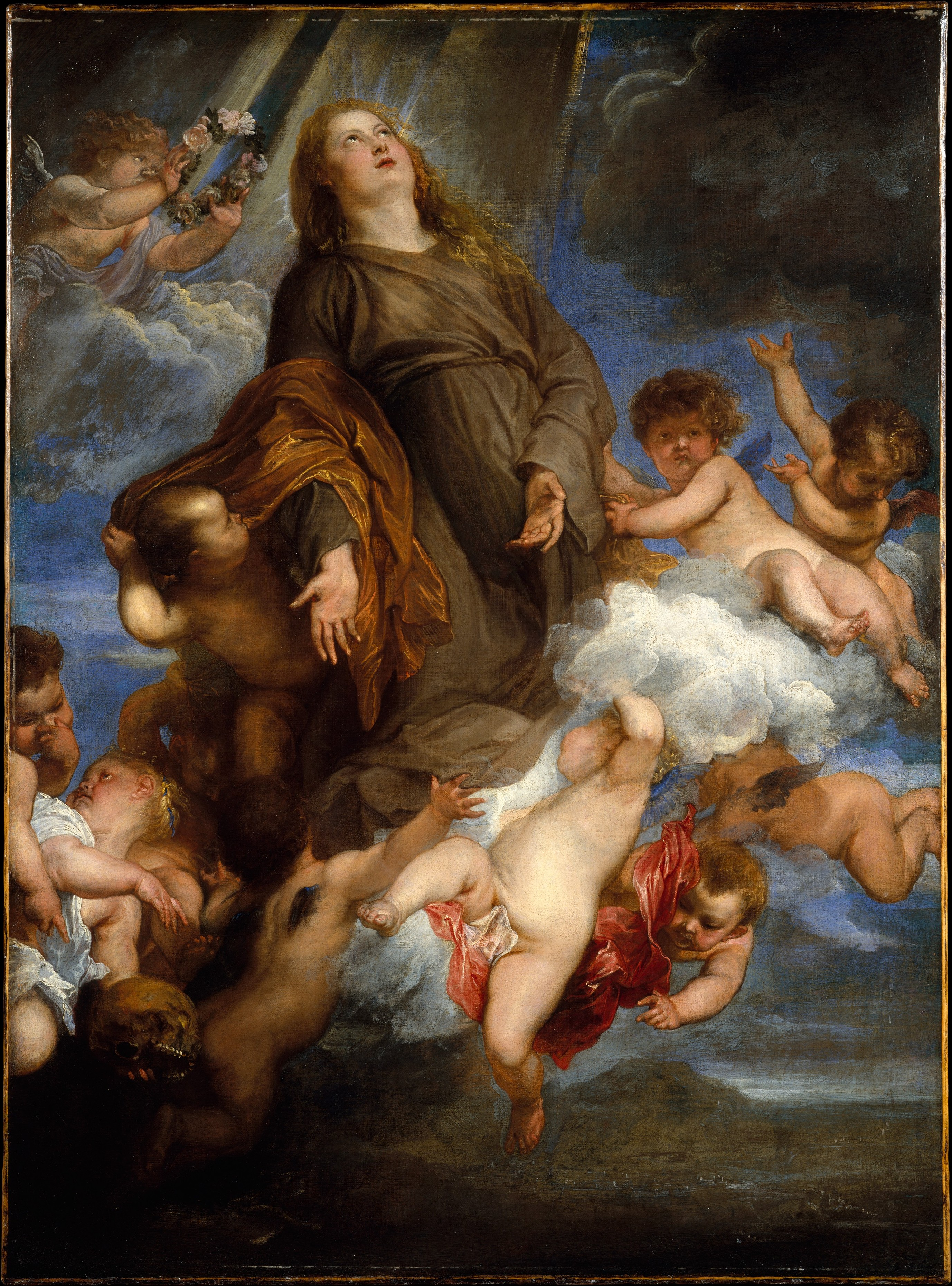
Sainte Rosalie intercédant pour la fin de l'épidémie à Palerme, Antoine van Dyck (1624). Venu réaliser le portrait du vice-roi, l'artiste flamand peint à Palerme une série de tableaux représentant sainte Rosalie, dont la procession avec ses reliques coïncide avec le recul de l'épidémie de peste.

Fêtes, spectacles et célébrations rythment la vie de Palerme dont la situation sanitaire se dégrade, rendant possible de régulières épidémies : variole en 1544, grippe en 1557 et peste en 1575 et 1592. En 1624, un bateau transportant des esclaves chrétiens de Tunis est arraisonné au large du port de Palerme pour suspicion de peste, mais le vice-roi Emmanuel-Philibert de Savoie, attendant des présents de la part du roi de Tunis, contraint les autorités de la ville à laisser entrer le navire. La peste se déclare et se diffuse dans toute la ville, et tue des milliers de Palermitains, dont le vice-roi. Antoine van Dyck, venu pour faire son portrait fuit à temps. Les invocations des saints ne freinent pas l'épidémie jusqu'à l’apparition de sainte Rosalie.
Aux XVIe et XVIIe siècles, la criminalité augmente : meurtres, extorsions, intimidations, expéditions punitives et collusions politico-criminelles sont couverts et utilisés par les seigneurs et le Saint-Office, préfigurant la mafia. Régulièrement le peuple, appuyé parfois par des membres de la noblesse et de la bourgeoisie, se révolte contre le pouvoir en place, notamment en 1516-1517, 1522-1523 et 1560. Après plusieurs aléas climatiques mettant à mal les récoltes, les Palermitains se soulèvent en mai 1647 contre le vice-roi de los Vélez, à l'initiative d'un criminel, Nino La Pilosa, et incendient l'hôtel de ville. L'agitateur est torturé puis publiquement démembré. Le vice-roi, ayant perdu l'appui des nobles, réfugiés dans leurs domaines hors de la ville, quitte Palerme pour Messine, laissant la capitale sans gouvernement. Le 12 août, contre le risque d'anarchie et de famine, les maestranze, notamment les guildes des pêcheurs et des tanneurs, prennent en charge l'administration municipale, taxent les fenêtres et balcons, le vin, le bœuf et le tabac à priser pour renflouer les caisses en urgence. Sous la direction de Giuseppe D'Alesi, orfèvre anciennement associé à La Pilosa, et témoin de la révolte de Masaniello à Naples, le palais royal est attaqué. À peine revenu, Los Vélez doit à nouveau fuir. D'Alesi, fidèle à la couronne espagnole, interdit les pillages et les destructions. Il rouvre la banque municipale et propose des réformes au vice-roi. La révolte prend fin peu après l'assassinat de D'Alesi par des émeutiers, sa tête exposée sur une grille de la ville, et sa maison détruite. L'archevêque de Monreale absout le peuple, les gens sans travail ou habitant Palerme depuis moins de dix ans sont expulsés de la ville afin de réduire la pénurie de blé dont les stocks sont réquisitionnés. Le jeu et le port de masque sont interdits, les travailleurs agricoles autorisés à travailler le dimanche et lors des fêtes religieuses. Le cardinal Giangiacomo Teodoro Trivulzio, nommé président et capitaine général de Sicile, ordonne le couvre-feu, fait saisir tous les poignards, impose le retour des nobles en ville et fait défendre la ville par de nouveaux bastions.

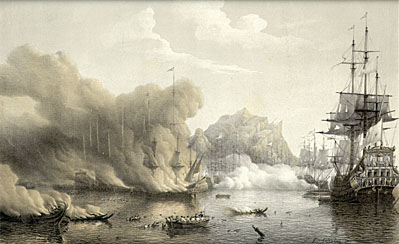
La bataille de Palerme le 2 juin 1676.

Secourant les Messinois rebellés contre les Espagnols, la flotte française du duc de Vivonne détruit les navires hispano-hollandais en 1676 devant le port de Palerme. Messine est sévèrement punie par les Espagnols et ne peut plus contester à Palerme la place de première ville de l'île. La fin du partage de l'accueil de la cour vice-royale sicilienne entre les deux villes permet aux barons siciliens de stabiliser leur résidence à Palerme, où ils construisent de somptueux palais urbains et des luxueuses villas dans les campagnes environantes : les palais Filangeri di Mirto, Branciforte di Butera, Valguarnera di Gangi, Alliata di Villafranca, Gravina di Comitini, Celestri di Santa Croce et les villas Filangeri di San Marco, Bonanno di Cattolica, Gravina di Palagonia, Boscogrande...
Sous l'effet de la crise économique du XVIIe siècle, la population passe de 130 000 habitants en 1625 à 94 000 à la fin de la période espagnole. Mais, outre des grands palais aristocratiques, en particulier dans les rues Toledo et Maqueda, les rues de Palerme se parent aussi d'églises, monastères et collèges s'inscrivant dans la Contre-Réforme. La contraction des finances de la municipalité et de la couronne suspend les travaux publics au milieu du siècle. L'exportation de blé baisse fortement, le commerce de la soie est concentré à Messine et l'exportation de sucre est concurrencée par la production antillaise à partir des années 1680. L'agriculture sicilienne nourrit les besoins alimentaires de la ville et l'aristocratie locale importent tissus et produits de luxe.
Une nouvelle insurrection éclate en mai 1708 lorsque, face aux Autrichiens qui ont envahi la Calabre, le nouveau roi Philippe V d'Espagne confie la défense de la ville à des soldats irlandais à la place des maestranze. Elle est réprimée le mois suivant.

### Les Bourbons

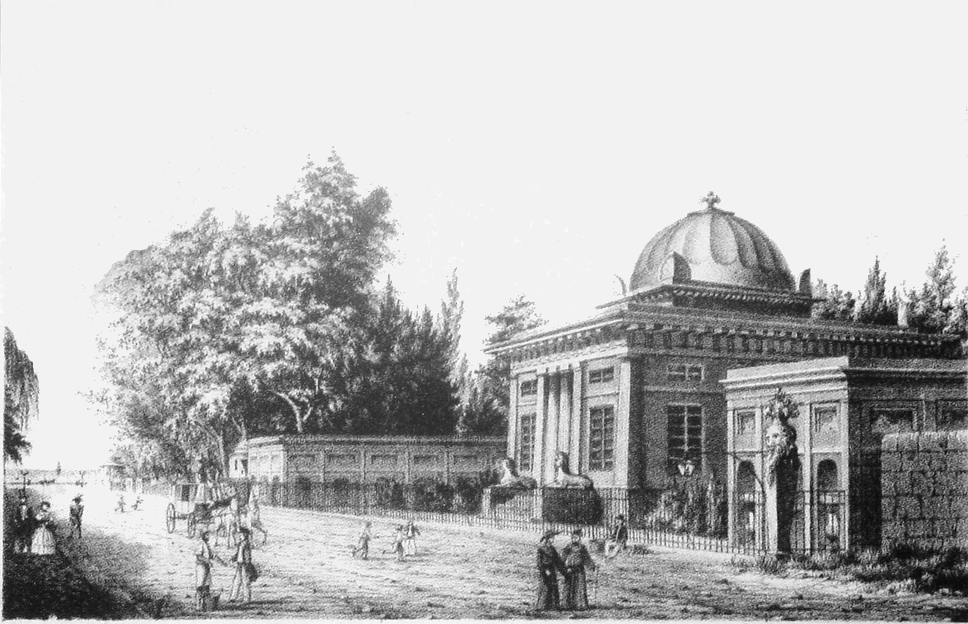
Le jardin botanique de Palerme (XVIII).

En 1713, le traité d'Utrecht donne la Sicile à Victor-Amédée II de Savoie pour une courte période avant qu'il la cède à l'Autriche contre la Sardaigne. En 1734, Charles III de Bourbon préfère Palerme à Naples pour son couronnement comme roi de roi de Naples et de Sicile, mais n'y réside pas. Tirant profit de l'affaiblissement de sa rivale Messine, la ville s’agrandit et voit se développer la construction de bâtiments, l'industrie et le commerce qui devient florissant. Elle devient la deuxième plus grande ville d'Italie après Naples,, sa population passant d'un peu plus de 100 000 habitants, dont 10 % sont ecclésiastiques en 1737, à 140 000 à la fin du XVIIIe siècle. La ville connait la prospérité jusqu'au début du XIXe siècle grâce à la reprise de l'exportation des céréales. Les propriétaires terriens lesquels dépensent leur nouvelle richesse dans des produits de luxe dont le commerce profite à l'économie locale.

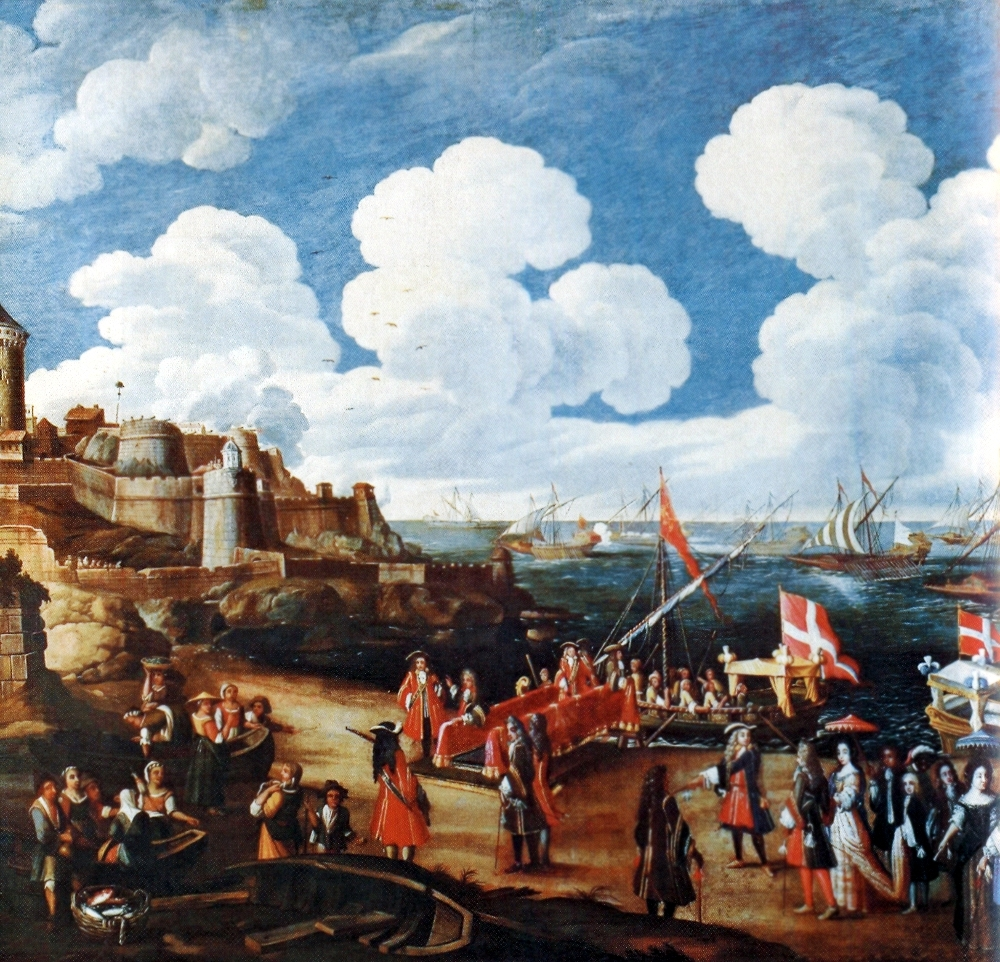
Le duc et la duchesse de Savoie couronnés roi et reine de Sicile.

Le fils de Charles III, Ferdinand, lui succède. Il est peu apprécié par les Palermitains. Le vice-roi Giovanni Fogliani de Pellegrino, jouit d'une longévité inédite de vingt ans, jusqu'à ce qu'il s'attire l'hostilité de l'aristocratie en supprimant certains avantages fiscaux et en taxant les signes de richesses (fenêtres, balcons). Face à la pénurie de blé, le peuple prend le palais du vice-roi qui fuit à Messine, et les maestranze reprennent les commandes de la cité en nommant l'archevêque Serafino Filangeri à la tête d'un gouvernement provisoire qui rétablit l'approvisionnement en blé et l'ordre.
Un éclairage public de 250 lanternes à huile est installé en 1746. Sont ouverts une bibliothèque municipale en 1759, le Grand Albergo dei Poveri en 1772, le parc public de la Villa Giulia en 1777, de l'Accademia degli Studi en 1779, devenue université en 1805, le cimetière de Sant'Orsola en 1780, le jardin botanique entre 1785 et 1795, l'Observatoire astronomique en 1791. Palerme attire de nouvelles populations siciliennes, italiennes et même européennes, comme des Français.
De plus en plus de Palermitains résident hors au delà des murailles. La municipalité aménage en 1778 le Quattro Canti di Paese où se croisent la via Maqueda et la route de la plaine de San Francesco vers la mer (aujourd'hui Piazza Regalmici, carrefour des rues Ruggero Settimo et Mariano Stabile). L'année suivante, l'actuel corso Scinà relie la plaine de Sant'Oliva et le Borgo di Santa Lucia. Dans ce nouveau quartier urbanisé, la nouvelle aristocratie puis la bourgeoisie professionnelle et commerciale font élever de nouveaux immeubles, dont le palais d'Orléans. La vieille noblesse demeure dans la ville ancienne et construit jusqu'aux premières années du royaume des Deux-Siciles de couteuses maisons de vacances avec de vastes jardins dans la campagne de Bagheria, à Mezzomonreale, aux Colli, à l'Olivuzza, s'inspirant de la mode française, puis anglaise. Depuis 1769, l'aristocratie se retrouve dans l'un des clubs les plus anciens d'Europe, la grande conversation de la noblesse de Palerme, devenu Casino des dames et des chevaliers, et situé à partir de 1809 dans le palais des marquis de Santa Lucia, à côté de le théâtre royal Carolino.
Devant l'avancée des Français, le roi Ferdinand III de Sicile quitte Naples le 23 décembre 1798 et se réfugie à Palerme, dans le Palazzo Colli. En février 1800, la ville connait quelques troubles contre le coût de la nourriture après l'un des hivers les plus froids qu'a connu la Sicile. Début juillet, Ferdinand retourne à Naples, libéré par Fabrizio Dionigi Ruffo, laissant sa famille à Palerme. Il revient le 8 août, accueilli par 21 coups de canon et un Te Deum dans la cathédrale, suivi des trois jours de fête en l'honneur de sainte Rosalie qui avaient été retardés pour attendre la présence royale. Les Siciliens sont satisfaits des assurances données par Ferdinand dans son discours d'ouverture de la session parlementaire de 1802 et de son intention de maintenir la cour à Palerme.
Ferdinand et sa cour retarde au maximum leur retour à Naples, et en juin 1802, à la suite des accords avec Napoléon, ils rejoignent le continent. En 1806, après l'invasion française, Ferdinand est de retour à Palerme. En 1810, Ferdinand réunit le parlement sicilien afin d'obtenir l'aide nécessaire afin de conserver son royaume menacé par les Français.
Lord William Bentinck, le commandant des troupes britanniques en Sicile, impose à Ferdinand de promulguer la Constitution, tandis que son fils François est nommé régent le 16 janvier 1812, et un nouveau gouvernement est instauré auquel prennent part les notables siciliens. À la demande de lord Bentinck, Settimo devient ministre de la Marine (1812-13) puis de la guerre (1813) du royaume de Sicile.
Par le traité de Casalanza et le congrès de Vienne en 1815 qui scelle la restauration de monarques européens sur les trônes qu'ils ont perdus durant les guerres napoléoniennes, Ferdinand obtient la restitution du royaume de Naples, qu'il avait perdu en 1806. La loi fondamentale du royaume des Deux-Siciles du 8 décembre 1816 réunit les territoires.

#### Révolte de 1820

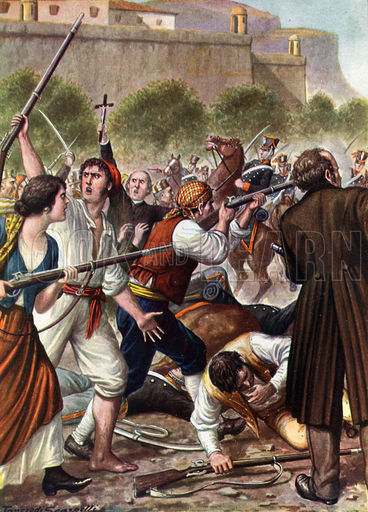
Représentation de la révolte de 1820 par Tancredi Scarpelli dans Storia d'Italia de Paolo Giudici (1929-1932).

Dans la mouvance du coup d'état à Naples, l'île connaît un sentiment de protestation lié à la disparition de royaume de Sicile au profit du nouveau royaume, la perte pour Palerme du statut de capitale (et donc d'emplois administratifs) et de port franc, devenu chef-lieu de province comme six autres cités siciliennes, la suppression de la constitution de 1812 et l'instauration de la conscription en mars 1818,. Aussi, le 15 juin 1820, les indépendantistes s'insurgent. Un gouvernement est formé à Palerme par le prince Paternò Castello et Giuseppe Alliata di Villafranca qui déclare l'indépendance envers Naples. Le gouvernement qui comprend aussi, Ruggero Settimo, le père Palermo de l'ordre des Théatins, le colonel Resquens, le marquis Raddusa et Giuseppe Tortorici, ré-instaure la Constitution de 1812, soutenu en cela par les Britanniques. Le 7 novembre 1820, Ferdinand envoie une armée de 6 500 soldats auxquels s'ajoutent les garnisons de la partie orientale de la Sicile qui n'adhèrent pas à la révolte.
L'armée assaillante aux ordres du général Florestano Pepe, puis du général Pietro Colletta, reconquiert la Sicile à l'issue de combats sanglants. Palerme se rend le 5 octobre 1820. La monarchie et l'autorité du gouvernement de Naples sont rétablis.
L'Autriche suit les événements et s'oppose à tout régime constitutionnel, elle organise une expédition commandée par le général Frimont. Le 26 février 1821, Settimo préside la commission composée de sept membres (un par province) qui doit proposer une constitution aux Napolitains et aux Siciliens. Le projet de constitution reconnaît que l'unité politique ne nécessite pas une uniformité des systèmes et des méthodes d'administration. Le document est signé le 14 avril sous le nom de atto di soggezione. Cependant il est trop tard, les Autrichiens entrent dans Naples le 23 mars et dans Palerme le 31 mai réprimant les libéraux. Une nouvelle tentative de soulèvement avorte en 1830.
On compte 173 000 Palermitains en 1831. Sous le royaume des Deux-Siciles, le développement extramuros stagne. La zone située entre Porta Maqueda, le couvent de San Francesco di Paola et la via di La Grua (actuelle via Villaermosa et Wagner) est déjà pleinement lotie en 1818, et des nouveaux immeubles longent au sud la route de Sant'Antonino (actuelle via Lincoln), le début de la via della Guadagna (actuelle via Oreto) et la via delle Mura (actuelle Corso Tuköry). Jusqu'à l'annexion par le royaume de Sardaigne, la municipalité, lourdement endettée, n'engage pas de travaux importants, et seul le quartier à l'extérieur de Porta Maqueda (aujourd'hui Via Ruggero Settimo) et le long du Stradone dei Capacioti (actuel via Mariano Stabile) s'urbanise.
En 1837, le gouvernement réforme la règle réservant les emplois dans l'administration publique aux seuls Siciliens et confie les postes les plus prestigieux à des Napolitains, ce qui alimente le rejet du gouvernement qui reviendra à cette règle après la révolte de 1849.

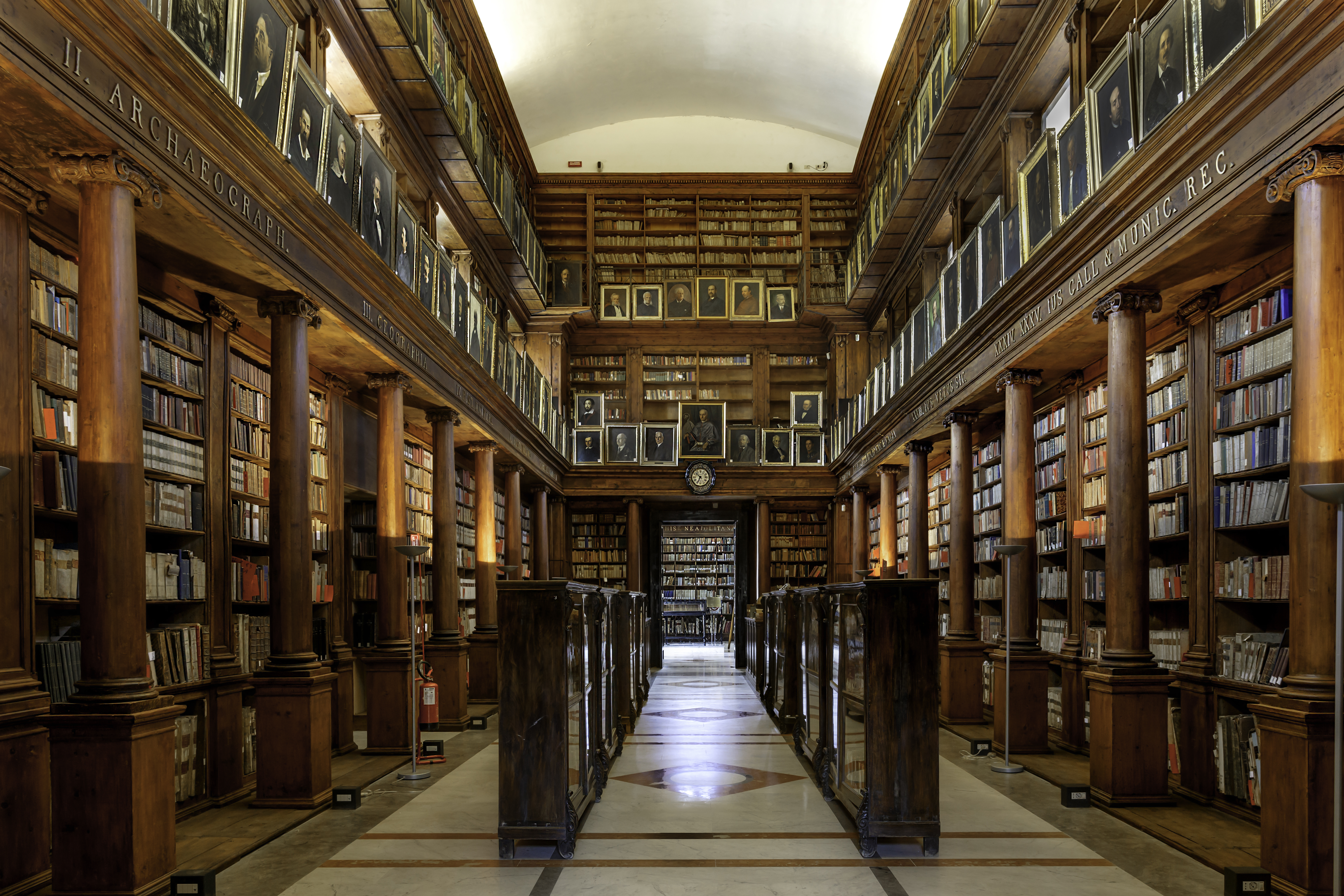
La Bibliothèque communale, fondée en 1760 et installée, après l'expulsion des Jésuites en 1767, dans l'ancienne maison professe de l'Église du Gesù.

Au milieu du XIXe siècle, les correspondances assidues avec le reste de l'Italie et l'Europe et de nombreuses revues alimentent la riche vie littéraire palermitaine. Les principaux auteurs italiens (Parini, Alfieri, Foscolo, Leopardi, Manzoni, Pellico, Berchet, Botta, Cantù, Prati, D'Azeglio, Niccolini, Romagnosi, etc.) et des auteurs étrangers (Thiers, Byron, Shakespeare, Scott, Pope, Sue, Dumas, Musset, etc.) sont édités localement. Les principales bibliothèques sont celles de la ville, fondée en 1760 (100 000 volumes), et celle de l'ancien Collège des Jésuites (42 000 volumes), qui acquit après 1860 une bonne partie des volumes du monastère de San Martino delle Scale et devient plus tard Bibliothèque nationale. En 1859, aux 215800 livres des bibliothèques publiques s'ajoutent 100000 volumes conservées dans des bibliothèques privées, dont celles du duc de Terranova et du chanoine Rossi.
Fidèle au classicisme défendu localement par Francesco Paolo Perez, Giuseppe De Spuches et Paolo Emiliani Giudici, Palerme est peu réceptive au mouvement romantique et à l'idéalisme italien, mais davantage à l'éclectisme de Victor Cousin, à la pensée politique de Jean-Baptiste Niccolini et à l'ontologisme de Vincenzo Gioberti. Benoît Jules Mure, venu se soigner à Palerme dans les années 1830, y implante le mouvement fouriériste doté d'un journal, L'Attrazione, auquel contribuent l'astronome Niccolò Cacciatore, le docteur Paolo Morello et l'étudiant en médecine Saverio Friscia.
L'historicisme se diffuse sous l'influence du Napolitain Giambattista Vico, à travers Emerico Amari, Benedetto Castiglia et Perez. Les études de Michele Amari marquent durablement l'historiographie. Les hommes d'église, malgré les écrits du philosophe Benedetto d'Acquisto, du philologue Giuseppe Crispi, de l'historien Alessio Narbone et du chanoine Pietro Sanfilippo, perdent leur influence face à la bourgeoisie qui prend la tête des institutions scientifiques et des sociétés savantes. Les nombreuses loges maçonniques permettent également les rencontres entre aristocratie et bourgeoisie et la diffusion des idées libérales.
L'école économique sicilienne est libérale, influencée notamment par Romagnosi et dominée par Francesco Ferrara, qui avec Vito D'Ondes Reggio, Nicolò Palmeri, Raffaele Busacca, Emerico Amari, Ferdinando Malvica, Ignazio Sanfilippo, Vincenzo Mortillaro, Giovanni Bruno et Pietro Lanza débattent de la liberté du commerce, la modernisation de l'agriculture, et l'industrialisation de l'île.
La Real Casa dei Matti de Palerme devient l'un des hôpitaux psychiatriques européens les plus reconnus sous l’impulsion du baron Pietro Pisani qui meurt du choléra en 1837 comme plusieurs érudits : l'historien et naturaliste Domenico Scinà, l'historien et économiste Nicolò Palmeri, l'économiste Antonino Della Rovere, le naturaliste Antonino Bivona Bernardi, Pisani, le peintre Vincenzo Riolo, l'érudit Luigi Garofalo, le médecin Giuseppe Tranchina. Après 1848, c'est l'exil des révolutionnaires prive la Sicile de nombreux intellectuels.

#### Révolte de 1848
Après des manifestations estudiantines provoquant la fermeture administrative de l'université de Palerme, Une nouvelle révolution populaire éclate à Palerme le 12 janvier 1848 emmenée par Rosolino Pilo et Giuseppe La Masa, et rejointe par la franc-maçonnerie libérale qui combat l'absolutisme monarchique. L'armée bombarde la ville et détruit le mont-de-piété municipal, intensifiant la colère des citadins qui envahissent le palais royal, incendient les archives d’État, libèrent des prisonniers. La révolte reçoit l'appui des Britanniques qui souhaitent étendre son influence sur le bassin méditerranéen.[réf. nécessaire]

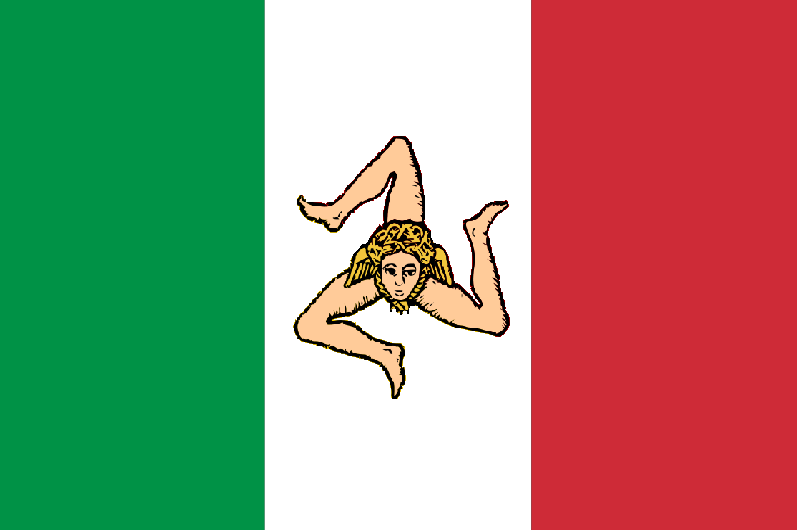
Le drapeau adopté par le gouvernement provisoire reprend le drapeau tricolore italien orné au centre de la Trinacrie, symbole antique de l'île.

Pour contrer le mouvement populaire, Ruggero Settimo, accompagné de son ami Mariano Stabile, organise une garde nationale composée de bourgeois et de nobles et institue, le 2 février 1848, un comité général révolutionnaire qui tient le rôle de gouvernement provisoire. Settimo occupe le poste de président du comité insurrectionnel, avec Stabile secrétaire général. Le gouvernement comprend aussi Vincenzo Fardella di Torrearsa et Francesco Paolo Perez. Finalement, le parlement choisit d'offrir la couronne de l'île au duc de Gênes Ferdinand de Savoie, qui refuse de devenir roi de l'île sous le nom de Albert Amédée Ier.
Après ce refus, un nouveau gouvernement est formé et devient rapidement instable. Ferdinand II des Deux-Siciles envoie 16 000 hommes contre l'île afin de la reconquérir et fait bombardé la ville de Messine ce qui lui vaut le surnom de « re Bomba ». L'est est rapidement repris. Le 15 mai 1849, Palerme tombe et avec elle toute l'île : l'espoir de garder en vie un État indépendant s'évanouit.
Entretemps, le gouvernement révolutionnaire fait ouvrir la Strada della Favorita (aujourd'hui Strada della Libertà).
Frappée par le choléra en 1837 et 1854, la population croit plus faiblement que dans le reste de la Sicile et dans les principales villes italiennes, passant de 173 478 habitants en 1831 à 194 463 en 1861. L'emprise de l'aristocratie freine la transformation de la structure économique de la ville, pourtant sous l'effet de l'abolition de la féodalité en 1812, du droit d'aînesse et de fidéicommis en 1818, de la suppression du Parlement, et d'une rente foncière ébranlée par la chute des prix agricoles et les impôts, elle perd progressivement son emprise politique, économique et morale sur la ville.

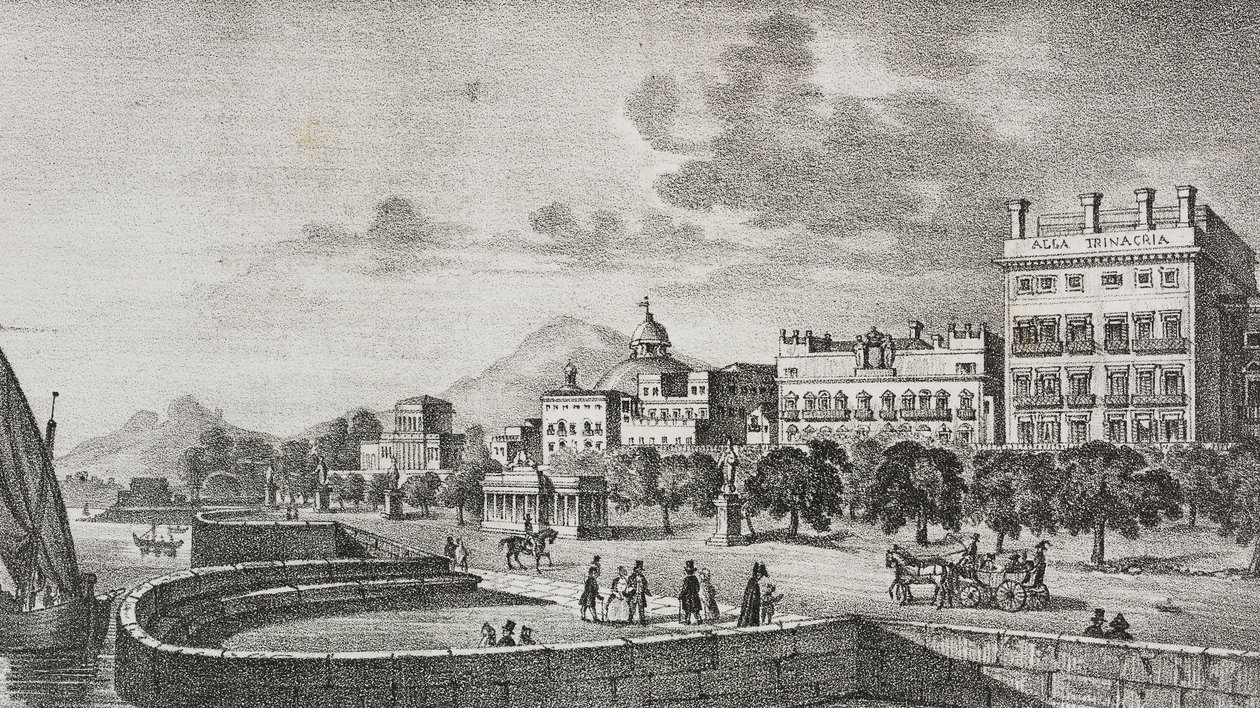
Vue du Foro Borbonico et de l'Albergo della Trinacria, premier hôtel de Palerme appartenant au prince de Trabia, géré par la famille Ragusa, et inauguré en accueillant le roi Louis Ier de Bavière en 1844.

Malgré la baisse de leur patrimoine, la noblesse palermitaine maintient son niveau de dépenses : mets raffinés dans les cuisines, pâtisseries de la Confetturiere di Casa Reale de Salvatore Gulì qui parachève la recette de la cassata, vêtements luxueux des boutiques de mode et de nouveautés de la via Toledo, parfums du français Joseph Sénes, bijoux des frères Fecarotta et de Giovanni Fecarotta, épices des magasins Florio... Rares sont les nobles qui ont investis dans l'industrie : après les De Spuche, au XVIIIe siècle, qui ont érigé trois moulins à papier dans le quartier de Molara, le prince de Trabia finance en 1844 le premier complexe hôtelier de la ville, l'Albergo della Trinacria, via Butera, dirigé par le Génois Salvatore Ragusa et 55 grands aristocrates participent en 1840 à la création de la Société sicilienne des bateaux à vapeur, que dominent Benjamin Ingham, Vincenzo Florio et Gabriele Chiaramonte Bordonaro.
Les théâtres fleurissent : théâtre des marquis de Santa Lucia, entièrement rénové et rebaptisé Real Teatro Carolino à partir de 1809, le San Ferdinando qui ouvre via Merlo en 1816, L'Oreto du prince de Cutò, sur le Foro Borbonico en 1851, le Sant'Anna sur la place du même nom en 1852, la Piazza Teatro di Santa Cecilia, propriété du Syndicat des Musiciens, rénovée en 1855.

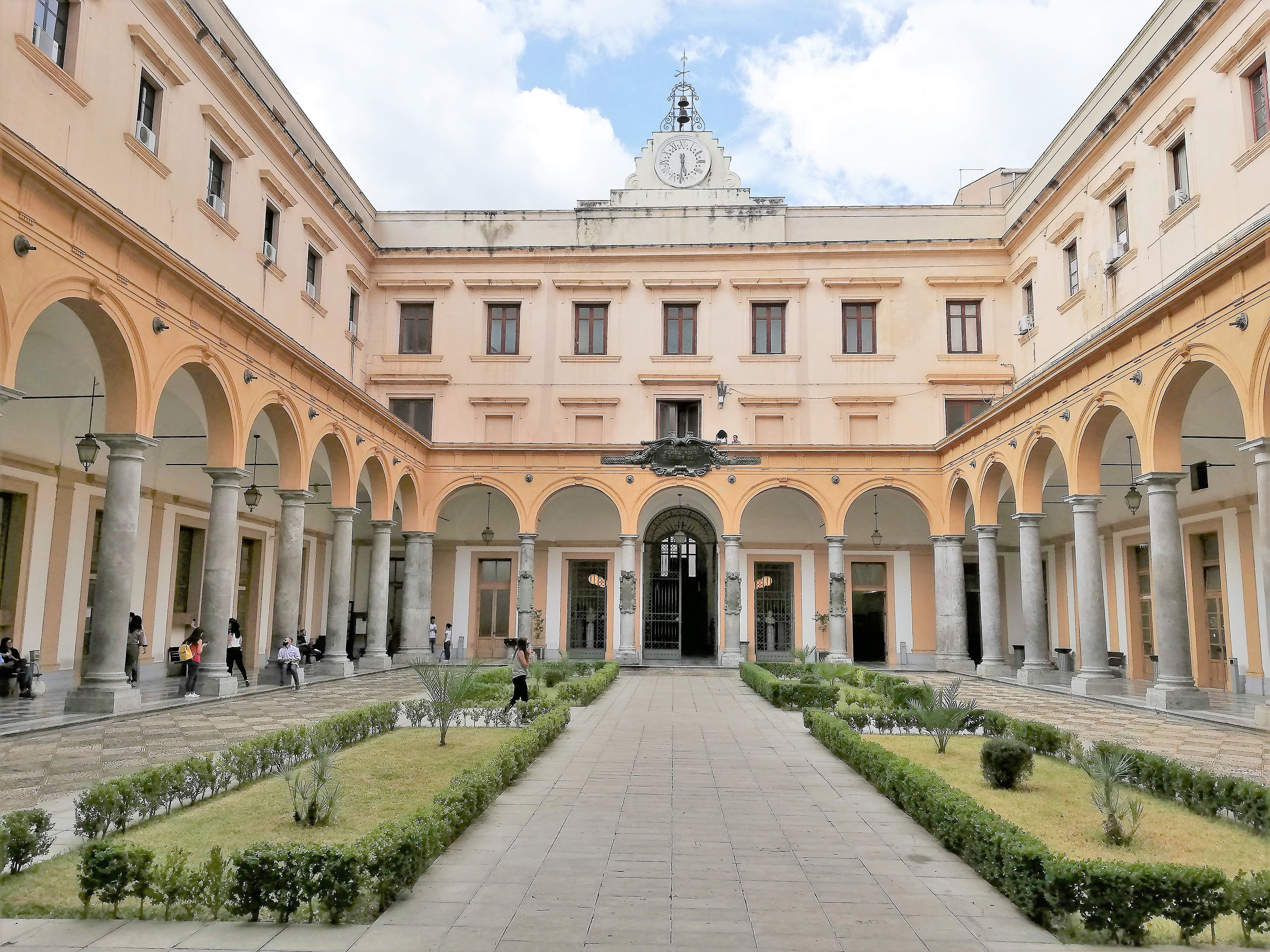
L'ancien couvent des Théatins abrite l'Université de Palerme depuis 1834, dédié aujourd'hui à la faculté de droit et de sciences politiques.

L'Université n'est pas encore le creuset intellectuel de la ville : le botaniste Filippo Parlatore enseigne à Florence, Raffaele Busacca n'obtient pas la chaire d'économie civile et de commerce à la faculté de droit en 1844, le physiologiste Michele Foderà s'exile en France jusqu'en 1848, la chaire de littérature italienne est confiée au partisan du régime Giuseppe Bozzo plutôt qu'à l'opposant Gaetano Daita, qui forme dans son institut privé, fondé en 1851, une nouvelle génération libérale. Pour avoir participé aux événements de 1848-1849, Francesco Ferrara part enseigner l'économie à Turin, le chimiste Stanislao Cannizzaro et l'économiste Vito D'Ondes Reggio donnent des cours à l'Université de Gênes, Francesco Paolo Perez enseigne la langue et la littérature italiennes à l'Institut des Hautes études de Florence, Paolo Emiliani Giudici l'esthétique aux Beaux-Arts de Florence, le juriste Emerico Amari se réfugie à Gènes, Michele Amari retourne en France, le professeur de langue hébraïque Gregorio Ugdulena et l'astronome Gaetano Cacciatore sont destitués. Malgré cela, enseignent à Palerme le juriste Pietro Sampolo, le chirurgien Giovanni Gorgone de San Piero Patti qui fonde, avec obstétricien Mariano Pantaleo de Nicosia, une clinique chirurgicale et une clinique obstétricale à Palerme, l'helléniste Giuseppe Crispi, le philosophe Benedetto D'Acquisto et l'architecte Carlo Giachery. L'université accueille en moyenne annuellement 277 étudiants entre les XVIIIe et XIXe siècles, avec un pic de 784 dans la décennie 1826-1835. Fortement impacté après la révolution de 1848 par les restrictions imposées par Naples contre une nouvelle contribution estudiantine à des soulèvements, le nombre d'inscrits augmente à nouveau pour attendre 1024 étudiants en 1859, originaires de Palerme ou sa province pour la moitié d'entre eux. La moitié des étudiants sont inscrits en droit, un quart en médecine.
Grâce au développement de l'offre éducative, en cours de décléricalisation, autour de 151 écoles en 1859, dont l'Université, 9 écoles municipales gratuites et des écoles mutuelles lancastriennes, le taux d'alphabétisation progresse de 21,36 % parmi ceux nés en 1843, à 30,77 % parmi ceux nés en 1848 et à 42,62 % de ceux nés en 1853.
La ville possède en 1859 13 librairies qui disposent d'environ 25 000 volumes. Les frères Pedone Lauriel, imprimeurs de Salita de' Benfratelli, proposent dans leurs deux librairies, via Toledo et via Maqueda, dix mille volumes. Le Vénitien Decio Sandron dirige la Librairie italienne et étrangère, via Toledo, et Emporio librario, Piazza Marina. La même année, on compte une trentaine de périodiques, soumis à une censure relativement faible, dont le Giornale Officiale di Sicilia, organe du gouvernement imprimé à 1 200 exemplaires, l'hebdomadaire pro-gouvernemental Gazzetta di Palermo, et les hebdomadaires libéraux Il mondo culto et Il Commercio.
En 1854, l'administration publique et les 378 œuvres de bienfaisance sont les principaux employeurs de la ville, auxquels s'ajoutent les monastères qui assurent un emploi stable à 2000 chefs de famille selon Emerico Amari. La bourgeoisie de Palerme est principalement composée par du personnel administratif et juridique, les hommes de loi embrassant la pensée libérale et participant aux soulèvements de 1848 et 1860.
Une petite élite d'entrepreneurs bourgeois émerge : Giuseppe Paino, Giuseppe Simone Caminneci, Gabriele et Antonio Chiaramonte Bordonaro, Salvatore De Pace, Ignazio et Vincenzo Florio, Ferdinando Lello, Michele Pojero, Michele Raffo, Giovanni et Pietro Riso, Biagio Verde, Mariano Buonocore, Francesco Varvaro, etc. Elle est notamment portée par la croissance de l'activité d'armement à voile et à vapeur : Giovanni Riso arme l'Oreto (it) qui est le premier bateau du royaume des Deux-Siciles à rejoindre les États-Unis en 1818, un voilier d'Ingham ayant atteint l'Extrême-Orient en 1838, le paquebot le Sicilia, de Salvatore et Luigi De Pace est le premier navire à vapeur d'Europe du Sud à atteindre New York, après un voyage de 26 jours en 1854. Gabriele et Antonio Chiaramonte Bordonaro et Michele Pojero font également partie des principaux armateurs du port dominé par Ingham et surtout Florio.
L'industrie locale est faible de sa dépendance à la trop mince consommation insulaire et de la concurrence des produits étrangers depuis la réduction des droits d'importation en 1846. Plutôt que de réinvestir leur richesse dans l'industrie, les capitalistes locaux imitent l'aristocratie féodale en rachetant ou bâtissant des palais : la famille Chiaramonte Bordonaro achète le palais de la Piazza Pretoria donnant sur les Quattro Canti ainsi que la villa des Colli du marquis de Geraci, les Riso acquièrent en 1841 le palais du prince de Belmonte, sur la via Toledo et la place Bologni ; Vincenzo Florio s'offre en 1839 la villa des Colli, ancienne propriété du prince de Larderia, et fait construire entre 1840 et 1844 la villa des Quattro Pizzi à l'Arenella, puis son fils, Ignazio, acquiert en 1868-1870 la Villa de l'Olivuzza Butera-Branciforte ; Ingham élève l'actuel Grand Hotel et des Palmes. Ils préfèrent investir dans des terres : Ingham rachète Manchi et Scala près de Marianopoli vers 1830, Giovanni Riso l'ancienne baronnie de Murgo en 1836, Gabriele Chiaramonte Bordonaro à Canicattì en 1819, son neveu et héritier Antonio, les anciennes baronnies de Falconara et Radalì près de Butera en 1856 ; l'armateur Salvatore De Pace plusieurs anciens fiefs à travers l'île. À partir de 1833, la fabrication de lits se développe à Palerme et devient une industrie renommée au-delà de l'île.
L'essentiel des travailleurs sont artisans ou employés, notamment domestiques auprès de riches maisons. Les activités maritimes employent de nombreux marins et un millier de pêcheurs qui vivent principalement à Kalsa et dans le quartier du Molo. Les terres agricoles couvrent 15 000 hectares en 1853, dont plus d'un tiers dédiées au pâturage. un peu plus d'un quart destinées aux terres arables et 38 % aux jardins, vergers, oliveraies, vignes, et figuiers de Barbarie. Le sumac et le frêne sont les seules cultures industrielles. Mais la pauvreté touche au delà des seuls 2 000 ou 3 000 pauvres vivant dans les hospices et les 26 000 hommes officiellement sans profession. La mortalté avant 5 ans est de 461 pour mille, le nombre de naissances illégitimes très élevé, les maisons de prêt sur gages sont nombreuses, le taux d'analphabétisme est de 73 % à Palerme et jusqu'à 94 % dans certains villages de la province alors que l'espérance de vie n'est que de 32 ans contre plus de 40 ans en Angleterre, en Suède et en France.

#### Expédition des Mille
Les idéaux démocratiques se diffusent parmi le peuple et les mazziniens, favorables à l'unification italienne, attirent les émigrés modérés qui espèrent toutefois que le recours à la maison de Savoie permette la préservation de l'ordre social. En réaction, et grâce à l'action conciliante du lieutenant général, Carlo Filangieri, l'aristocratie palermitaine, traditionnellement autonomiste, se raccommode avec les Bourbons, mais retrouve rapidement son ressentiment antinapolitain face à la politique autocratique et centralisatrice, la fiscalité défavorable aux grands propriétaires fonciers et la répression policière menée par Salvatore Maniscalco, au point d'adopter des positions unitaires, surtout parmi la jeune génération. En janvier 1850, l'étudiant Nicolò Garzilli et cinq camarades sont fusillés après un rapide procès pour avoir tenté un soulèvement Piazza Fieravecchia. Les célébrations des victoires de San Martino et Solférino par les clubs aristocratiques entrainent l'intervention policière dans le Casino dei Nobili du palais Alliata di Villafranca et l'arrestation de 43 membres, dont le prince de Sant'Elia et le duc de Verdura récemment revenu d'exil. En octobre 1859, une tentative insurrectionnelle échoue à Bagheria.
1860 voit les premières tentatives de libération de la Sicile alors que désormais le projet d'unité italienne réunit les aristocrates menés par le père Ottavio Lanza et le baron Giovanni Riso et les riches bourgeois qui soutiennent le Comité révolutionnaire dirigé par le baron Casimiro Pisani. Les premiers rencontrent un émissaire du duc de Savoie fin janvier 1860, les bourgeois et démocrates échangent quant à eux avec les exilés et Mazzini. La révolte débute le 4 avril à Palerme par un épisode immédiatement réprimé,. En dépit de la mort de nombreux insurgés menés par Francesco Riso, l'action donne naissance à une série de manifestations et d'insurrections, dont la marche de Rosolino Pilo de Messine à Piana dei Greci du 10 au 20 avril. La police arrête au palais Monteleone, Piazza San Domenico, les supposés instigateurs : Antonio Pignatelli, le baron Riso, le prince de Giardinelli et le chevalier Giovanni Notarbartolo, puis plus tard Corrado Valguarnera, Gabriele Colonna di Cesarò et le père Ottavio Lanza.

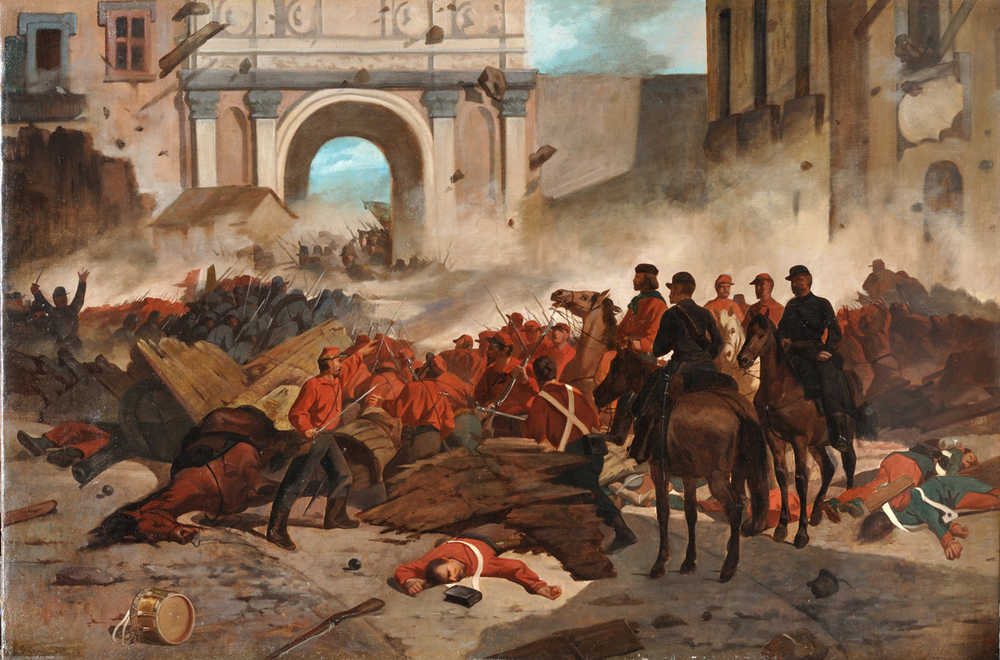
Garibaldi à Palerme, par Giovanni Fattori.

L'action se poursuit par l'expédition des Mille de Giuseppe Garibaldi. Le 9 mai, l'annonce prématurée d'un débarquement motive le peuple à manifester Via Maqueda où trois manifestants, deux gendarmes et un espion sont tués. Le lendemain, trois policiers sont tués et des gendarmes attaqués puis, le 19, trois manifestants, deux policiers et deux militaires meurent dans une nouvelle émeute, à Cassaro. Après son débarquement à Marsala le 11 mai 1860, et la bataille de Calatafimi le 15 mai, Garibaldi poursuit vers Palerme par Alcamo, Partinico et Renne. Après quelques escarmouches et manœuvres de diversion vers l'intérieur, les garibaldiens arrivent à Palerme le 27 mai et s'apprêtent à entrer dans la ville, mais ils doivent d'abord traverser le Ponte dell'Ammiraglio, qui est aux mains des militaires bourboniens. Après un affrontement soutenu, les troupes des Bourbons abandonnent le poste et les garibaldiens rentrent dans Palerme, une colonne par la Porta Termini et l'autre par la Porta Sant'Antonino.

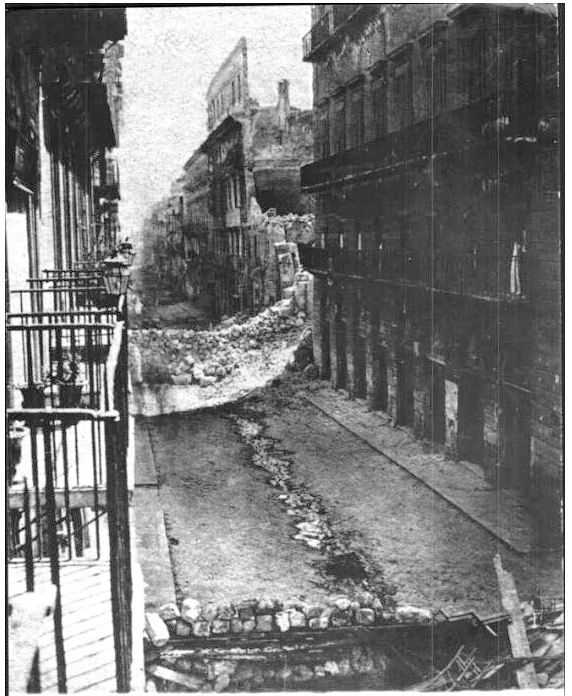
Palerme après les combats de mai 1860.

Au cours des affrontements de la Porta Sant'Antonino et de la Porta Termini, le Hongrois Lajos Tüköry tombe alors que Benedetto Cairoli, Stefano Canzio et Nino Bixio sont blessés. Aidés par l'insurrection de Palerme (28-30 mai) à laquelle participent de futurs mafieux, dont Antonino Giammona, les garibaldiens et les insurgés conquièrent la ville rue sous les bombardements des navires bourboniens. Le 29 mai, les troupes des Bourbons contre-attaquent mais sont stoppées. Le 30 mai, barricadées dans la forteresse, elles demandent un armistice et l'obtiennent le 30 mai. Garibaldi achève la conquête de Palerme et prend possession de l'or de la banque de Sicile. Le 2 juin, il nomme un gouvernement provisoire. Le 6, les troupes bourboniennes capitulent en échange de leur départ, obtenant de rendre les armes avec les honneurs.

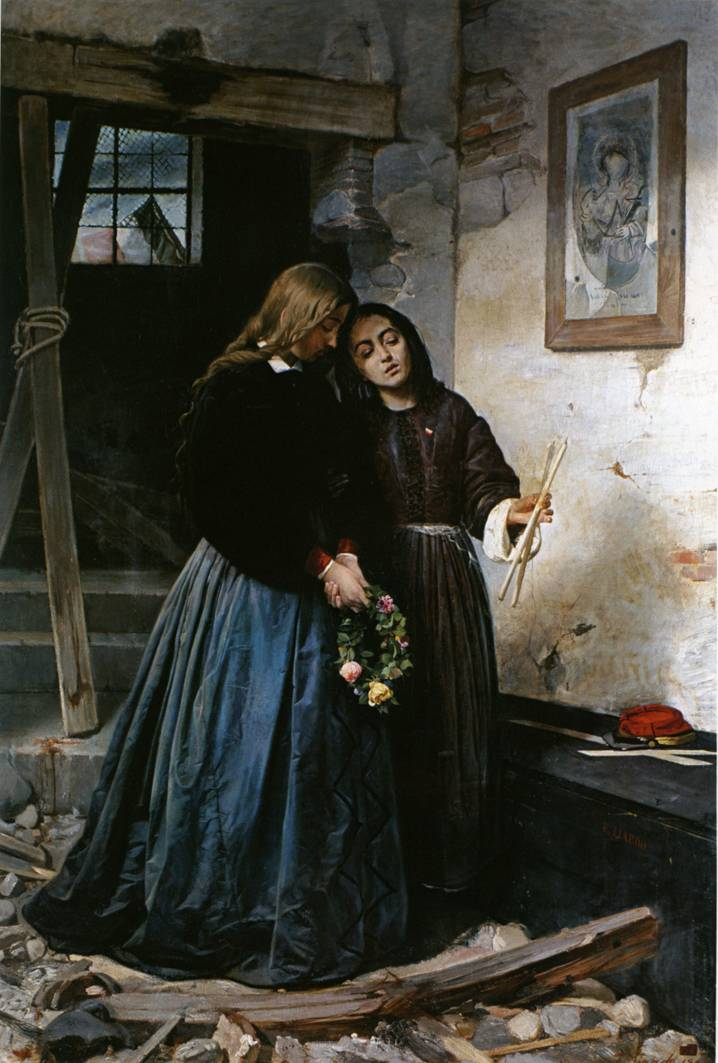
Sepoltura garibaldina, par Filippo Liardo, 1862. Deux jeunes femmes en deuil, dans une maison partiellement détruite par le bombardement de Palerme par les Bourbons, se recueillent devant le cercueil d'un garibaldien mort pour la libération de la ville.

Dans une ville dévastée par les bombes, incendiée par les fuyards et bloquée par les barricades encore en place, le peuple compte les civils morts dans les combats (600 corps sont dégagés des décombres), et, affamé par le blocage de l'approvisionnement alimentaire, se venge sur les membres de l'ancienne police des Bourbons dont il traque, torture et tue les agents attestés ou supposés.
Garibaldi, à Palerme jusqu'au 18 juillet, fait raser une partie du fort de Castellammare, s'assure de la bienveillance du clergé par une série de visites, rétablit le Conseil municipal, en remplacement du Décurionat, dissout la compagnie de Jésus et la congrégation du Très Saint Rédempteur, fait expulser Giuseppe La Farina qui milite pour une annexion immédiate de la Sicile au Piémont avec le soutien des autonomistes, ou « régionalistes », dont Francesco Ferrara, Francesco Paolo Perez, Emerico Amari, Isidoro La Lumia, Vito D'Ondes Reggio, et les modérés unitaires qui comptaient l'essentiel de la haute aristocratie et la riche bourgeoisie foncière.
Il est remplacé par le prodictateur Depretis qui promulgue le Statut albertin puis par le prodictateur Antonio Mordini. Quand le plébiscite pour l'unification en Italie est fixé au 21 octobre par le prodictateur de Naples, les dirigeants siciliens décident de faire de même pour que la capitale de l'ancien royaume des Deux-Siciles ne puisse pas en tirer un privilège. Palerme, comme le reste de l'île, vote en faveur de l'annexion qui est entérinée par le décret du 17 décembre 1860. Le 17 mars 1861, la Sicile intègre le Royaume d'Italie. La fonction de préteur, occupée par le duc Giulio Benso della Verdura, est remplacée par celle de maire nommé pour trois ans, dont le premier titulaire est le modéré Salesio Balsano.

## Sous le royaume d'Italie

### Une difficile unification
L'unification de la Sicile au royaume de Victor-Emmanuel II n'apporte pas les bénéfices attendus à Palerme qui n'est plus que chef-lieu de l'une des sept provinces de l'île après la suppression en 1862 de la lieutenance générale de l'île, et qui subit la réduction des emplois publics. Si la liberté de la presse et la liberté d'association sont instaurées, la fiscalité et l'inflation appauvrissent les classes populaires et moyennes, qui ne peuvent plus solliciter es œuvres de bienfaisance catholiques depuis la suppression des congrégations religieuses. La baisse de la consommation touche la bourgeoisie commerçante et l'interdiction de la culture du tabac (1867) frappe les petits propriétaires de la Conca d'Oro. La conscription accentue l'impopularité général du gouvernement piémontais. Le clergé, plutôt favorable à la révolution, verse progressivement dans l'opposition réactionnaire face à la suppression des corporations religieuses, l'ouverture d'une église vaudoise en 1861, l'autorisation de la presse pornographique et de la prostitution, la perte du monopole de l'enseignement, la sécularisation des œuvres caritatives, l'instauration d'un mariage civil, et plus largement la diffusion des idées socialistes et anticléricales. Il en va de même de l'aristocratie palermitaine autonomiste qui n'a pu récupérer le pouvoir politique perdu sous les Bourbons. La bourgeoisie s'octroie la majorité des sièges siciliens au parlement national en 1861, et prend la tête de la commune : quatre des sept maires entre 1861 et 1880 sont d'origine bourgeoise et seul le marquis de Rudinì est noble, lequel est aussi l'unique aristocrate parmi les quelques palermitains qui participent aux gouvernements nationaux.
Quatre partis se partagent les votes palermitains. Le parti modéré, soutien des gouvernements de droite, regroupe les libéraux, favorables à l'annexion inconditionnelle, qui s'expriment dans le journal Il Corriere Siciliano et au sein de la loge maçonnique Loggia Madre siciliana présidée par le prince de Sant'Elia. Les différentes tendances démocratiques (républicains, mazziniens, partisans de Garibaldi, libéraux de gauche, etc.) réunies dans le parti d'action qui suit la ligne de Garibaldi et priorise la libération de Rome et de Venise, représentent la gauche, minoritaire par le vote censitaire mais active auprès des étudiants et des classes populaires et disposent de leur propre loge maçonnique, le Supremo Consiglio. Les partisans des Bourbons, dirigés par Vincenzo Mortillaro, marquis de Villarena, s'appuient sur quelques figures exilées, comme Maniscalco, le comte de Capaci, le prince de Scaletta, le prince de Campofranco, le baron Malvica et des nostalgiques de l'ancien régime dont une partie de la haute aristocratie (prince de Valdina, duc de Cumia, comte Tasca, etc.). Même si le degré d'adhésion au bourbonisme du clergé palermitain est difficile à déterminer, les légitimistes sont régulièrement associés aux cléricaux qui défendent des idées proches de celles des régionalistes sous la conduite du baron Vito D'Ondes Reggio, du marquis de Roccaforte et du prince de Lampedusa. Les régionalistes, dont Palerme est le bastion, regroupent nombre d'intellectuels locaux, des hauts fonctionnaires et des avocats qui espèrent la restauration de Palerme dans son ancien rôle de capitale du royaume de Sicile sans s'opposer à l'unité italienne.
La « piémontisation » de l'île et l'ordre policier imposé par l'État libéral creusent le fossé entre le gouvernement et les Siciliens pourtant capables de grandes démonstrations patriotiques lors du passage de Garibaldi pour préparer la campagne de Rome (juin 1862), l'inauguration du premier tronçon ferroviaire de Palerme à Bagheria (avril 1863), la réinstallation de la statue du Génie de Palerme sur la Piazza Fieravecchia, d'où elle avait été enlevée par la police des Bourbons (mai 1863) ; la visite du prince Umberto (mars 1864), le retour du corps de Ruggero Settimo ou la célébration de la guerre de libération de la Vénétie (1866). Dans ce contexte politique et social, des tensions et conspirations politiques émergent rapidement : en août 1861, l'ancien secrétaire d’État garibaldien et futur maire de Palerme Domenico Peranni échappe à un attentat contre lui et quelques jours plus tard, le mazziniste Giambattista Guccione, conseiller à la cour d'appel de Palerme est assassiné. Le gouvernement accentue le contrôle contre les supposés légitimistes et le clergé, tout en apaisant ses relations avec le parti d'action grâce aux nominations au printemps 1862 du marquis Giorgio Pallavicino Trivulzio comme préfet et du général Giacomo Medici comme commandant de la Garde nationale de Palerme, deux proches de Garibaldi. Quand l'expédition visant la libération de Rome est écrasée par l'armée royale dans l'Aspromonte, Crispi doit faire appel aux notables tels que le duc della Verdura, le baron Turrisi, le baron Vincenzo Favara et Gaetano La Loggia pour calmer les manifestations antigouvernementales. L'état de siège est instauré le 20 août, justifiant la répression des partisans de Garibaldi et du parti d'action et suspendant la liberté de la presse. Dans la nuit du 2 au 3 octobre 1862, treize Palermitains sont poignardés en deux heures. Jamais élucidés, ces meurtres pourraient impliquer les princes Giardinelli et Sant'Elia favorables aux Bourbons ou à l'autonomie sicilienne, soit les autorités pour affaiblir l'opposition par un contrôle policier renforcé.

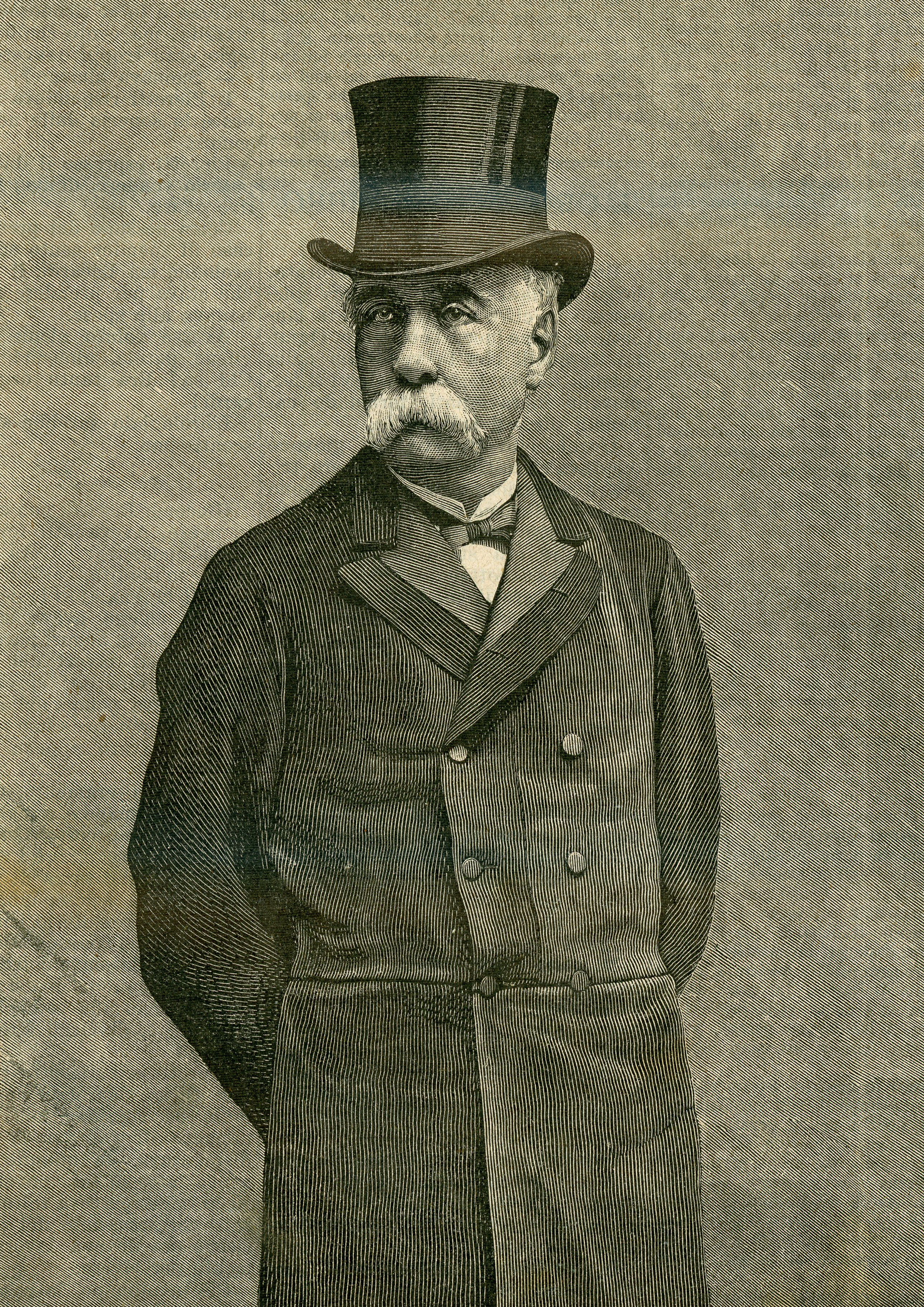
Francesco Crispi, avocat, compagnon de Garibaldi, figure de la révolution de 1848 et de l'expédition des Mille, il est député de Palerme à partir de 1861.
Il domine la scène politique palermitaine et dirige plusieurs gouvernements italiens.

L'expédition de Garibaldi divise le parti d'action à Palerme, entre les républicains convaincus menés par Giovanni Corrao et les positions de Francesco Crispi, soutenues par ceux dans l'aristocratie et de la bourgeoisie qui militent à gauche et participent à la coalition libérale qui gouverne la ville. En janvier 1863, le commissaire royal dissout immédiatement l'Association Démocratique Italienne de Palerme, constituée par les actionnistes Saverio Friscia, Giuseppe Badia, Giovanni Pantaleo, Francesco Bonafede, Edoardo Pantano et le prince de San Vincenzo, en faveur de l'achèvement de l'unité italienne tandis que le crispiniste Francesco Perroni Paladini et le régionaliste Giovanni Raffaele fondent chez le baron Riso, l'Association pour le protection des droits du peuple qui, sous la présidence de Crispi, aspire à négocier avec le pouvoir piémontais. En août 1863, le républicain Giovanni Corrao est assassiné à la troisième tentative.
Progressivement la gauche se fracture entre la modération de plus en plus affirmée de Crispi vis-à-vis du gouvernement et les républicains viscéraux menés par Badia à la suite de Corrao, qui s'allient aux forces réactionnaires pour conspirer contre l'Etat piémontais. Le général Giacomo Medici mène des opérations contre les fugitifs et les bandits entre mai et octobre 1865, lors desquelles Badia est arrêté mais sans réduire durablement le nombre de bandes armées dans la région. Le questeur Felice Pinna utilise des méthodes arbitraires, notamment contre les opposants politiques, mais sous-estime la révolte qui gronde. En septembre 1866, les bâtiments publics sont pris par des séditieux venus de Monreale, Bagheria et Misilmeri, rejoints par des Palermitains. Ce mouvement antiunitaire, appelé Sette e mezzo d'après le nombre de jours nécessaires à la Garde nationale pour rétablir le calme, rassemble partisans des Bourbons, ex-garibaldiens et brigands. La figure d'Antonino Giammona, ancien révolutionnaire devenu capitaine de la Garde nationale qui réprime l'insurrection avant de devenir chef mafieux, illustre la collaboration entre le jeune état italien et une mafia émergente. Comme les Bourbons, le gouvernement italien intègre des criminels dans les rangs des forces de sécurité publique afin de lutter contre le banditisme.
Trois ans plus tard, le préfet de police de Palerme nommé en 1867, Giuseppe Albanese, est poignardé par un mafieux qu'il avait tenté de faire chanter. En 1871, Albanese est inculpé par le procureur général Diego Tajani puis acquitté du meurtre de deux bandits par manque de preuve.
Les municipalités modérées lancent d'importants travaux d'aménagement de la ville, pour l'inscrire dans les standards européens modernes sans obtenir le soutien plein de la population ni résoudre les mauvaises conditions d'hygiène dues au système d'égouts qui débouche sur le rivage, à la malaria qui se développe dans les eaux stagnantes de la lagune de Mondello, et à l'absence d'un nouveau cimetière pour mettre fin à l'ensevelissement sans cercueil dans des fosses communes.
La loi du 7 juillet 1866 supprimant les ordres religieux partage le large patrimoine bâti de l'Église entre le Fonds du Culte, la commune, la Province et l'État. L'année suivante, dix-neuf églises sont fermées au culte : les monastères des Stigmates et de San Giuliano qui sont démolis pour construire du Teatro Massimo, l'église de Montevergini transformée en salle de cour d'assises, celles des Sept-Anges et du Saint-Esprit, les églises de la Mercede al Capo, de San Gregorio Papa, du couvent des Écoles pies de San Silvestro, du monastère de Sant'Elisabetta Regina et des couvents de l'Annunziata, Carmine et Benfratelli, l'église du monastère de Scavuzzo, les églises du couvent de San Giovanni Evangelista et du noviciat des Crociferi, les églises du monastère de Sant'Anna e Teresa et de San Carlo Borromeo, l'église de Sant'Anna della Misericordia (utilisée jusqu'en 1929 comme grenier municipal), les églises de San Basilio Magno (transformée en école) et de Santa Maria di Valverde. L'ancien collège jésuite, corso Vittorio Emanuele, après avoir hébergé une partie de l'université jusqu'en 1860, abrite la bibliothèque nationale, le lycée-gymnase Vittorio Emanuele, le lycée Meli et l'école technique du soir pour les ouvriers. Les lycées et écoles supérieures ont été installés dans les anciens couvents (Benfratelli, S. Anna, S. Biagio, S. Salvatore, S. Nicolò da Tolentino, S. Basilio).
Les législatives de 1865 illustrent l'effritement du pouvoir des modérés au profit des régionalistes qui, soutenus par les catholiques et des partisans des Bourbons, font élire D'Ondes, Perez et Roccaforte sont élus, D'Ondes et de Roccaforte étant réélus en 1867 accompagnés par Emerico Amari et du dernier préteur nommé par les Bourbons, le prince de Galati. Aux élections locales de 1868, l'union de la droite modérée et de la gauche démocratique dirigée par le baron Turrisi est mise en minorité (25 sur 60) par les clérico-régionalistes qui portent Domenico Peranni au pouvoir aux côtés d'Emerico Amari, Giovanni Bruno, Francesco Paolo Perez, Andrea Guarneri, Isidoro La Lumia, ou encore Agostino Todaro.
Les républicians envisagent des soulèvements simultanés à Milan, Turin, Gênes, Bologne, Messine, Catane et Palerme, où le groupe de Badia se rapproche des partisans de Mazzini, lequel est arrêté à son arrivée au port de Palerme en août 1870 avant d'avoir pu y organiser le mouvement. La prise de Rome, le 20 septembre suivant, fait disparaitre un argument politique des républicains et perdre un appui aux légitimistes et au parti clérical qui est défait lors des législatives de novembre 1870. Si certains mazziniens palermitains autour de Camillo Finocchiaro Aprile se rapprochent de la gauche constitutionnelle et de Francesco Crispi, ou se retirent de la vie politique, la majorité adhère à l'Internationale des travailleurs dont les idées ont été diffusées à Palerme par d'anciens combattants garibaldiens, dont le comte Federico et Fra' Pantaleo. Le socialisme y est apparu vers 1865 par la création d'une section de la Société sociale révolutionnaire italienne par l'ancien mazzinien Saverio Friscia devenu adepte de la pensée de Bakounine, mais son développement se heurte au peu d'ouvriers dans la ville, lesquels se montrent plus sensibles aux discours des cléricaux, et au suffrage censitaire. En 1873, le chapelier socialiste-républicain Salvatore Ingegneros crée le journal Il Povero dans lequel écrivent des ouvriers de la fonderie Oretea. Les fidèles des Bourbons, guidés par le comte de Capaci, n'abandonnent pas les conspirations contre le jeune royaume d'Italie contrairement aux cléricaux qui déploient leur influence, grâce à l'appui de l'archevêque Michelangelo Celesia, à travers un vaste réseau de propagande et d'aide sociale, dont la Société primaire d'intérêts catholiques présidée par le marquis de Spedalotto.

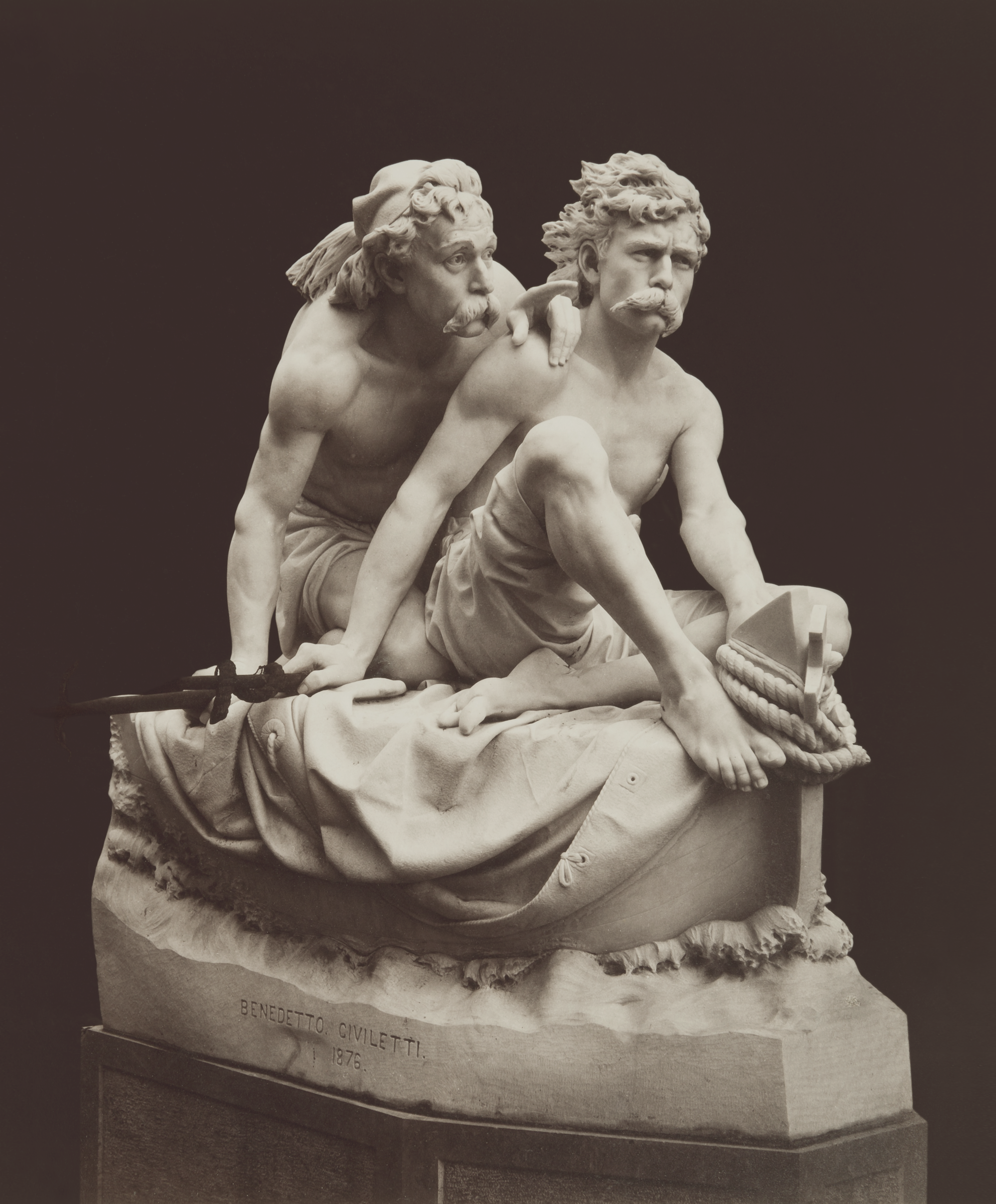
Fratelli Kanaris, marbre de Benedetto Civiletti, médaille d'or à l'Exposition universelle de Paris en 1878, exposé au Jardin anglais, photographiée par Giorgio Sommer en 1888.

Palerme a connu une industrialisation modérée, tirée par des artisans et petits entrepreneurs, sans grands investissements ni émergence d'une grande bourgeoisie industrielle. Cependant, quelques familles influentes, comme les Florio, les Riso et les Chiaramonte Bordonaro, se sont distinguées. Au début des années 1870, les principales industries étaient la fonderie Oretea, la cale de halage (construite en 1871), la filature Tessoria del Pegno et l'usine à gaz Favier, employant environ 100 personnes.
L'activité culturelle s'ouvre sur l'Italie et l'Europe, comme le prouve l'aura de l'archéologue Antonino Salinas, fondateur du Musée national en 1866, l'intérêt pour l'architecture de Giovan Battista Filippo Basile, les oeuvres de Benedetto Civiletti et de Benedetto De Lisi, les romans d'Enrico Onufrio et les trauductions de Baudelaire et Murger par Girolamo Ragusa Moleti. Le positivisme influence la pensée des juristes et des économistes Salvioli, Schiattarella, Cusumano, Ricca Salerno, et les premiers écrits de Vittorio Emanuele Orlando.

### Une gauche divisée au pouvoir
En 1876, la motion de défiance du député palermitain Giovanni Battista Morana entraine la perte par la droite de la présidence du conseil des ministres italien et est suivie d'une large victoire nationale de la gauche historique aux législatives de 1876, ce qui affaiblit la coalition libérale à la tête de Palerme au profit des régionalistes qui n'obtiennent cependant pas la majorité absolue lors des élections administratives de la même année.
La victoire de la gauche en 1880 fait revenir au pouvoir une aristocratie qui avait lutté contre les Bourbons, mais été restée dans l'opposition après 1861. Si la bourgeoisie reste majoritaire dans le conseil, les maires sont tous membres de la grande noblesse durant les 13 années suivantes, les luttes idéologiques laissant place à des confrontations d'intérêts et d'ambitions au gré d'alliances opportunes et d'un effacement des partis traditionnels sous l'action du préfet Bardesono, proche de Depretis. Le nombre d'agents municipaux croît sans améliorer l'efficacité de l'administration sous l'effet d'un système de clientélisme allié à la fraude électorale sur lesquels le corps politique s'appuie de plus en plus.
La mafia aide le gouvernement à mater le brigandage post-unitaire à la fin des années 1870, et se rend indispensable aux candidats du gouvernement en échange d'interventions officielles et officieuses en faveur de ses affiliés.
Le premier central téléphonique ouvre 17 janvier 1882 dans le vicolo Paternò, près du Quattro Canti. Les Florio installent trois lignes dans leur villa d'Olivuzza pour Ignazio junior, sa femme Franca et sa mère Giovanna D'Ondes, et neuf dans les bureaux de l'entreprise.
Les élections législatives de 1882 confirment la domination de la gauche (Crispi, Morana, Caminneci et Indelicato sont élus), laissant un seul siège aux modérés, le professeur de droit et avocat Simone Cuccia. L'opposition au transformisme rapproche deux Palermitains qui sont les principaux adversaires du gouvernement Depretis, le leader de la gauche historique Crispi qui crée la Pentarchie, et le marquis de Rudinì qui anime, avec Sidney Sonnino et Antonio Salandra, la dissidence à droite. En 1886, les Palermitains portent au Parlement les candidats de l'opposition Paternostro, Cuccia, Crispi, Puglia et Amato Pojero. Morana, candidat du gouvernement, est battu à Palerme, mais élu à Caltanissetta.
Pour la première fois depuis 1861, l'ensemble du conseil est renouvelé en 1889, avec un élargissement du corps électoral qui profite aux candidats bourgeois et aux démocrates qui obtiennent 43 sièges, contre 12 pour les modérés et 5 pour les cléricaux. Les francs-maçons maintiennent leur présence, contrairement à l'aristocratie qui n'y compte plus que 2 princes, 1 duc, 3 marquis, 1 comte et 2 barons, et aucun parmi les mieux élus, que sont le magistrat Giuseppe Di Menza et le professeur Emanuele Paternò.

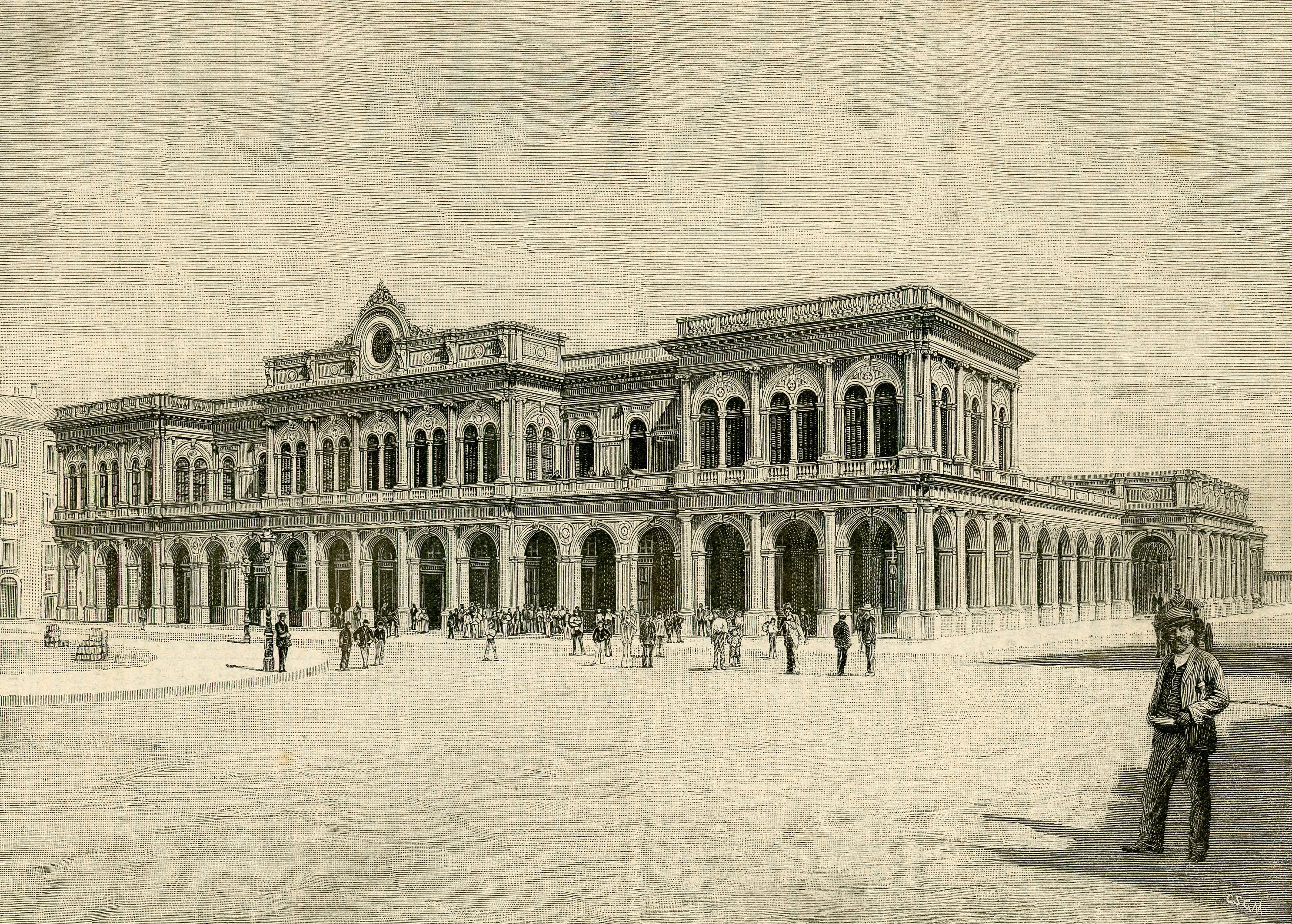
La gare de Palerme-Centrale est inaugurée le 7 juin 1886.

La ville a tiré profit des trente premières années de l'unification italienne, grâce à des liaisons maritimes régulières avec le continent et des échanges avec le reste du pays qui apportent une modernisation de la ville, désormais éclairée électriquement, mieux éduquée, avec de nouveaux quartiers bourgeois aux grandes places arborées et aux belles promenades publiques, qui contrastent pourtant encore avec les ruelles insalubres et surpeuplées de l'Albergheria. Durant cette période, hormis le quartier de la gare, au sud-est, loti de commerces et d'habitations bon marché, la ville s'est principalement étendue vers le nord-ouest : Orti Carella (entre l'actuelle Via Stabile et la Via E. Amari), Borgo Nuovo (entre Corso Scinà et Piazza Ucciardone), contrada Madonna dell'Orto (entre Piazza G. Amendola, corso Finocchiaro Aprile et Via Dante) ; propriété de Boscogrande (autour de la Via Marconi) ; terres du Prince de Radalì (entre le Politeama, la Piazza Croci et Borgo Nuovo), propriété de Montalbo au Molo. La construction des deux théâtres Massimo et Politeama marque ce déplacement de la ville en direction de la Favorita, mais ces nouveaux quartiers, partiellement lotis, n'abritent que la moitié des 50 000 nouveaux Palermitains, leurs loyers étant trop chers pour les classes populaires qui restent dans la vielle ville, et pas assez pour les classes supérieures, qui craignent un déclassement en déménageant. Le 23 mars 1878 est inaugurée la première ligne du tramway de Palerme. En 1891, il y avait 6 lignes de tramway et 14 lignes d'omnibus, pour un total de 21 km. 
Les administrations publiques restent elles-aussi dans le centre : la municipalité demeure dans le palazzo Pretoria et les anciens couvents de S. Anna, de S. Nicolò da Tolentino et de la Mercé al Capo, la Province quitte la piazza Vittoria pour le palais Comitini en 1870, l'université de Palerme occupe depuis 1805 l'ancienne maison des Pères théatins et l'École d'application pour ingénieurs depuis sa création en 1867, l'ancien monastère de La Martorana, tandis que la place Vittoria regroupe la préfecture et le Proveditorato agli Studi dans le palais des Ministres, la questure dans l'ancien monastère de S. Elisabetta et le Commandement militaire dans le palais des Normands. Les principaux organismes financiers et bancaires sont autour de la Piazza Marina : l'Intendance des Finances dans le Palazzo della Zecca ; le Trésor provincial, les bureaux fiscaux, le conservatoire des hypothèques, l'Avvocatura erariale (it), Banco di Sicilia et la Banca Nazionale dans le Palazzo delle Finance, ansi que, de 1873 à 1891, la Cassa di Risparmio V.E., qui déménage ensuite dans l'ancien couvent des Pères Mercedari, Via dei Cartari, dont la Chambre de commerce occupe le rez-de-chaussée. Le Credito Mobiliare Siculo et la Banca Siciliana di Anticipi e Sconti des Giuseppe et Michele Amato Pojero sont également Piazza Marina, la Cassa dei piccoli depositi e prestiti per gli operai via piccola Santa Cecilia ; la Banca Popolare via Isnello ; la Banca Segestana, la Banca Cooperativa La Sicilia via Porto Salvo. Au Palazzo Steri siègent la Cour de cassation, la Cour d'appel, le Tribunal, le Parquet, et la douane, la Cour d'assises est via del Parlamento, le Parquet général corso Garibaldi et le Parquet général piazza SS. Quaranta Martiri. Le bureau de poste a pris place dans l'église de S. Nicolò dei Padri Carmelitani, piazza Bologni. L'Ospedale Civico est dispersé, notamment dans les bâtiments des anciens couvents S. Francesco Saverio via Albergheria et Conception à Porte Carini.

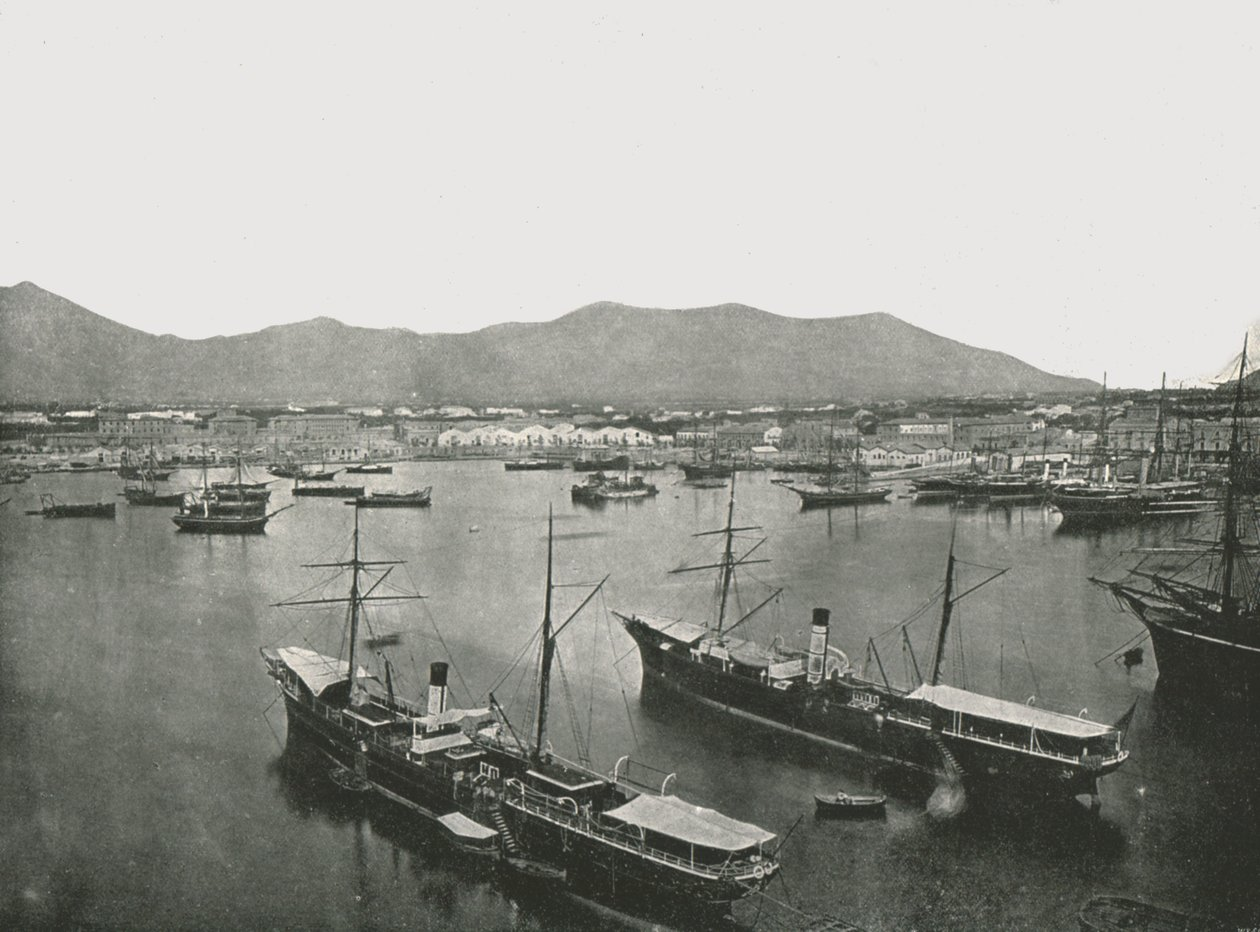
Vue générale du port de Palerme en 1895.

La demande accrue de produits siciliens à l'étranger et l'augmentation globale de la consommation dans l'île, portent la croissance du commerce malgré la faiblesse des réseaux de transports. La ligne vers Porto Empedocle n'est achevée qu'en 1876, celle vers Trapani par Marsala en 1883, celle vers Catane en 1885 et celle vers Corleone en 1886, année d'inauguration de la nouvelle gare qui remplace la gare de Via del Secco. Le tronçon Messine-Fiumetorto n'est livré qu'en 1895, celui reliant Alcamo et Trapani en 1937. Le port de Palerme, 5e derrière Gênes, Livourne, Messine et Naples lors de l'unification italienne, voit son trafic doubler entre 1863 et 1874, et son tonnage être multiplié par 3,5 entre 1863 et 1888, plaçant à ce titre le port de Palerme en troisième position après Gênes et Naples, largement grâce à la Ngi. Mais les travaux d'amélioration et d'agrandissement ne suffisent pas à répondre à l'augmentation du trafic et l'accroissement de la taille des navires, alors que la crise douanière avec la France bouscule cet essor qui rebondit vers 1895, plus faiblement que les autres principaux ports italiens, porté par la demande d'agrumes, de conserves et de pâtes par les émigrés siciliens.

### Belle Époque: expansion urbaine, épanouissement culturel et crises politico-économiques
La population de Palerme a augmenté en effet de 194 463 habitants en 1861 à 241 618 en 1881 et 336 148 en 1911, une hausse de 73 % supérieure à celle de la Sicile (+ 59 %). Palerme est la quatrième ville d'Italie jusqu'en 1871, puis la cinquième, après Naples, Milan, Rome et Turin, mais dans le même temps, la population de Catane triple, celles de Syracuse et Trapani doublent, sous l'effet d'un développement économique plus puissant. Cette hausse démographique tient à la baisse de la mortalité, et les nouveaux quartiers ne suffisent pas pour répondre aux problèmes de logements : en 1901, une moitié des logements (26 470) sont des rez-de-chaussée, appelés catoi, 995 sont des entresols, et 426 des logements souterrains.

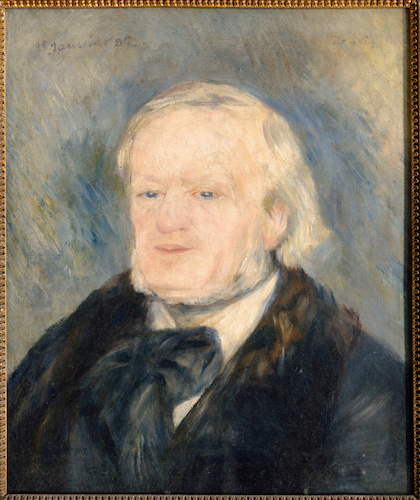
Portrait de Richard Wagner peint par Auguste Renoir, lors du séjour palermitain du compositeur durant lequel il crée Parsifal.

Dans les années 1890, la fonderie Oretea emploie 800 personnes, l'atelier mécanique du chemin de fer 205, et les fonderies de Panzera et Pietro Corsi respectivement 180 et 51 employés. La manufacture de tabac d'Acquasanta a 825 salariés, essentiellement des femmes. L'industrie chimique, la construction portée par l'expansion urbaine, le secteur agroalimentaire (fabriques de pâtes, boulangeries industrielles, conserveries) et la production textile croissent. Se développent aussi la mouture du sumac et la fabrication de meubles pour l'exportation avec des usines comme Solei Hebert employant 47 ouvriers. La fabrication de lits en cuivre, par des entreprises comme Cavallaro, et les feux de carrosserie de Savettiere, employant 54 ouvriers, sont bien établies. La ville comptait également 58 imprimeries. 
Bien que Palerme connaisse un certain développement, son industrie reste en retrait de celles des autres grandes villes italiennes, notamment faute d'innovation, de capitaux et d'une demande locale suffisante. Le développement de la marine marchande à vapeur et du chemin de fer conduit à une concentration des armateurs autour de la NGI des Florio qui absorbe de nombreux concurrents, des Trifiletti et des frères Corvaja, qui font faillite en 1912 après 50 ans d'activités en Méditerranée et vers l'Amérique, et de la Sicilia,. Le chantier naval ouvre en 1897, la fonderie Panzera emploie 300 ouvriers au début du siècle, l'usine de meubles de Vittorio Ducrot 200, et la construction automobile apparait avec l'Apis de l'atelier d'Eugenio Oliveri, l'Audax de l'atelier de Vincenzo Pellerito, et la voiture monocylindre de Savettiere, mais la ville ne compte en 1904 que 20 voitures et 2 motos en circulation. En 1911, la métallurgie occupe près de 2 500 ouvriers, l'ameublement environ 1 750, l'agroalimentaire plus d'un millier, l'industrie du tabac 709 femmes et 79 hommes, les imprimeries 679 ouvriers, les cimenteries 522, les fabriques de chaussures 504… Au total, 13 091 hommes et 2 608 femmes sont employés par les 1 667 usines dont seules 134 ont plus de 10 salariés et 11 sont des sociétés par actions,. Faute de capitaux siciliens, les grands travaux sont l'oeuvre d'entreprises extérieures : les Français Favier pour l'installation de l'éclairage au gaz en 1861 et Lexanne-Perdoux pour la ligne de Palerme à Trapani, la britannique Narrax Gouge Railways Company Sicily pour la ligne Palerme à Corleone, la societé des banquiers Adami e Lemmi de Livourne et la Compagnie du chemin de fer Victor-Emmanuel pour la ligne de chemin de fer Palerme-Catane, les entreprises britanniques Brunet et George Furness pour le creusement du port. Comme sous le royaume des Deux-Sicile, Palerme attire des commerçants d'Italie continentale et étrangers, en particulier de l'Allemagne, qui ne se limitent plus au commerce international au profit du petit commerce et de l'artisanat. De grandes familles d'origine étrangère poursuivent leur activités : Whitaker, Kaiser, Kressner, Robert et plus tard Paul Wedekind, Beaumont Gardner, Donaudy, les frères Thomas, G.C. Hirzel, les frères Jung, Giuseppe Berlioz, Vincenzo et Augusto Hugony, Sénes, Sandron, etc.  
La province de Palerme est la première de Sicile pour l'exportation d'agrumes (principalement des citrons) et de sumac dominées par quelques grandes entreprises familiales (Casiglia, Graziano, Jung, etc.) et de nombreux négociants locaux et étrangers. Les exportations d'agrumes ont dépassé 100 000 tonnes en 1902, atteignant près de 160 000 tonnes en 1914, accompagnées par l'exportation d'essences, pelures, jus et citrate de calcium. Le sumac a atteint 38 000 tonnes en 1906 avant de se stabiliser à 20 000 tonnes. Les cheveux non transformés se classent en deuxième position en termes de valeur, suivis par les conserves de tomates, dont les exportations ont explosé, passant de 408 tonnes en 1900 à près de 10 000 tonnes en 1912. Les exportations de vin, autrefois prospères, subissent une crise à cause de la concurrence internationale, passant de 284 000 hectolitres en 1899 à 7 000 hectolitres en 1904 sans plus qu'elles dépassent 10 000 par an jusqu'à la Première Guerre mondiale. En parallèle, les importations évoluent : les céréales russes deviennent la principale importation pour nourrir une population croissante, passant de 35 000–40 000 tonnes par an à plus de 82 000 tonnes en 1913, accompagnées de houille, de bois, de tabac et de produits manufacturés. Les banquiers Wedekind s'imposent dans l'importation de pétrole américain.  
Palerme, bien que lente à se développer commercialement, était un centre de commerce régional pour ses 300 000 habitants au début du XXe siècle. Le succès dans le commerce est un moyen pour la bourgeoisie urbaine de s'élever socialement jusqu'à se marier avec des membres de l'aristocratie. Palerme connait une apparente croissance économique et culturelle que symbolise deux grandes familles locales, les Florio, représentés à partir de 1891 par Ignazio Florio Jr., l'une des plus grosses fortunes d'Italie, et d'autre part les Whitaker, propriétaires de la villa qui va devenir le Grand Hotel et des Palmes en 1907, et où Wagner compose pendant l'hiver 1881-82 son dernier opéra, Parsifal. L'influence des Florio est telle que la presse désigne Palerme sous le nom de « Floriopolis », tandis que la haute société européenne de la Belle Époque afflue dans la ville admirer son opulence : l'empereur allemand Guillaume II (en 1896, 1904 et 1908), le compositeur Giacomo Puccini (1896), l'impératrice Eugénie, (1897), le prince Victor-Emmanuel (1898), le roi des Belges (1898), le couple royal britannique (1907).   
Pour autant, cette période, qui va de la fin du XIXe siècle à la Première Guerre mondiale, n'enrichit pas la majorité des Palermitains et endette la municipalité qui engage de couteux travaux pour de nouveaux marchés et un deuxième théâtre, sans se doter d'un grand hôpital moderne, d'un port plus adapté, d'un réseau routier de qualité, de structures éducatives suffisantes, d'un système d'assainissement, d'un abattoir ou d'une zone industrielle.
L'Université de Palerme connait un renouveau académique depuis 1860, qui participe à un regain intellectuel de la ville et de sa région par l'émergence de plusieurs écoles influentes : en chirurgie, par les actions de Pantaleo et Gorgone poursuivies par Enrico Albanese, médecin de Garibaldi et fondateur de l'Ospizio Marino, en clinique médicale, autour de Carlo Maggiorani puis Cesare Federici, en architecture, portée par Marvuglia, Giachery, Basile et Damiani Almeyda, en chimie, fondée par Stanislao Cannizzaro, prolongée par Emanuele Paternò et Alberto Peratoner, en mathématiques, marquée par Ernesto Cesarò et Francesco Gerbaldi, en droit administratif avec Vittorio Emanuele Orlando et en droit romain autour de Salvatore Riccobono, en physique, animée par Damiano Macaluso. Mais les meilleurs universitaires quittent Palerme pour des postes plus prestigieux à Rome, Naples, Turin ou Pise, tels Cannizzaro, Gregorio Ugdulena, Francesco Scaduto, Gaetano Mosca, Santi Romano, V. E. Orlando, G.B. Impallomeni, Corbino, Andrea Giardina, Giovanni Gentile, Giuseppe Bagnera, Gabriele Buccola, etc. Des associations scientifiques jouent aussi un rôle de liens entre Palerme et le reste de l'Italie voire l'étranger comme le Circolo Giuridico, le Circolo Matematico et la Biblioteca Filosofica. La présence simultanée à l'université des trois penseurs Giovanni Gentile, figure de l'idéalisme actualiste, Cosmo Guastella, partisan de l'empirisme, et Francesco Orestano, fondateur du réalisme critique, place Palerme en pointe de la recherche philosophique italienne de l'époque. Au-delà des chaires universitaires, l'enseignement supérieur local compte parmi les enseignants Ugo Antonio Amico (littérature italienne), Orso Mario Corbino (physique et chimie), Francesco Vivona (latin et grec), Pasquale Calapso (mathématiques), Alfonso Sansone (italien et histoire), Francesco Guardione (italien), Giuseppe Pipitone Federico (histoire et géographie), Antonio Aliotta (philosophie), le poète dialectal Alessio Di Giovanni, le peintre Francesco Lojacono, le sculpteur Salvatore Valenti, Gaetano Fazzari, et plus tard Giuseppe Lombardo Radice, Ernesto Codignola (pédagogie) et Eugenio Donadoni (italien).
Cette agitation économique et intellectuelle se traduit également à la tête de la municipalité où Emanuele Paternò et Eugenio Oliveri, membres de la bourgeoisie intellectuelle ou commerciale, contestent l'omnipotence de l'aristocratie foncière incarnée par le marquis Ugo delle Favare, même s'ils sont politiquement tous liés à Crispi. L'hégémonie de ce dernier est contrariée à partir de 1892 par l'arrivée au pouvoir de Rudinì puis Giolitti, dont la réforme électorale qui divise Palerme en quatre circonscriptions ne permet qu'à Crispi dans la deuxième et à Simone Cuccia dans la quatrième circonscription (Tribunaux), d'être élus, alors que les deux autres candidats de gauche, Marinuzzi et Muratori, échouent face au régionaliste Palizzolo dans la première circonscription (Palazzo Reale) et au modéré prince de Trabia dans la troisième circonscription (Molo). Les élections politiques de mai 1895 confirment l'affaiblissement de Crispi à Palerme, mais les élections administratives de juillet suivant conservent une large majorité aux démocrates : le prince de Camporeale, l'ancien sénateur Guarneri et Giulio Naselli de Gela ne sont pas réélus, mais Giuseppe Pitrè qui entre au conseil sur la liste de l'Association démocratique, est le premier élu devant Palizzolo.
Sous l'impulsion de l'Exposition nationale, qui se tient à Palerme du 15 novembre 1891 au 5 juin 1892, des champs d'orangers et d'oliviers laissent place à de nouveaux quartiers entre via Libertà et via Villafranca avec des immeubles en copropriété aux équipements modernes et de villas liberty qui font de Palerme l'une des capitales de l'Art nouveau, portée par les nombreuses réalisations d'Ernesto Basile. Faute de plan général d'urbanisme, les constructions sont anarchiques et l'ouverture des routes et des services surcharge les finances municipales déjà exsangues alors que les membres de l'aristocratie et de la grande bourgeoisie s'enrichissent de la location ou la vente des terrains. Le percement de la Via Roma, au prix de la destruction de nombreux immeubles du centre historique débute en 1894 pour une durée de 42 ans.
Sous l'effet de la guerre douanière avec la France en 1888, les entreprises allemandes prennent la place des investisseurs français comme Julius Schumacher, également consul, partenaire de Florio dès 1887, dans la première centrale électrique, ou encore AEG, Siemens de Berlin et Schuckert pour l'électrification de la ville aux côtés du français Favier, Schuckert pour le réseau de tramway. Les nombreux Allemands de Palerme ouvrent leur propre club et leur propre école. En 1909, Goldenberg installe à Arenella une grande industrie d'acide citrique poussant sa concurrente locale à fermer.

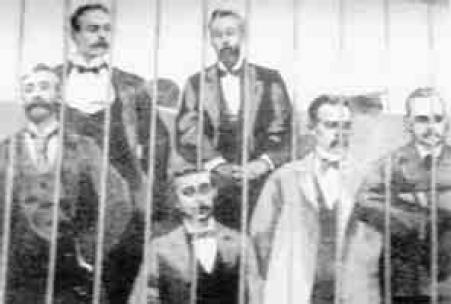
Les dirigeants des faisceaux siciliens dans la cage du tribunal lors du procès d'avril 1894.

Les radicaux-républicains retrouvent une activité politique dans les années 1890, incarnée en particulier par le député de Caltanissetta, Napoleone Colajanni. La décennie précédente avait vu les anciennes corporations se transformer en sociétés ouvrières et de secours mutuel, au nombre de 131 en 1890. Ces associations, dont certaines existaient depuis les années 1860,couvraient presque toutes les catégories de travailleurs et employés selon leurs orientations politiques. Les faisceaux siciliens des travailleurs, mouvement populaire d'inspiration démocratique et socialiste, prennent leur essor avec la fondation le 29 juin 1892 du fascio de Palerme par la fusion d'une centaine de sociétés ouvrières de secours mutuel, à l'initiative de radicaux, républicains, socialistes et anarchistes, inspirés par des ouvriers lombards venus pour l'Exposition nationale. Les 21 et 22 mai 1893, un congrès se tient à Palerme, avec 500 délégués de presque 90 ligues et cercles socialistes qui élisent un comité central composé de neuf membres dont Rosario Garibaldi Bosco, Nicola Barbato et Bernardino Verro pour Palerme. Pourtant, à Palerme, les métallurgistes, historiquement les plus engagés dans la lutte politique, en particulier ceux de Fonderie Oretea qui ont participé à l'émergence du Mouvement socialiste international au début des années 1870, s'engagent peu dans ces événements, du fait de l'emprise des Florio. Le mouvement est réprimé par le gouvernement Crispi qui nomme le général Roberto Morra di Lavriano régent de Palerme doté des pleins pouvoirs et déclare l'état de siège, fait arrêter les dirigeants du mouvement. Leur procès à Palerme, en avril et mai 1894, se conclut par de lourdes peines de prison que le gouvernement di Rudinì amnistie en partie en 1896.
Dans les dix-sept années qui suivent les élections de 1895, se succèdent 19 juntes et commissaires royaux qui sanctionnent la fin de la classe politique post-unitaire. Les modérés reprennent la ville en mai 1897 sans profond renouvellement à la tête de la municipalité et sans grands liens avec le mouvement catholique social inspiré par l'encyclique Rerum novarum de Léon XIII qui prend un essor important à Palerme sous l'impulsion du prêtre Ignazio Torregrossa et de l'avocat Vincenzo Mangano (it) issus de l'Opera dei Congressi, en parallèle de l'expansion socialiste après les faisceaux siciliens.
Après les élections administratives de juillet 1900 durant lesquelles la gauche socialiste et radicale égale les libéraux sans qu'une majorité ne puisse se former, le nouveau scrutin donne en septembre la totalité des sièges aux libéraux de gauche et de droite et la mairie au conservateur Paolo Beccadelli di Bologna. Une commission d'enquête sur les dysfonctionnements politiques et administratifs de la commune depuis 20 ans, présidées par Carlo Schanzer, attribue la crise financière communale à la mauvaise gestion de l'ensemble des 15 juntes successives et la bureaucratie qui les a servies, sans préciser de responsabilités plus spécifiques dans le manque de compétences et de contrôle des agents, la gestion publique corporatiste, corrompue et clientélaire, et l'absence de vision politique et stratégique. 
Les dépenses excessives, notamment dans les années 1890-1893 et 1898-1899 sous les administrations Verdura, Ugo, Paternò et Oliveri sont compensées jusqu'en 1892 par l'augmentation continue des recettes douanières, mais deviennent ensuite incontrôlées,.
Les difficultés financières ralentissent les nécessaires travaux d'assainissement, prévus par l'administration Rudinì en 1866, puis par la junte Turrisi en 1881, mais mis en œuvre à partir de 1884 devant la menace du choléra et jusqu'au début du siècle : démolition de vieux quartiers, reconstruction d'immeubles, coordination du plan de réhabilitation avec celui de l'agrandissement, création d'un système d'égouts, accès à l'eau potable, arrasement de remparts et courtines, aménagement des cours d'eau, ouverture en 1898 du troisième tronçon de la Via Roma entre Corso Vittorio Emanuele et Via Bandiera.
Entre 1860 et 1880, les dépenses municipales dédiées à l'éducation connaissent une augmentation significative, passant de 11 679 à 634 761 lires. L'ouverture de jardins d'enfants et de plusieurs centaines d'écoles élémentaires provoque une chute du taux d'analphabétisme de 60 % en 1881 à 31,7 % en 1911, bien que Palerme demeure l'une des grandes villes italiennes avec l'un des taux les plus élevés. L'accès à l'université reste limité à une élite, tandis que la petite bourgeoisie, qui a bénéficié de l'expansion de l'enseignement secondaire (l'aristocratie et la classe moyenne supérieure continuent de fréquenter des instituts et des écoles privées), ne parvient pas à obtenir d'emplois à la hauteur de ses qualifications, ce qui fait que le chômage l'affecte particulièrement.

Face à ce manque de débouchés, la fonction publique municipale devient une alternative qui emploie 5,1 % des chefs de famille palermitains en 1901, l'un des plus fort taux d'Italie. L'embauche dans le secteur public alimente le clientélisme, et la municipalisation des services est parfois perçue comme une réponse au chômage des jeunes diplômés. Entre 1863 et 1880, les emplois dans le secteur maritime dans la province passent de 7 525 à 13 404, sous l'effet du triplement du nombre de pêcheurs, machinistes et soutiers. En 1901, 13 % des chefs de famille sont employés dans le commerce de biens et de marchandises, mais souvent dans des emplois informels, comme la vente ambulante, pour survivre. Près de 11 % travaillent dans l'agriculture, grâce à l'expansion de la culture des agrumes et de l'horticulture dans la Conca d'Oro, 4,5 % dans l'industrie alimentaire et 4,3 % dans la transformation du bois. La construction n'occupe que 5,7 % des chefs de famille, malgré l’expansion urbaine de la ville, la métallurgie 4 %. De nombreux domestiques sont également employés, au service d'une aristocratie appauvrie mais désireuse de maintenir son train de vie.

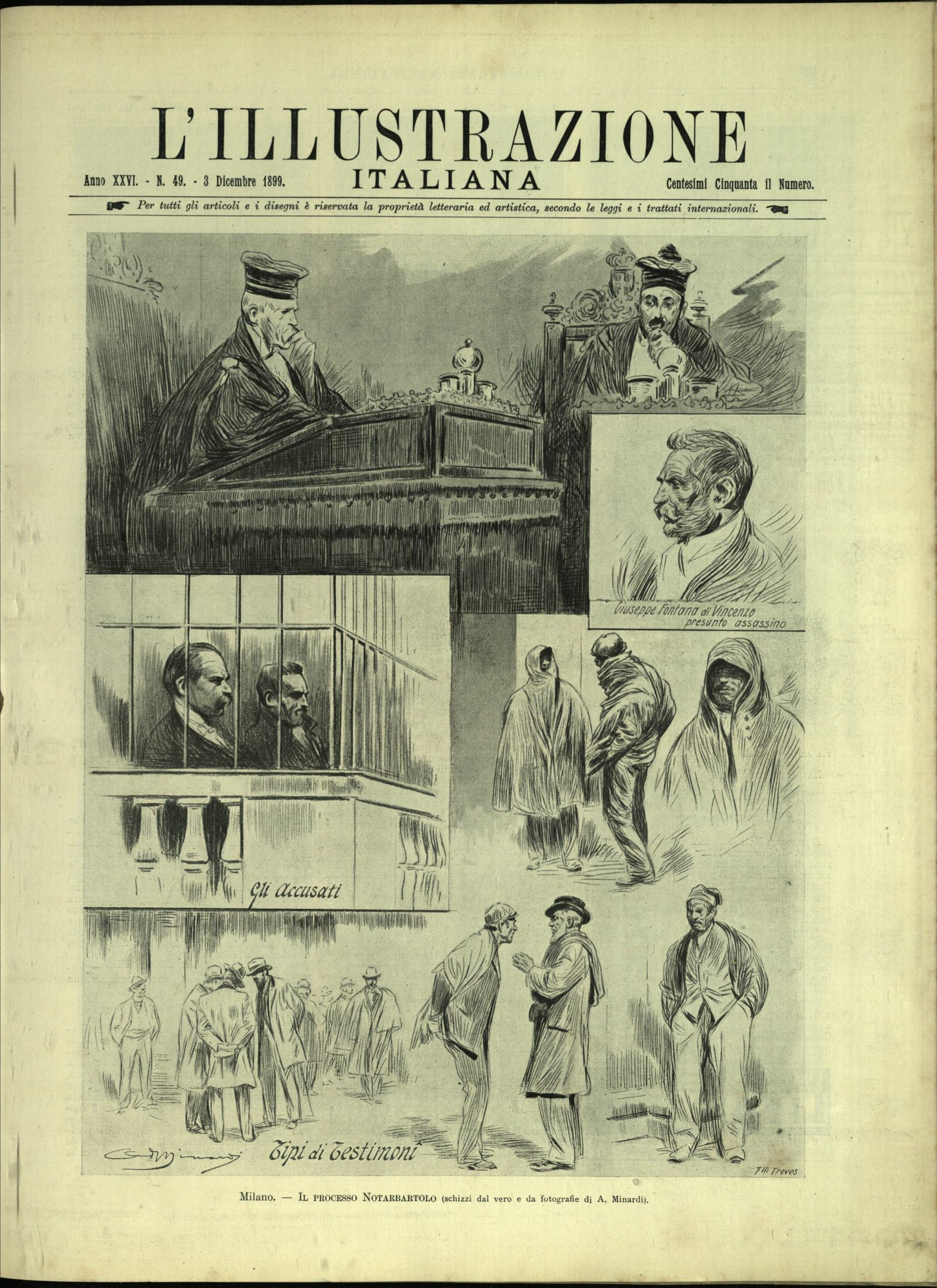
L'illustrazione italiana du 3 décembre 1899 : à Milan, le procès des accusés Giuseppe Carollo et Pancrazio Garufi pour le meurtre d'Emanuele Notarbartolo.

Face au déclin politique des palermitains Crispi et Rudini, Ignazio Florio Jr. et l'aristocratie agraire s'allient dans l'opposition au sein d'un parti agraire sicilien qui défend les intérêts des grands propriétaires terriens et gros industriels du Mezziogiorno, par la modernisation de l'agriculture et de la flotte de pêche hauturière, ainsi que la relance de l'industrie minière du soufre, afin de justifier l'importance du maintien de la flotte marchande largement subventionnée qu'est la Navigazione Generale Italiana. Pour soutenir son projet qui peine à résister aux évolutions électorales, Florio lance l'Ora, journal méridionaliste et antigouvernemental, appuie diverses initiatives politiques pour peser dans le débat national selon ses intérêts, et finance largement à Palerme les listes démocrates puis socialistes, ouvrant la voie à ce que l'argent, la corruption, la fraude électorale et les relations mafieuses dominent les scrutins jusqu'après la Première Guerre mondiale. En effet, profitant des nouvelles règles électorales, la mafia place à partir de 1897 ses représentants au Palazzo delle Aquile et soutient des candidats complices. Ainsi quand le conseiller municipal et député Raffaele Palizzolo est accusé au tournant du siècle d'avoir commandité le meurtre de l'ex-gouverneur de la banque de Sicile, le marquis Emanuele Notarbartolo, et d'être intimement lié au crime organisé, la majorité de la population, des élites économiques et du personnel politique — à l'exception notable des rudiniens Trabia et Camporeale, des giolitains dirigés par Vittorio Emanuele Orlando à Palerme, et des radicaux et socialistes — voient la condamnation du député corrompu comme une nouvelle humiliation de la Sicile par le Nord. Réunis au sein du comité « pro Sicilia », industriels et ouvriers, commerçants et propriétaires terriens, aristocrates trouvent dans la conclusion de ce procès une occasion d'exprimer leur contestation croissante des décisions gouvernementales dictées selon eux par les intérêts du Nord alors que la ville est en proie à des graves difficultés économiques. Et quand ils ne cèdent pas aux pressions, les hommes politiques sont soumis au chantage et aux intimidations, plusieurs d'entre eux recevant une balafre au visage, comme Vincenzo Purpura , Empedocle Restivo ou Roberto Paternostro.
La grève générale lancée à Milan en septembre 1904 par le Parti socialiste italien mobilise à Palerme ouvriers des chantiers navals, imprimeurs, dockers, tailleurs de pierre mais n'a pas d'impact sur les résultats locaux des élections législatives de novembre. En 1907, la grève des ouvrières du tabac force la manufacture à fermer. L'année suivante, l'effondrement de l'empire Florio commence avec la chute de la banque familiale et la vente des parts de la Navigazione Generale Italiana.
Les démocrates, à la tête de la mairie depuis la chute du prince de Camporeale, deviennent minoritaires lors des élections locales de 1908, où radicaux et socialistes s'allient aux aristocrates et bourgeois modérés avec le soutien financier de Florio et Pecoraino et la faveur du préfet De Seta. Les modérés reprennent le pouvoir tandis que celui de Cosa nostra croit comme le démontre l'assassinat en plein centre-ville le 12 mars 1909 de Joe Petrosino, policier américain enquêtant sur elle. 
Le séisme du 28 décembre 1908 à Messine amène à Palerme plus de 10000 réfugiés en deux mois. Les élections administratives prévues en avril 1909 sont repoussées en mai par le gouvernement, sous la pression de Florio qui constitue une liste hétéroclite nommée « Bloc populaire » comprenant socialistes, radicaux, syndicalistes, mais aussi son ami, le conservateur Romualdo Trigona et les industriels Vittorio Ducrot et Vittorio Zaban. Le Bloc Populaire obtient 45 élus contre 31 pour le Fascio democratico d'Empedocle Restivo et 4 sièges pour les catholiques dont l'avocat Giuseppe Jannelli, tandis que le nouveau député Pecoraro n'est pas élu pas plus que Palizzolo. Après un an de mandat du maire Romualdo Trigona di Sant'Elia issu de cette fragile coalition, ni sa démission ni la sixième dissolution du conseil en quatorze ans ne peuvent être évitées en juin et juillet 1910.
La haute société palermitaine, à l'image des Florio, Whitaker, Trabia, Mazzarino, Scalea et Tasca, voyage à travers l'Europe pacifiée, des plages de Biarritz ou de la Côte d'Azur aux stations de Chamonix et de Saint-Moritz, en passant par les principales capitales, certains avec leur propre wagon, et accueille à son tour l'élite continentale en reproduisant chez elle les grands événements mondains et la mode européenne. Les inaugurations en 1897 du Teatro Massimo, avec Falstaff de Verdi, et en 1900 du Grand Hôtel Villa Igiea, sont des rendez-vous internationaux. La première séance du cinématographe à Palerme se tient en avril 1897, 16 mois après les projections initiales parisiennes.
La vie culturelle foisonne, tant par l'activité théâtrale, l'architecture liberty, la sculpture (Giuseppe Valenti, Domenico Costantino, Vincenzo Ragusa, Mario Rutelli, Antonio Ugo alors que Domenico Trentacoste et Ettore Ximenes sont installés à Florence), la peinture (Francesco Lojacono, Ettore De Maria Bergler, Salvatore Marchesi, Rocco Lentini), ou encore la musique (Gino Marinuzzi), que par la création du teatro Biondo en 1903, l'inauguration en 1910 par le roi Victor Emmanuel III de la Galerie d'art moderne et l'ouverture la même année du musée ethnographique de Giuseppe Pitrè. La revue La Fronda préfigure le futurisme sous la plume du poète Federico De Maria, et La Sicile illustrée rèflete le style Art Nouveau. En 1906, est lancée la première course automobile Targa Florio, tandis qu'émerge la station huppée de Mondello, où l'architecte Salvatore Caronia Roberti construit les premiers villini en 1910 et où la Société italo-belge Les Tramways de Palerme, inaugure l'établissement de bains en 1912.
En 1911, les 1.667 usines de la ville emploient près de 13.091 ouvriers et 2.608 ouvrières, sur près de 350 000 habitants, notamment dans la métallurgiie (2500 travailleurs), l'ameublement (1 750), les boulangeries industrielles et les fabriques de pâtes (plus de 1000), l'industrie du tabac (788), les imprimeries (679), les cimenteries (522), les fabriques de chaussures (504)... L'augmentation de l'emploi a considérablement amélioré le niveau vie des ouvriers et des artisans au cours des cinquante années suivant l’unification, mais ils vivent parfois encore dans les cathodes et bien que les Palermitains mangent deux fois plus de viande qu'à l'époque des Bourbons, cette consommation reste plus modeste que celle des autres citadins italiens, comme celle du sucre et du café. La pauvreté persistante et les revenus insuffisants contraignent une grande partie de la population, chômeurs et personnes sous-employées, à endurer de grandes privations, à vivre d'expédients et à solliciter la charité publique et privée, comme les œuvres de Giacomo Cusmano.
La mise en œuvre du suffrage universel masculin envoie 68 712 électeurs palermitains aux urnes lors des élections d'octobre 1913 (25 827 votants, soit 37,6 % de participation) et transforme les campagnes électorales par des réunions publiques plus larges, en extérieur, plus nombreuses et durant plusieurs semaines. Malgré le pacte Gentiloni qui doit permettre à Giolitti d'obtenir le soutien de l'électorat catholique, la gauche antigiolittaine emporte les quatre sièges parlementaires.
La majorité des socialistes palermitains imitent les chefs locaux (Alessandro Tasca, Aurelio Drago et Rosario Garibaldi Bosco) en suivant Leonida Bissolati, exclu du PSI en 1912 pour son soutien à la guerre de Libye. Le mouvement nationaliste, apparu à Palerme en 1911, prend de l'importance parmi les jeunes intellectuels, faisant élire au moins trois de ses représentants au Conseil : Giovanni Borgese, jeune avocat originaire de Polizzi membre du Comité central de l'Association nationaliste italienne, le marquis della Cerda, petit-fils du duc della Verdura, et l'avocat Carlo Di Blasi, directeur du mensuel nationaliste Tripoli italiana.

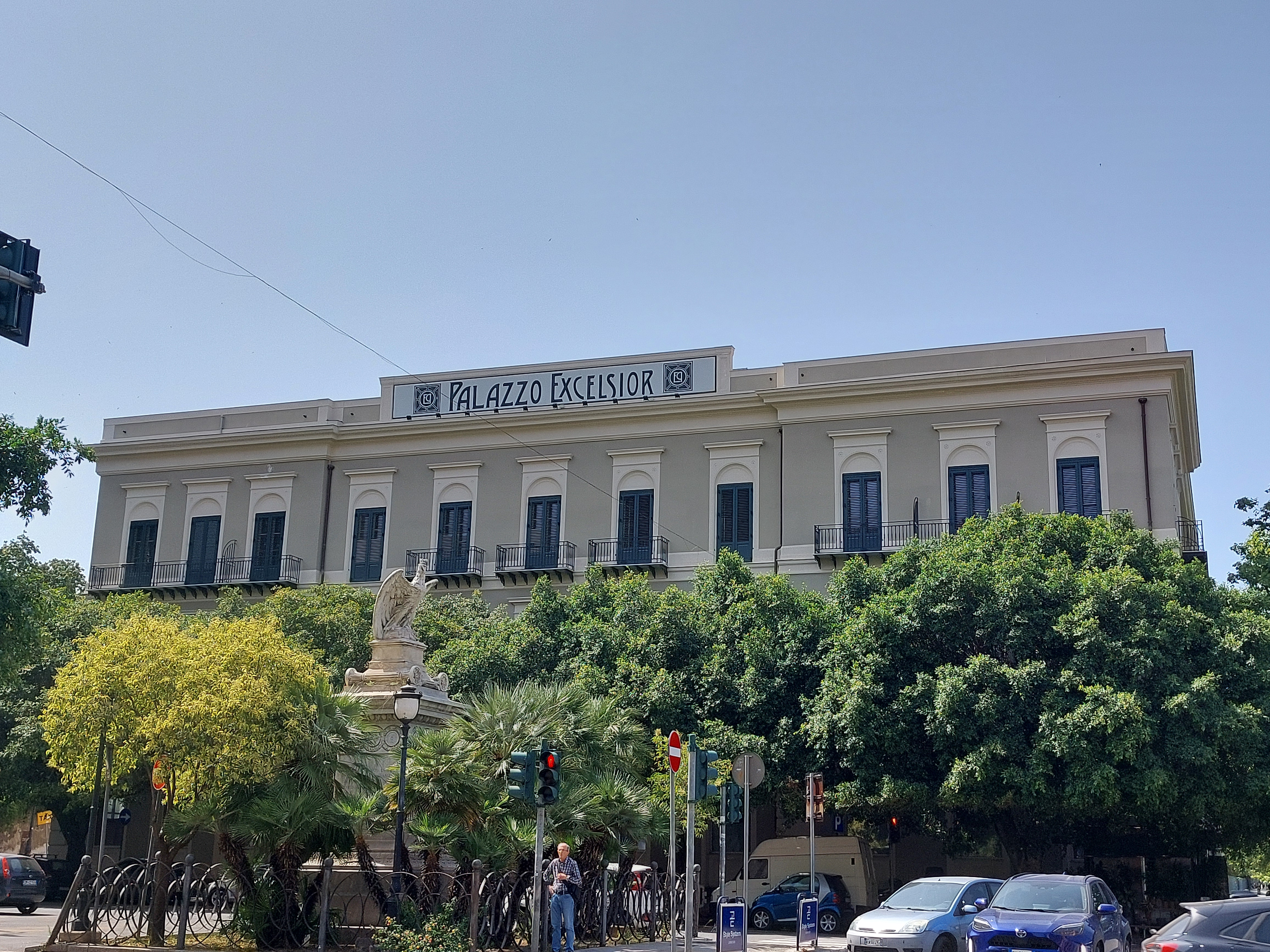
Palazzo Excelsior, ancien Grand Hotel de la Paix, construit en style Liberty pour l'Exposition nationale de 1891.

Les hôtels ont investi progressivement les nouveaux quartiers, dont ils étaient quasiment absents en 1873. En 1892, l'entomologiste Enrico Ragusa, héritier de l'Albergo della Trinacria qui ferme en 1911, ouvre le luxueux Hôtel des Palmes, concurrencé rapidement par l'Internazionale (via Stabile), le Grand Hôtel de la Paix (futur Palazzo Excelsior) et l'Hôtel royal des Étrangers (via Libertà), l'hôtel Milano (via E. Amari), l'Hôtel dell'Esposizione (via Q. Sella), l'Hôtel Viola (via Abela). Si la vieille aristocratie, pour quelques années encore, et les Palermitains les plus humbles demeurent dans les anciens quartiers, la noblesse récente et la bourgeoisie économique et libérale s'installent dans les nouvelles zones résidentielles aux habitations plus modernes et confortables, suivies par la classe moyenne et une partie de la grande noblesse qui délaisse peu à peu les palais du centre historique où perdurent les lieux de pouvoir et les commerces. Suivant ce mouvement, les cercles de sociabilité se déplacent : le Circolo Unione (ancien Nobile Conversazione) de la Piazza Bologni à la Via R. Settimo à la fin du XIXe siècle, le Circolo Bellini (ancien Casino di Dame e Cavalieri) du palais des marquis de Santa Lucia au palais des ducs de Villarosa en 1905. À la veille de la Première Guerre mondiale, les nouveaux quartiers sont quasiment entièrement urbanisés et la ville s'étend désormais au-delà de la via Libertà et de la via Sampolo, sur la propriété Giachery à Ucciardone, le vignoble Gallo dans via Lincoln, entre les corso Calatafimi et Pisani, près de la gare et vers le corso Tuköry.

### Première Guerre mondiale et régime fasciste

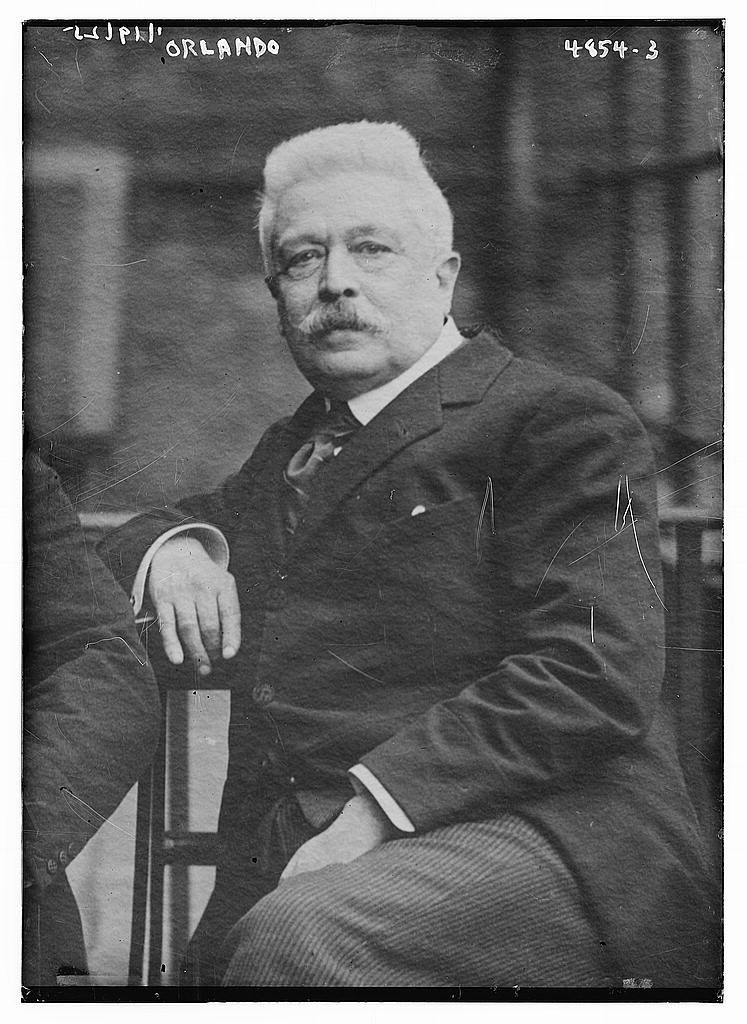
Vittorio Emanuele Orlando, universitaire palermitain réputé en droit constitutionnel élu député libéral, il devient en 1917 le « Président de la Victoire », négociant, comme chef du gouvernement italien, le Traité de Versailles. Il soutient l'avènement du gouvernement Mussolini avant d'en être l'une des figures de l'opposition, candidat aux élections municipales à Palerme à l'été 1925. Après la Seconde Guerre mondiale, il est membre de la Consulta Nazionale, de l'Assemblée constituante puis du Sénat.

Au début du premier conflit mondial, les principaux journaux et les élites aristocratiques, politiques et économiques sont plutôt neutralistes, à l'image du Parti agraire sicilien qui renait en mars 1915 autour de Florio, du prince de Scalea et du social-réformiste Filippo Lo Vetere, opposé à la guerre dont il craint les conséquences économiques, l'aristocratie réactionnaire se sentant plus proche des pays conservateurs comme l'Autriche et l'Allemagne que des démocraties britanniques et françaises. Les nationalistes de Luigi Federzoni, les radicaux, parmi lesquels Giovanni Antonio Colonna di Cesarò, et les républicains que vient rencontrer Cesare Battisti en décembre 1914, sont favorables à une intervention aux côtés de l'Entente que l'opinion publique approuve progressivement. Lors des manifestations de soutien au ministère Salandra démissionnaire contre Giolitti, un jeune homme est tué par balle, provoquant une grève générale et un regroupement de 20000 personnes pour suivre ses funérailles. 
La ville est marginalisée dans le contexte national de guerre, et va le rester jusqu'à la fin de la période fasciste. Des associations distribuent des aides financières et alimentaires aux familles de soldats et aux pauvres, Annetta Chiaramonte Bordonaro, épouse de l'ancien maire Giuseppe Tasca Lanza, ouvre un hôpital de 250 lits pour les blessés de guerre et la Villa Igiea devient un hôpital pour les officiers britanniques. Les industries locales se consacrent à la fabrication de matériel de guerre et Ducrot délaisse les meubles pour concevoir des avions militaires, mais l'essentiel des commandes militaires profitent aux industries du Nord, comme Ilva, Ansaldo et Fiat. Le Chantier naval, Ducrot et d'autres ateliers sont placés sous le contrôle de l'armée pour produire de l'armement.
Après l'armistice, Palerme échoue à retrouver la splendeur d'avant-guerre. L'aristocratie locale sort affaiblie par les pertes humaines et la montée en puissance des gabelloti mafieux menaçant leurs revenus fonciers, les édiles sont renouvelés, les associations mutualistes ouvrières, autrefois contrôlées par Florio, disparaissent au profit de la FIOM dirigé par le socialiste intransigeant Giovanni Orcel. Les actions syndicales permettent des augmentations de salaire et la journée de travail de huit heures dans certaines usines de la ville. Face à l'inflation galopante, les syndicats, tant socialistes que catholiques, attaquent le gouvernement Nitti et déclenchent des grèves et manifestations éclatent en juin-juillet 1919, d'abord dans de petits ateliers, puis s'étendent à Ercta, Ducrot et au chantier naval, avec pillages et affrontements avec la police.
En 1919, les anciens soldats créent l'Association nationale des combattants, dont une faction, partisane de Nasi, fonde l'Association sicilienne des combattants. Parallèlement, le Faisceau de combat réunit à Palerme des anciens combattants de gauche sans les nationalistes, pour réclamer autonomie de la Sicile et expropriation des latifundia en faveur des paysans et des soldats. Alfredo Cucco lance le périodique nationaliste La Fiamma Nazionale.
Les catholiques du Parti populaire italien, soutenus à Palerme par le quotidien La Vita et le périodique Piccolo Corriere, et dans la province par son réseau d'organisations paroissiales et coopératives, profitent de l'introduction du scrutin proportionnel de liste lors des élections générales de novembre 1919 desquelles les deux listes libérales menées par Vittorio Emanuele Orlando et Andrea Finocchiaro Aprile  sortent vainqueurs, et avec eux des nouveaux élus, plus implantés dans la province que dans la ville de Palerme, qui perd ainsi de l'influence sur l'île. Mais cette division des forces libérales provoque la chute du maire Tagliavia au profit de Giuseppe Lanza di Scalea qui est conforté par les élections administratives suivantes. 
Le mouvement fasciste, encore marginal à Palerme jusqu'à la marche sur Rome, malgré des attaques squadristiques contre les socialistes, les syndicalistes et les catholiques, apporte son soutien aux candidats du combattentisme de l'Unione Nazionale d'Orlando (Giuseppe Lanza di Scordia (it), Rosario La Bella, Francesco Musotto) lors des élections de mai 1921. Simultanément, dans un revirement réactionnaire, le mouvement nationaliste s'allie aux agrariens qui, préoccupés par les agitations paysannes, pour fonder le ont fondé le Parti agraire sicilien, sous l'égide de Pietro Lanza di Scalea, qui sort victorieux du scrutin au détriment des partisans de Nitti. Les trois quart des députés de la province de Palerme sont reconduits, les socialistes officiels et le Partito Democratico del Lavoro de Rossi n'obtiennent aucun siège alors que les communistes préfèrent ne présenter aucune liste. 
La faible implantation du PCI, avec seulement 38 membres en septembre 1922 dans la province, explique la discrétion des discours antibolchéviques localement. En août 1921, le Fascio ne compte que 380 adhérents à Palerme, considérée comme la province sicilienne la plus résistante au fascisme. Pourtant, les fascistes, menés par Pippo Ragusa, prennent la tête des brigades et orchestrent des actions violentes avant les élections : actions punitives contre des commerçants accusés de la hausse des prix, allant jusqu’à dévaster la brasserie Birreria Italia, imposition de plafonds de prix et saisie des marchandises, attaques des clients du Caffè Lentini, souvent de gauche.
Après la Marche sur Rome auxquels les Palermitains ne prêtent pas attention, et l’arrivée de Mussolini au pouvoir, les premiers élus locaux (dont les agrariens Scalea et Pucci, Scordia, Scialabba, Cirincione et Drago), et les responsables mafieux rejoignent le fascisme pour préserver leur position, ce que les premiers militants dénoncent dans la Fiamma Nazionale. Des tensions internes s'expriment, notamment avec Giuseppe Maggiore Di Chiara, exclu pour indiscipline, qui critique l’alliance avec les notables libéraux et tente de fonder un parti dissident avec Alessandro Tasca (Fascismo della libertà). Les opposants à la direction de Cucco subissent des purges, la publication satirique de Maggiore Di Chiara, Il Babbìo, est suspendue. Parallèlement, la répression vise aussi les partis prolétariens puis les membres liés à la mafia qui sont expulsés du parti, entraînant la dissolution de certains groupes locaux, comme le Fascio dell'Arenella, et la création de groupes dissidents. Cependant, le fascisme palermitain reste trop faible pour affronter réellement la mafia, encore influente lors des élections.
Les fascistes font une contre-performance aux élections politiques du 6 avril 1924, en ne recueillant que 30,3 %  des voix à Palerme alors que la Sicile a voté à 66 % pour lui, mais remportent les municipales du 2 août 1925 à l'issue d'une année de campagne active. Mussolini prononce un discours le 5 mai 1924 à Palerme, et les fascistes s'activent pour conquérir la municipalité face à l'opposition aventinienne incarnée par Orlando, et à la liste des communistes. La liste fasciste obtient 61,23 % des voix et 64 conseillers contre 38,50 % des voix et 16 sièges pour la liste de l'Union démocratique et  0,27 % à la liste du Parti communiste dont la direction palermitaine est entièrement arrêtée le 22 décembre 1925. Les banlieues palermitaines, qui donnent la victoire à la liste nationale, tandis que le centre-ville exprime une légère préférence aux libéraux, resteront longtemps le terreau des victoires conservatrices à Palerme, malgré la bétonisation des campagnes et la permanence de leur marginalisation.   
Le conseil municipal choisit le professeur Salvatore Di Marzo  comme pro-maire, puis est dissout le 24 décembre 1926 laissant Di Marzo le premier podestat de la ville. 

### Seconde Guerre mondiale
Pendant la Seconde Guerre mondiale, la ville est victime d'un violent bombardement dès les premiers jours du conflit, réalisé par l'aviation française et anglaise qui visent principalement des cibles militaires. Avec l'intervention des États-Unis, les bombardements sont d'une grande ampleur et sans discernement, détruisant des quartiers entiers, provoquant la mort de centaines de victimes civiles et infligeant de graves dommages au patrimoine artistique de la ville. Après la libération, la ville est touchée par un bombardement intense de la Luftwaffe, qui a pour objectif les navires alliés dans le port de Palerme.

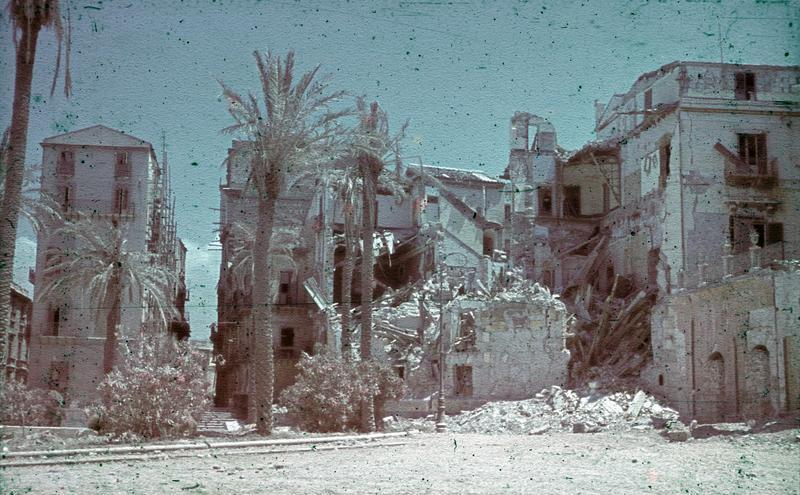
Palerme après les bombardements de 1943

## Capitale de la région sicilienne à statut spécial

### Affirmation de la ville comme capitale politique de la Sicile
Le 22 juillet 1943, lorsque les Alliés prennent la ville, ils nomment le colonel Charles Poletti commissaire aux affaires civiles de la ville, et installent une nouvelle administration. En août, ils transfèrent le quartier général de l'Amgot de Syracuse à Palerme qui accueille également le siège de nouvelles administrations siciliennes. 
La Sicile revient sous la responsabilité du gouvernement italien, avec la nomination d'un préfet, le 29 septembre 1943, et le leader du parti agraire, Lucio Tasca, devient maire de Palerme.
La liberté de la presse et l'activité politique sont autorisées le 11 janvier 1944. Palerme revit peu à peu et retrouve sa place de centre politique et culturel de l'île. La presse reparaît, dont la revue culturelle Chiarezza lancée par Fausto Flaccovio, les fêtes reprennent, et des conflits sociaux réapparaissent. En octobre 1944, une manifestation contre la faim est violemment réprimée par l'armée, faisant au moins 24 morts et 158 blessés.
En mars 1944, le gouvernement italien y installe le siège du Haut-Commissariat pour la Sicile et de la Giunta Consultiva (commission consultative) à laquelle succède la Consulta regionale composée de 36 membres. Les débats qui agitent la ville opposent les séparatistes, dominés par les propriétaires terriens et la mafia, mais aussi d'anciens fascistes et des membres des classes populaires, aux défenseurs de l'autonomie, dont les plus convaincus sont les membres de la Démocratie chrétienne. 
Le Comité de libération nationale de Palerme obtient le remplacement du préfet et du maire, trop proches des forces séparatistes. Le 4 novembre 1944, après l'interrègne d'un commissaire préfectoral, l'avocat Rocco Gullo, socialiste, opposant au fascisme, est nommé maire.
Le nouvel archevêque, le cardinal Ernesto Ruffini, nommé en mars 1946, est accueilli le 31 à l'aéroport de Boccadifalco par une foule qui l'applaudit tout au long de son tour de la ville en calèche. Comme lui, l'électorat soutient le maintien de la monarchie lors du référendum du 2 juin. La droite sort gagnante des premières élections municipales républicaines du 10 novembre 1946, et porte, le 27 novembre, le qualunquiste Gennaro Patricolo à la tête de la mairie. L'un des conseillers élus, le monarchiste Marino Settimo, est en fuite car poursuivi pour marché noir.
En 1947, la Sicile devient une région autonome et Palerme retrouve son statut de centre politique de l'île, malgré l'opposition de Catane, en accueillant le siège de l'assemblée et du gouvernement dans le Palais des Normands et diverses institutions régionales dans la ville. Cela provoque une importante migration interne à l'île parmi la nouvelle classe politique et une bureaucratie régionale naissante, ainsi qu'une croissance rapide des fonctions administratives de la ville qui n'échappe ni au clientélisme, ni à l'emprise mafieuse, peu importe les partis au pouvoir et malgré les lois régionales interdisant les embauches sans concours. En 1976, l'administration régionale comptait 6 149 agents (dont 500 à 600 recrutées par concours) auxquels s'ajoutent jusqu'à 7000 employés de l'Assemblée régionale et des organismes économiques régionaux. 
Gaspare Cusenza mène une première junte chrétienne-démocrate le 10 novembre 1948, alors que son jeune parti est minoritaire. Grâce à d'importants fonds de l’État, il lance la reconstruction d'une ville qui entame son redressement. Le front syndical se divise. La mafia fait son entrée dans le conseil municipal en 1948, et les milieux affairistes (Vaselli, Cassina, Ferruzza) prennent le contrôle des marchés publics, de la construction et de la collecte d'impôts. 
Lui succèdent les monarchistes Pivetti et Avolio, puis un commissaire. Aux municipales de 25 mai 1952, la gauche unie sous l'étiquette du Front démocratique populaire obtient 22,50 % des voix, lui permettant de dépasser les monarchistes (22 %) et le MSI (18,8 %) mais se plaçant derrière les 16 sièges de la DC (25 %) qui inaugure une longue liste ininterrompue de maires issus de ses rangs avec Gioacchino Scaduto, dernier maire qualifiable de notable. 

### Essor démographique et sac de Palerme
La guerre a laissé la ville meurtrie : le centre-ville est détruit, les habitants vivent dans la faim et l'insalubrité, les services publics sont à reconstruire, les chantiers navals, principaux employeurs de la ville, mettent quatre ans à rouvrir après leur démantèlement par les Allemands fin 1942. Détruite par trois ans de bombardement, Palerme compte plus de 70 000 pièces d’habitation anéanties ou endommagées. Or, le déploiement bureaucratique s’accompagne d’une explosion démographique et d’un exode rural massif vers la capitale, notamment entre 1945 et la fin des années 1960. La population de Palerme croit progressivement de 411 879 en 1936 à 701 782 en 1981 pour redescendre à 698 556 en 1991, faisant de la ville la 5e d'Italie devant Gênes en 1987. Ces immigrants ruraux et majoritairement diplômés, ne se mèlent ni à la bourgeoisie locale, ni aux milieux populaires, confectionnant une « troisième Palerme » au nord-ouest de la via Notarbartolo.
Plutôt que de reconstruire la ville en suivant le plan d’urbanisme (Piano regolatore generale) de 1944, jugé trop rigide pour répondre rapidement aux problèmes de logements, et malgré la taille et le niveau de destruction de la métropole qui n'auraient pas dû le permettre, les autorités préfèrent la procédure exceptionnelle et dérogatoire du plan de reconstruction, plus rapide et permettant de s'affranchir légalement des règles et procédures. Adopté en 1947 pour deux années, et pouvant être prorogé au maximum pour dix ans, le plan de reconstruction reste en vigueur jusqu’en 1962.
La ville s’étend vite, parfois de manière désordonnée, avec la création de nouveaux quartiers à l’urbanisme hâtif, souvent peu intégrés socialement. Grâce à la politique des prêts hypothécaires déployée par la Région, la population est rapidement relogée dans des zones résidentielles périphériques livrées aux spéculateurs immobiliers et à la mafia alors que le centre historique est délaissé jusque dans les années 1980, les palais baroques abandonnées, les villas liberty rasées. Transformé en ghetto des plus pauvres et de squatteurs, le centre-ville forme un vivier de petites mains pour la mafia évité par la majorité des Palermitains,. Malgré ces transformations, l’investissement public reste insuffisant face aux besoins croissants en infrastructures, logements et services.
Le tissu social est bouleversé, la petite bourgeoisie formée de militants issus des appareils partisans, syndicaux et religieux, prenant le pouvoir sur les notables urbains issus des professions libérales : Guido Piovene écrit dans Viaggio in Italia (1958) : « La ville meurt sans remède, parce que Palerme, parmi nos villes, était la plus dévouée aux gloires du pouvoir noble, voire l'archétype de la ville seigneuriale, décors de palais, villas, jardins et familles spectaculaires. La nouvelle bourgeoisie montante ne se soucie pas de s'ennoblir en restaurant des immeubles, elle préfère investir ses gains dans de nouveaux immeubles spéculatifs ». La DC se transforme d'un parti de notables en un parti de cadres sous l'impulsion d'Amintore Fanfani, nouveau secrétariat national, dont les fidèles, guidés localement par Gullotti et Gioia, font chuter Scaduto. Le profil des hommes politiques professionnels émerge, parfois sans qu'ils soient connus du grand public, mais appuyés par des hommes d'influence, comme Vito Guarrasi et les cousins Antonino et Ignazio Salvo, qui mêlent pouvoir politique régional, intérêts privés et criminalité organisée.
Renforcée par les élections de 1956 où elle remporte 35,7 % des suffrages et 23 sièges, la DC porte Luciano Maugeri à la mairie, tandis que Salvo Lima et Vito Ciancimino entrent dans l'exécutif. Adjoint aux travaux publics de Luciano Maugeri, Lima est élu maire en 1958 et promulgue un nouveau plan d’urbanisme en 1962.
À partir des années 1960, le solde migratoire devient négatif : de nombreux Palermitains, y compris diplômés et fonctionnaires, émigrent vers le nord de l’Italie ou l’Europe continentale à la recherche d’opportunités économiques, illustrant l’incapacité de la Région sicilienne à stimuler un véritable développement économique local, au-delà de l’administration et du secteur du bâtiment. Sur les 18 078 émigrants de 1968, 3 293 partent en Lombardie et 2 778 dans le Piémont.

### Guerres mafieuses

Le 25 septembre 1979, le juge Cesare Terranova et de son garde du corps Lenin Mancuso sont assassinés dans les rues de Palerme. L'instant est immortalisé par Letizia Battaglia, photojournaliste pour L'Ora, célèbre pour ses photographies en noir et blanc des assassinats mafieux durant la stratégie de la terreur voulue par le Clan des Corleonesi.

Le développement économique et social de la ville a été freiné par les activités de la Mafia.
Jusque dans les années 1980, les prestations de services urbains sont déléguées à des opérateurs privés qui surfacturent leurs services grâce aux liens privilégiés entretenus avec les élus démocrates chrétiens qui financent ainsi leurs réseaux de clientèles : la voirie et le réseau d’égouts est entretenu par le groupe Cassina favorisé par Salvo Lima et Giovanni Gioia, l’éclairage public est géré par société ICEM proche de Giovanni Matta, la collecte des déchets est contrôlée de 1949 à 1968 par Romolo Vaselli soutenu par Vito Ciancimino.
Salvo Lima et Vito Ciancimino, maires de Palerme dans les années 1960 et 1970, et très proches des Corleonesi (dirigés par Toto Riina), permirent une vaste spéculation immobilière que l'on a appelé le « sac de Palerme », détruisant de nombreux bâtiments historiques et livrant à l'urbanisation les champs d'agrumes de la Conca d'Oro. Grâce aux soutiens au sein de la municipalité et de l'assemblée régionale qui ne souhaitent pas affaiblir ce secteur économique en plein essor, les normes antisismiques de construction et d'urbanisation n'y sont pas appliquées après le séisme de janvier 1968 dans la vallée du Belice, qui affecte de manière négligeable Palerme mais met au jour que les risques existent.
Palerme fut ensuite le théâtre de multiples règlements de compte entre clans (environ 1 000 morts et disparus entre 1981 et 1984), ainsi que pour les assassinats en série de journalistes (Mauro De Mauro, Mario Francese), politiciens (Piersanti Mattarella, Pio La Torre), policiers (Emanuele Basile, Ninni Cassarà), magistrats (Cesare Terranova), médecins (Paolo Giaccone) ou préfet (Carlo Alberto dalla Chiesa). Les assassinats du président de la région Piersanti Mattarella et du préfet Carlo Alberto dalla Chiesa amènent la Démocratie chrétienne de l'île, menée par le frère du premier, Sergio Mattarella, à prendre ses distances avec les réseaux mafieux, notamment avec Vito Ciancimino. Les catholiques rejoignent peu à peu cette lutte contre la mafia initialement portée par les syndicats et les communistes.
En parallèle, les aveux de Tommaso Buscetta, premier repenti, mettent au grand jour l'organisation de la Cosa Nostra et les dissensions au sein des familles mafieuses. En septembre 1984, les juges de Palerme envoient 366 mandats d'arrêt visant des crimes politico-mafieux. L'été 1985 est sanglant : le vice-président des industriels de Palerme Roberto Parisi, le commissaire de police de Palerme, Giuseppe Montana et le chef adjoint de la brigade mobile de Palerme Antonio Cassarà sont tués par la Mafia. Les investigations des juges Giovanni Falcone et Paolo Borsellino aboutissent au maxi-Procès d'une centaine de mafiosi qui s'ouvre le 10 février 1986 et symbolise le désir de mettre fin de l'omertà.

### Les années Orlando

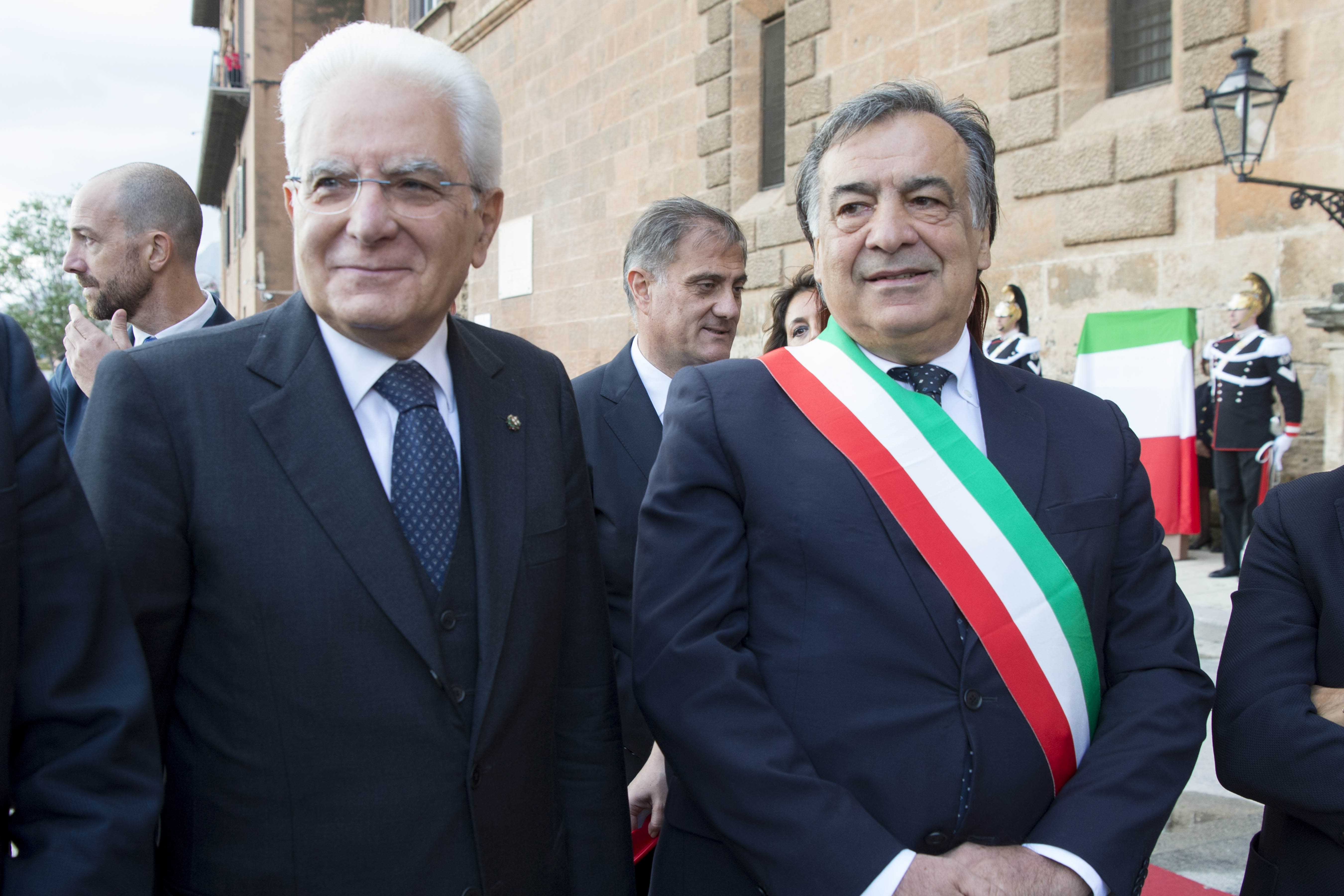
Sergio Mattarella et Leoluca Orlando (ici en 2016), deux figures de l'aile gauche de la Démocratie chrétienne palermitaine des années 1980 et 1990, le premier, dernier responsable provincial de la DC palermitaine de 1984 à 1992, le second, maire de 1985 à 1990 avec le programme du « Printemps de Palerme » unissant DC, Parti républicain italien, Parti libéral italien, Parti socialiste italien, et Parti social-démocrate italien, puis s'ouvrant entre 1987 à 1990 aux Verts et aux Communistes, sous l'influence de Mattarella.

En 1985, le jeune chrétien-démocrate Leoluca Orlando est élu maire à la tête d'une large coalition du centre (Parti républicain italien, Parti libéral italien), du centre droit (Démocratie chrétienne) et du centre gauche (Parti socialiste italien, Parti socialiste démocratique italien), puis avec les communistes à partir de 1989. Il engage le « Printemps de Palerme » durant lequel la municipalité affirme un discours de reconquête de la ville contre la mafia, soutient le développement d'une programmation artistique, réhabilite le centre historique et améliore l'image de la ville.
Quoique largement réélu en 1990, Orlando doit laisser son fauteuil à l'un de ses adjoints, Domenico Lo Vasco, puis démissionne de ses mandats et fonde son propre mouvement : la Rete, le « filet », le 24 janvier 1991, avec Nando Dalla Chiesa, fils du préfet assassiné en 1982, et le jésuite Ennio Pintacuda, fondateur du mouvement Città per l'Uomo. La ville connaît une période d'instabilité politique: Lo Vasco, dernier maire démocrate-chrétien de Palerme, démissionne en juin 1992 et ses successeurs, l'indépendant de gauche Aldo Rizzo puis le socialiste Manlio Orobello, ne restent en poste respectivement que 5 et 4 mois, et les violences mafieuses continuent : exécution de l’industriel refusant de payer le pizzo, Libero Grassi, en août 1991 ; assassinat en pleine rue de l'ancien maire mafieux Salvatore Lima en mars 1992, pour n'avoir pas su protéger la Cosa Nostra du « Maxi-procès » ; attentats meurtriers contre les juges antimafia Falcone à Capaci en juin 1992 et Borsellino, via D'Amelio en juillet suivant ; mort du père Giuseppe Puglisi en septembre 1993, etc. La mort du juge Falcone produit un électrochoc chez les Palermitains qui le jour même se réunissent spontanément au pied de son immeuble ; le ficus du trottoir devient un autel de témoignage et de recueillement surnommé Albero Falcone (l’» Arbre Falcone »), symbole de la mobilisation citoyenne voire lieu de pèlerinage semblable au culte autour de sainte Rosalie. L'omertà et la méfiance vis-à-vis d'un État s'estompent. En mars 1993, une cinquantaine d'associations antimafia se fédèrent autour de Palermo anno uno. Quand le prêtre Giuseppe Puglisi est tué en septembre, à nouveau des milliers de Palermitains lui rendent hommage. Les deux juges martyrs ont donné leur nom à l'aéroport de Punta Raisi (Falcone-Borsellino).
L'arrestation en janvier 1993 de Toto Riina, chef présumé de la Cosa Nostra, met fin à l'une des époques les plus sanglantes de la Sicile. Cette même année, Leoluca Orlando redevient maire de Palerme en obtenant 75,1 % des suffrages au premier tour de la première élection municipale au suffrage universel direct devant deux autres symboles de l'antimafia : l'ancienne maire Elda Pucci et le président du maxi-procès Alfonso Giordano. Il est réélu en 1997 au second tour avec 58,5 % des voix face à Gianfranco Miccichè.
Souhaitant retrouver l'élan du Printemps de Palerme, il porte un discours autour d’une régénération politique contre la corruption, d'un apurement social, contre la mafia et les règles parallèles, et un assainissement urbain par la restauration du patrimoine palermitain. Des familles bourgeoises, des intellectuels, des artistes et une jeune génération réinvestissent les hôtels particuliers restaurés, et les touristes reviennent progressivement.
Le nouveau maire developpe aussi une politique culturelle comme le festival “Palermo di scena” et surtout la revitalisation de la fête patronale, le Festino di Santa Rosalia.
En parallèle, la démographie entame dans les années 1990 une baisse au profit des villes satellites, comme Isola delle Femmine, entrainant l'apparition du phénomène du navettage quotidien.
La justice poursuit sa pression contre la mafia : procès pour association mafieuse de Giulio Andreotti en 1995, quoiqu'acquitté en 1999, condamnation à la prison à vie de 17 mafieux impliqués dans la mort de Borsellino en 1999, condamnation à perpétuité pour 29 mafiosi, dont Toto Riina, pour le meurtre du juge Falcone. Depuis la fin des années 1990 le taux d'homicide a très largement diminué (moins de 10 crimes mafieux par an). Par ailleurs fut signé en 2000 la convention de Palerme, sous l'égide de l'ONU contre le crime organisé. La mafia sicilienne est affaiblit par les 5 000 personnes membres arrêtés entre 2005 et 2025, les tonnes de drogues saisies, les systèmes d'extorsion démantelés. Pour autant, elle perdure, tentant de reconstruire sa puissance en changeant les modalités : si la structure hiérarchique dominée par la coupole a disparu après l'arrestation de Riina, la mafia sicilienne demeure puissante dans le trafic de drogue et fait suivre le pizzo, moins répendu que dans les années 1980 mais revisité.
Leoluca Orlando démissionne en décembre 2000 pour briguer vainement la tête de la région. Diego Cammarata devient le premier magistrat en 2001 sous les couleurs de Forza Italia, qu'a rejoint une partie des membres de la Démocratie chrétienne, dissoute en 1994. Il est reconduit en 2007. Après la démission de Cammarata en 2012, Orlando retrouve son fauteuil de maire, et est reconduit en 2017.
Dans les années 2020, Palerme compte 635 000 habitants et est un centre de commerce important non seulement pour l'île mais aussi pour l'Afrique et avec le bassin méditerranéen.